# Geschichte der Juden

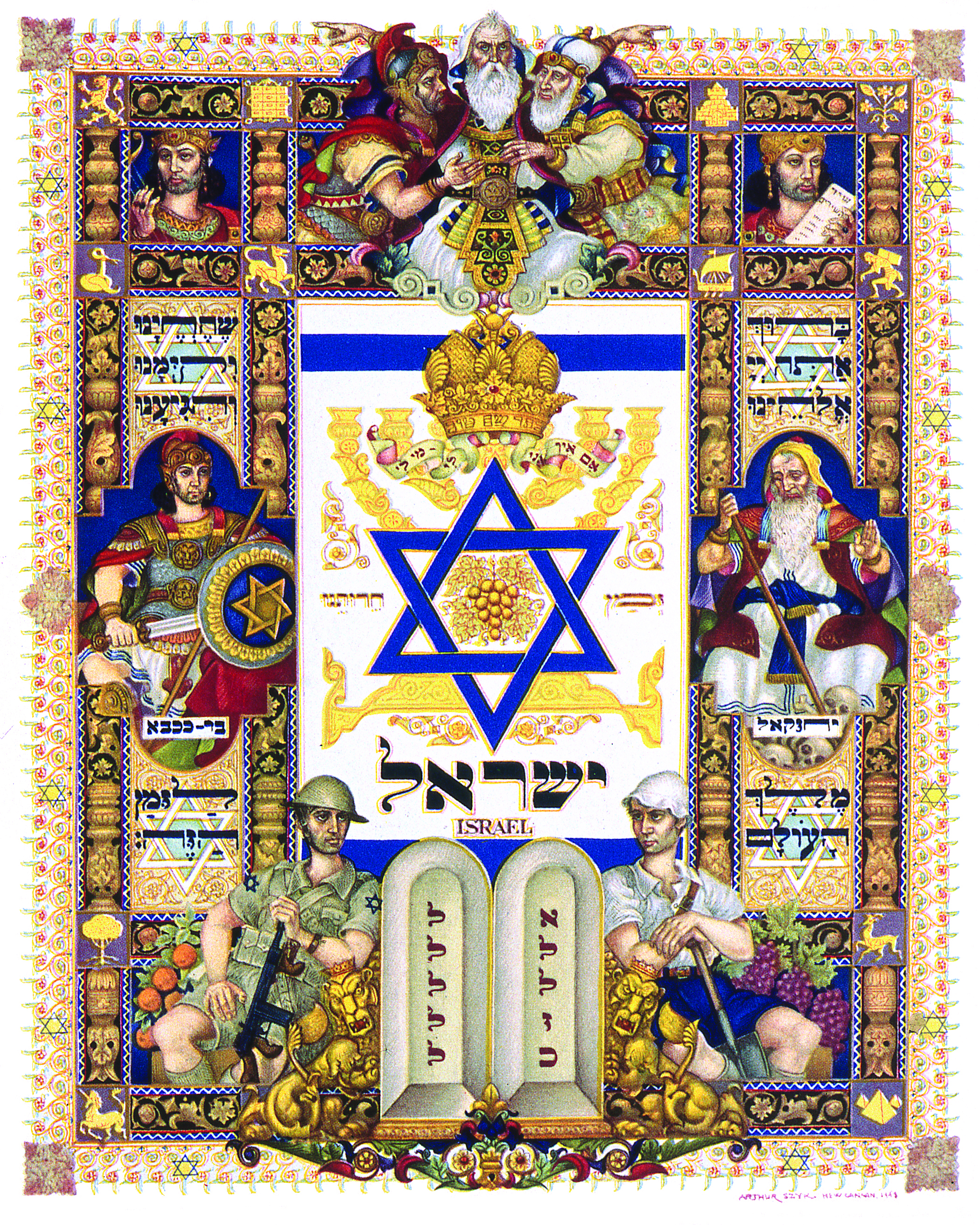
Arthur Szyk, Visual History of Nations, Israel (1948), New Canaan

Der Artikel gibt einen kurzen Abriss über mehr als 1200 Artikel in der Wikipedia zum engeren Thema Geschichte der Juden, wobei 23.174 Artikel in der Kategorie „Jüdische Geschichte“, 11.761 Artikel in der Kategorie „Israel“ (Stand: 09/2023) und 45.565 Artikel, die im weitesten Sinne mit dem Thema zu tun haben, in der Kategorie „Judentum“ einsortiert sind. Er enthält Listen der Artikel zur Geschichte der Juden in Ländern, Städten, Gemeinden und spezifischen Themen.
Juden sind ein ursprünglich nach dem Stamm und späteren Königreich Juda benanntes Volk. Sie haben über lange Zeit weitgehend weltweit zerstreut außerhalb von Eretz Israel gelebt. Das jüdische Volk hat sich über 2000 Jahre hinweg als ein solches begriffen und wurde auch von außen als ein solches verstanden, obwohl ein jüdischer Staat in dieser Zeit bis 1948 nicht existierte. Die Geschichte der Juden ist sowohl von Unterdrückung, Verfolgung, Ermordung und Vertreibung als auch von Toleranz, friedlichem Miteinander und Gleichberechtigung geprägt. Sie beinhaltet die Geschichte der Juden in der Diaspora und die Gründung des Staates Israel.

## Geschichte des jüdischen Volkes in biblischen Zeiten

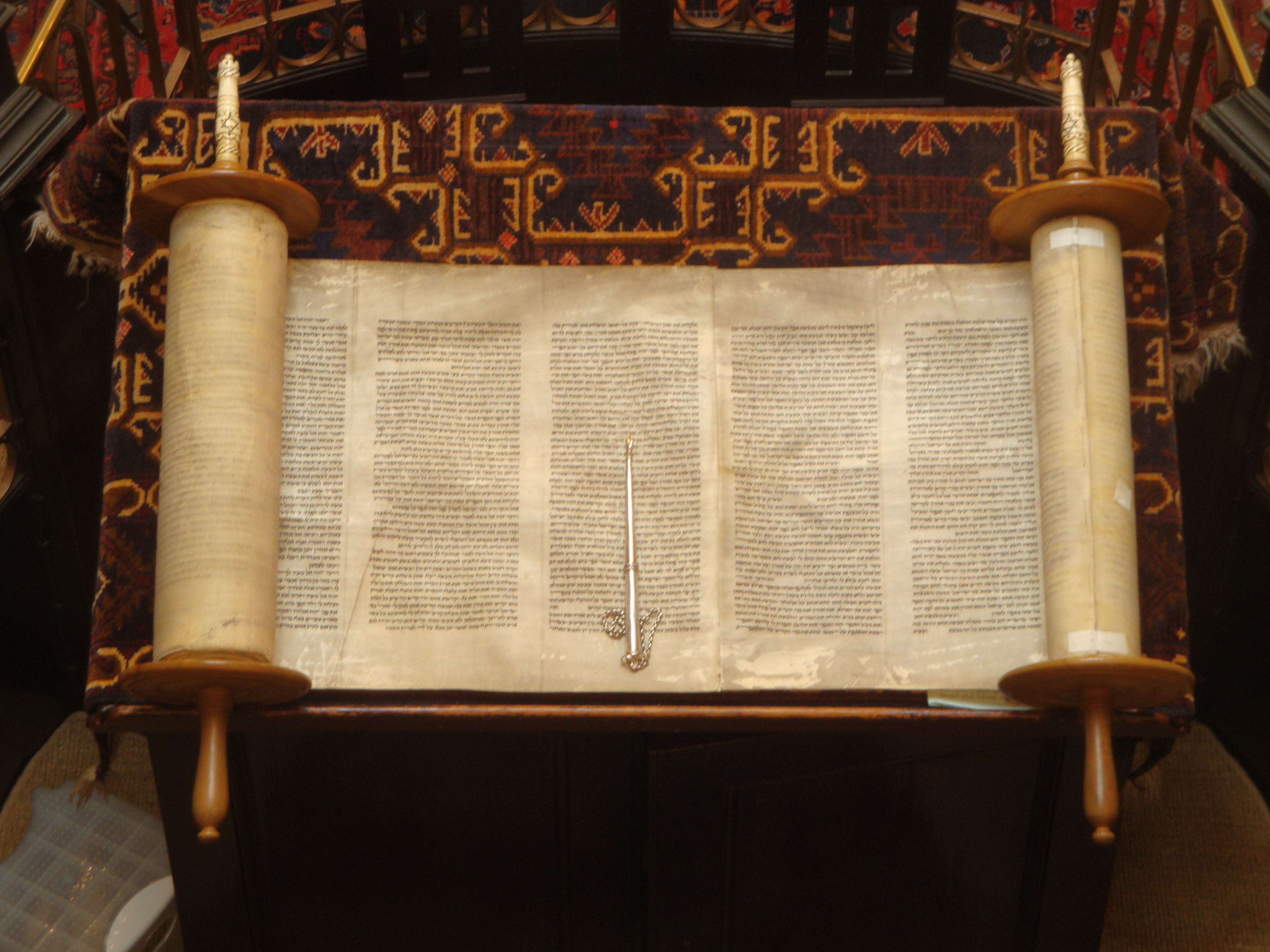
Tora

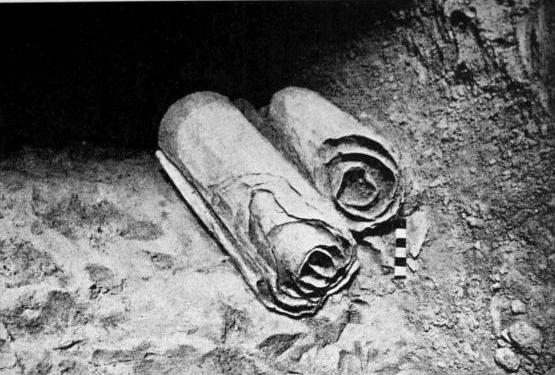
Schriftrollen vom Toten Meer bei ihrer Entdeckung 1947

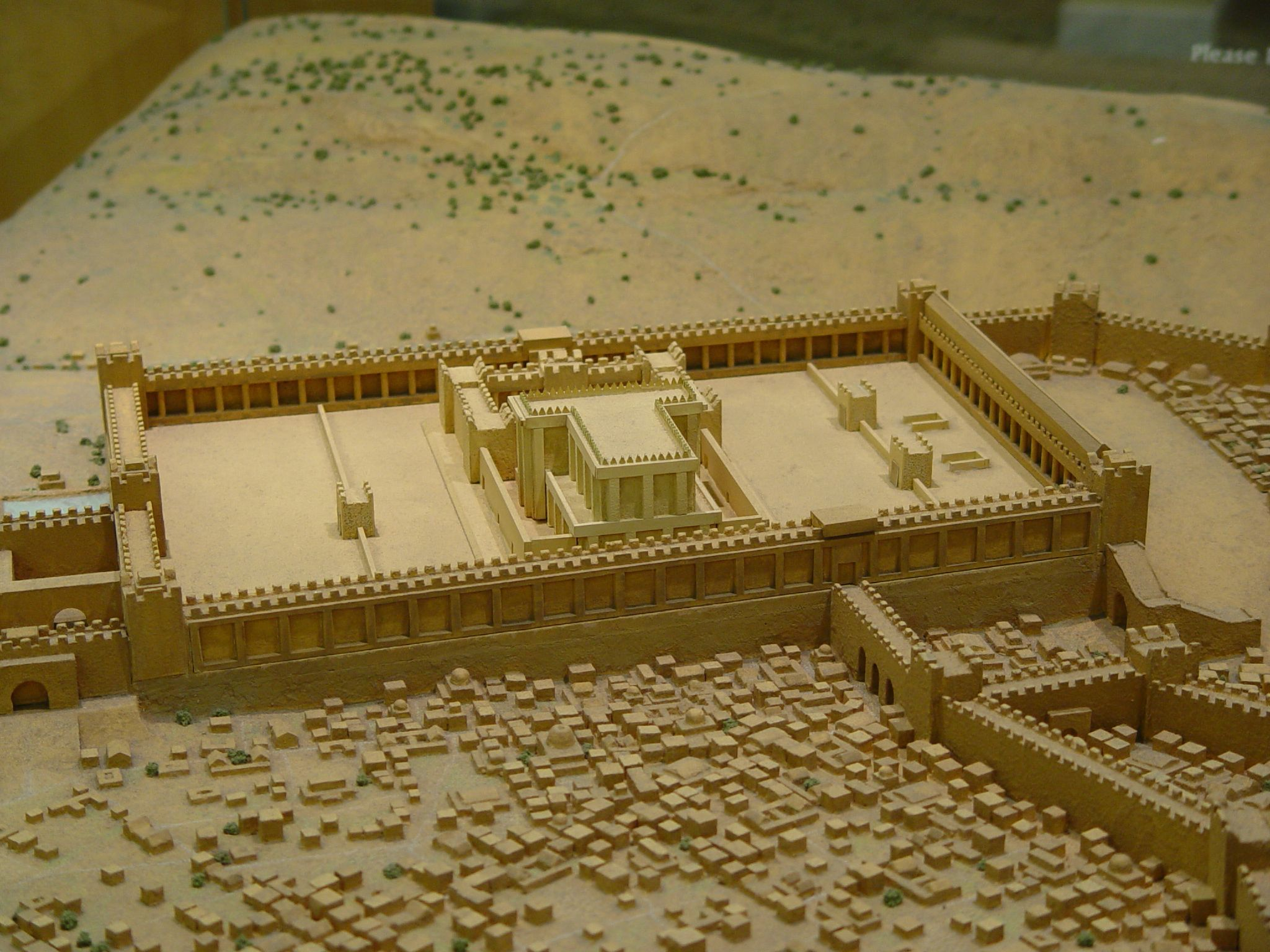
Modell des Zweiten Tempels

Die Geschichte der Juden beginnt nach den Erzählungen der Tora (hebräisch תּוֹרָה, „Weisung“), den fünf Büchern Mose, mit dem Bund, den Gott mit Abraham schließt (Gen 12 ). Die jüdische Tradition sieht Abraham als den Begründer des Monotheismus, des Glaubens an einen einzigen, unsichtbaren Gott. Diesen Bund setzte Gott mit Abrahams Sohn Isaak und dessen Sohn Jakob fort, der seit seinem Kampf mit dem Engel am Fluss Jabbok (Gen 32 ) Jisrael genannt wurde. Jakob hatte zwölf Söhne, die als Stammväter der Zwölf Stämme Israels (Israeliten) gelten. Diese ziehen von Kanaan, dem heutigen Palästina bzw. Israel nach Ägypten, wo ihre Nachfahren vom Pharao versklavt werden. Aus dieser Sklaverei werden die von Mosche (Moses) angeführten Hebräer durch Gott befreit, der ihnen am Berg Sinai die schriftliche und mündliche Tora offenbart.
Das 2. Buch Mose (שִׁמוֹת Schemot; Exodus), das 3. Buch Mose (וַיִּקְרׇא Wajikra; Levitikus) und das 4. Buch Mose (בְמִדְבַּר Bemidbar; Numeri) der Tora stellen die eigentliche Heilsgeschichte des Volkes Israel vom Auszug aus Ägypten und Offenbarung der Zehn Gebote JHWHs am Sinai bis zur Landnahme dar. Von der Landnahme selbst berichtet die Tora nicht mehr; das folgt im Buch Josua, das die Geschichte weiterführt. Im Buch der Richter wird die Zeit nach der Landnahme bis kurz vor Beginn der Königszeit unter Saul (ca. 1050 v. Chr.) geschildert. Es folgen die Bücher der Könige, die Chroniken und weitere Schriften bis zu den Büchern der Makkabäer (104 v. Chr.).

### Königreich Davids und Salomos
Dem ersten König Saul folgte König David; mittlerweile steht seine Existenz „als einer historischen Person außer Frage“. Er und sein Sohn König Salomo begründeten ein unabhängiges Königreich mit Jerusalem als Hauptstadt. Die Tradition berichtet von einer Spaltung dieses davidisch-salomonischen Großreichs Israel nach Salomo in die beiden Kleinstaaten Israel und Juda. Dies deutet darauf hin, dass vor der kurzen Periode der Reichseinheit keine vollständige Einheit bestanden hatte. Nach biblischen Angaben (1 Kön 6,1 ) wurde der Bau des ersten festen Tempels von Salomo im vierten Jahr seiner Regentschaft begonnen (957 v. Chr.).

### Serubbabelischer Tempel
Einige Jahrzehnte nach der Rückkehr der Juden aus dem babylonischen Exil nach Jerusalem wurde der Serubbabelische Tempel (zweite Tempel) errichtet und 515 v. Chr. vollendet. Er wurde nach Serubbabel, dem Statthalter der Provinz Juda zur Zeit des Perserkönigs Dareios I. (6. Jahrhundert v. Chr.), benannt. Mit dem babylonischen Exil im sechsten vorchristlichen Jahrhundert begann die Geschichte des Judentums im Irak (586 v. Chr.). In hellenistischer Zeit (336–30 v. Chr.) entwickelte sich in der jüdischen Diaspora das Hellenistische Judentum. Als antike Judenfeindschaft wird die Judenfeindlichkeit in der Epoche der antiken Geschichte Israels (etwa 1300 v. Chr. bis 135 n. Chr.) bezeichnet. Unter Herodes begann ab 21 v. Chr. eine gänzliche Umgestaltung des Tempels, der seitdem herodianischer Tempel genannt wird. Bei der Eroberung von Jerusalem (70 n. Chr.) im Jüdischen Krieg wurde der Tempel zerstört. In diesem Krieg verloren ca. 1,1 Millionen Juden ihr Leben. Weitere 97.000 wurden in die Sklaverei verschleppt. Für die Römer bedeutete die Einnahme von Jerusalem den strategischen Triumph über Judäa, der mit der Einnahme der Bergfestung Masada (73 n. Chr.) vollendet wurde.

### Historizität
Herkunft, Alter und historische Auswertbarkeit der ältesten Stoffe der Tora sind umstritten. Die Tora entstand nach heutigem Forschungskonsens seit etwa 1200 v. Chr., wurde aber erst seit etwa 450 v. Chr. niedergeschrieben. Inwieweit während dieser 750 Jahre die mündliche Überlieferung unverändert blieb, ist offen. Die Geschichtswissenschaft bezweifelt deshalb die Historizität dieser Darstellung.
| M17 | M17 | O34 · D21 | M17 | G1 | D21 · Z1 · T14 | A1 · B1 · Z2 |

Eine erste außerbiblische Bestätigung gibt die „Israelstele“ des Pharaos Merenptah (um 1210 v. Chr.), auf der ein Stamm oder Volk in Kanaan namens Ysrjr erwähnt wird.
Die überwiegend zwischen 1947 und 1956 in elf Felshöhlen entdeckten Schriftrollen vom Toten Meer umfassen rund 15.000 Fragmente von etwa 850 Rollen aus dem antiken Judentum, die von mindestens 500 verschiedenen Schreibern zwischen 250 v. Chr. und 40 n. Chr. beschriftet wurden. Darunter sind etwa 200 Texte des späteren Tanach, der aus den drei Teilen Tora („Weisung“), Nevi’im (hebräisch נְבִיאִים „Propheten“) und Ketuvim (hebräisch כְּתוּבִים „Schriften“) besteht, den bislang ältesten bekannten Bibelhandschriften.

## Spätantike

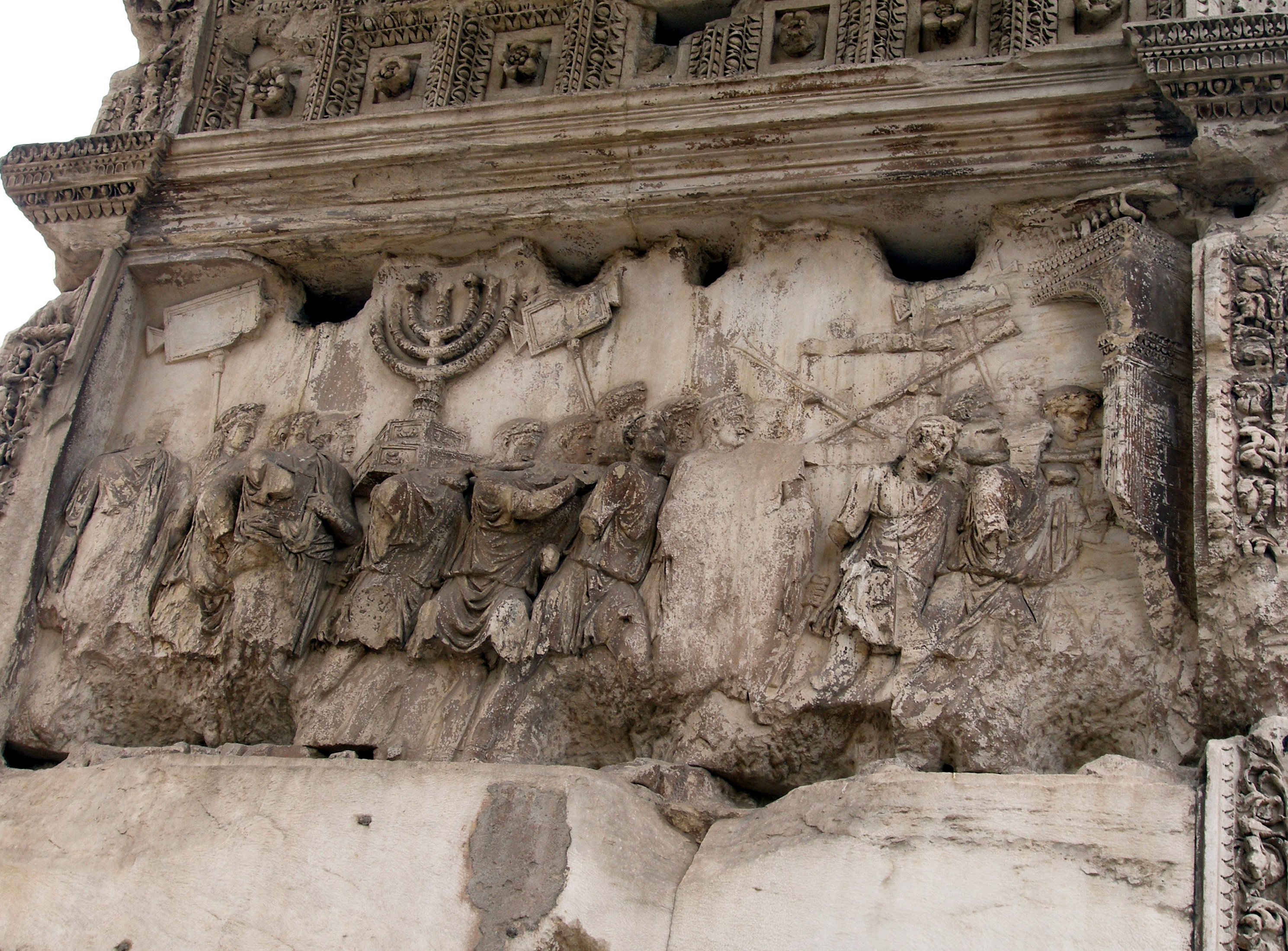
Jüdische Sklaven sowie römische Kriegsbeute aus dem zerstörten Jerusalemer Tempel werden nach der Eroberung von Jerusalem (70 n. Chr.) im Triumphzug nach Rom gebracht (Originaldarstellung auf dem Titusbogen in Rom, errichtet Ende des 1. Jahrhunderts n. Chr.)

Um die Zeitenwende lebten weltweit um die acht Millionen Juden, davon ein Viertel in Judäa und jeweils eine Million in Babylonien, Ägypten, Syrien und Kleinasien. Auch in Mittel- und Süditalien und in europäischen Garnisonsstädten wie Corduba (Córdoba), Massilia (Marseille), Londinium (London), Augusta Treverorum (Trier) oder Colonia Agrippina (Köln) bildeten sich um diese Zeit bedeutende jüdische Gemeinschaften. Die Geschichte der Juden in der Spätantike dauert vom Ende des 1. Jahrhunderts bis zur arabischen Eroberung der Levante im 7. Jahrhundert. Spätestens seit der Umwandlung des jüdischen Königreichs in eine römische Provinz im 1. Jahrhundert nach Christus unter Tiberius, der Zerstörung Jerusalems durch Titus unter Kaiser Vespasian und den hadrianischen Neugründungen der Stadt Aelia Capitolina und der Provinz Syria Palaestina zerstreuten sich die Juden als regional greifbares und geschlossenes Volk endgültig und siedelten zu einem großen Teil innerhalb des Römischen Reiches.
Der Tanach, die jüdische Bibel, war spätestens um 90 n. Chr. genau abgegrenzt. Ab dem 2. Jahrhundert erfolgte die Sammlung und Verschriftung der jüdischen Lehrtraditionen in beiden Talmudim und in zahlreichen Responsen. In dieser von den Rabbinen geführten „klassischen“ Epoche der jüdischen Geschichte zerstreuten sich die Juden im Perserreich und im Römischen Reich. Durch Gesetze von Theodosius I. erhielt um 390 die trinitarische Richtung des Christentums die Stellung einer Staatsreligion dieses Reiches.
In Alexandria in Ägypten sollen Juden bereits zur Zeit der Gründung durch Alexander gelebt haben, ab dem 3. Jahrhundert wurde es zu einem Zentrum hellenistischen Judentums. Für Juden, die des Hebräischen nicht mehr hinreichend mächtg waren, wurde die Bibel ins Griechische übersetzt.
Ein weiterer bedeutender Anteil der Juden lebte im Perserreich, wo in der Spätantike und dem frühen Mittelalter mit den Akademien von Sura und Pumbedita in Babylonien, damals Teil des Sassanidenreichs, der intellektuelle Schwerpunkt lag. Die Al-Yahudu-Tafeln sind eine Sammlung von etwa 200 Tontafeln aus dem 6. und 5. Jahrhundert v. Chr., die über die im Exil lebende judäische Gemeinschaft in Babylonien nach der Zerstörung des ersten Tempels berichten.

## Mittelalter

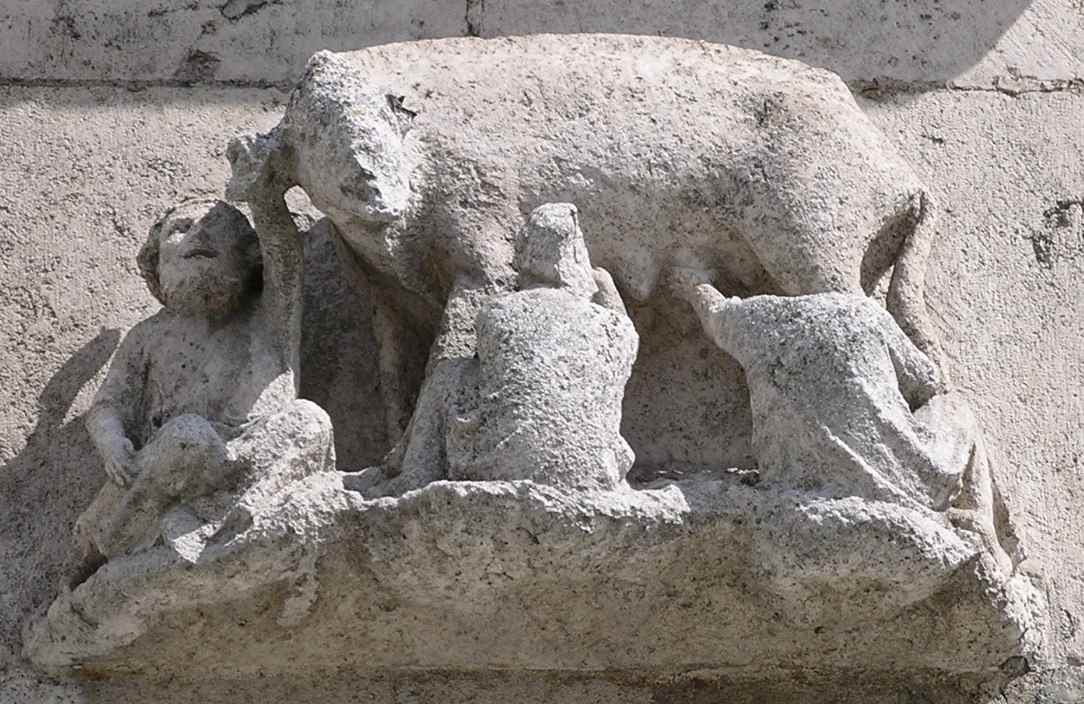
Judensau-Skulptur am Regensburger Dom

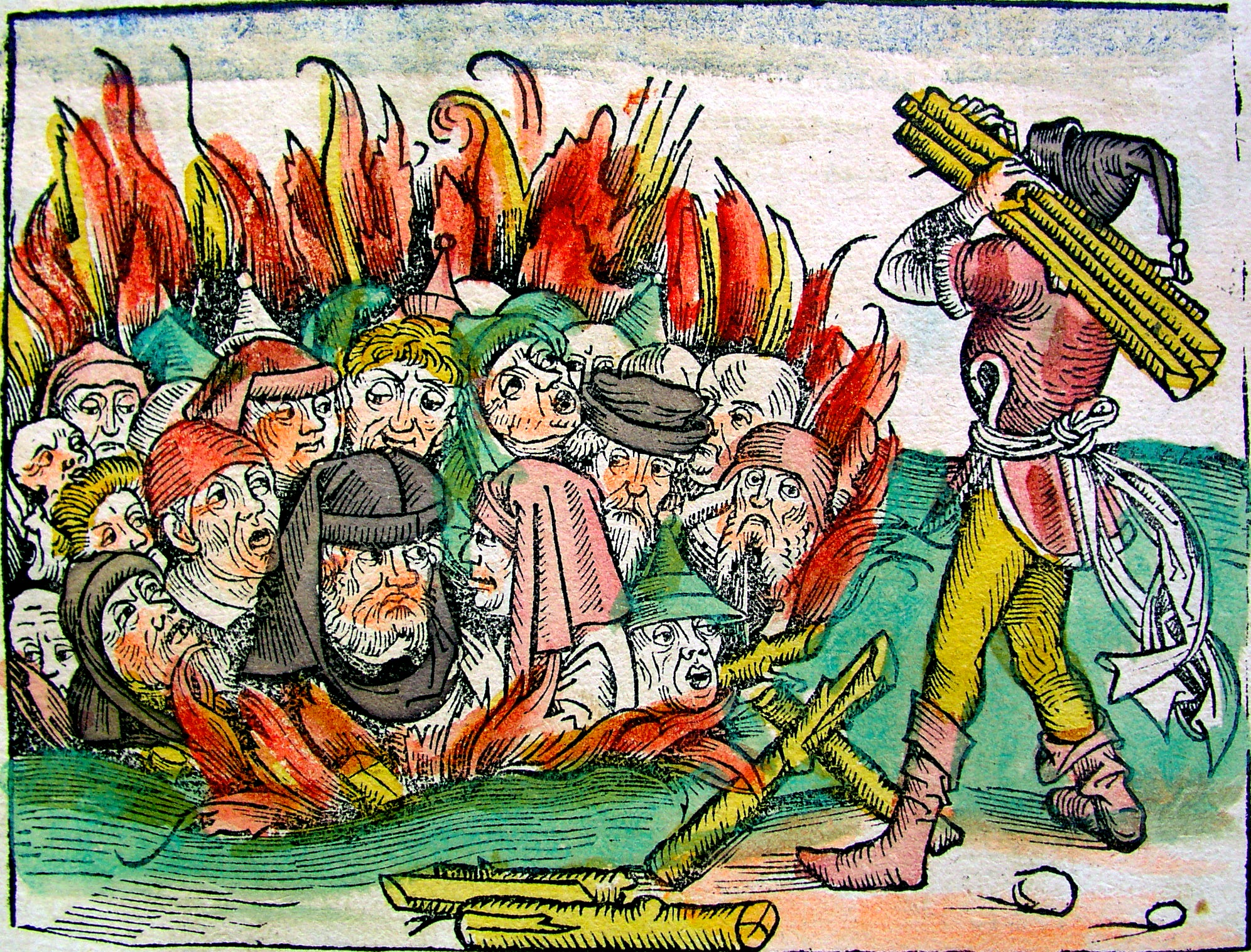
Darstellung der Vernichtung der Deggendorfer Juden in der Schedel’schen Weltchronik von 1493

Die Periodisierung des Jüdischen Mittelalters deckt sich nicht mit der sonst in der abendländischen Geschichtsschreibung üblichen zeitlichen Abgrenzung des Mittelalters von der Völkerwanderung bis zu Kolumbus. Der Judaist Kurt Schubert grenzt das Jüdische Mittelalter folgendermaßen ab:

„Wenn man eine halbwegs themengerechte Datierung des jüdischen Mittelalters geben will, so reichte es etwa vom 7.–17./18. Jh., also von der Islamisierung des Orients bis zum Anfang der Emanzipationsbewegung in Europa, die man entweder mit Baruch Spinoza oder erst Moses Mendelssohn beginnen lassen kann.“

Der Judaist Karl Erich Grözinger setzt einen ähnlichen zeitlichen Rahmen:

„Die Neuzeit als eigenständige kulturelle Epoche des Judentums ist in der Wissenschaft erst allmählich ins Bewusstsein getreten. Darum wurde das Ende des jüdischen Mittelalters in der Historiographie zum Teil bis heute erst in die Mitte oder an das Ende des 18. Jahrhunderts verlegt.“

In der Zeit vom 8. bis 10. Jahrhundert entstanden die jüdischen Gemeinden Mitteleuropas. In Österreich ist dieser Prozess erst gegen Ende des 12. Jahrhunderts anzusetzen, obwohl das Land schon Jahrhunderte vorher von jüdischen Kaufleuten bereist worden war. Im 10. Jahrhundert setzte in Spanien und Deutschland eine eigene Talmudrezeption ein. Die Juden lebten als Schutzbefohlene der Landesherren isoliert in eigenen Wohngebieten, umgeben von einer ihnen durch das Christentum feindlich geprägten Bevölkerung. Die Radhaniten waren jüdische Kaufleute, die vom 8. bis ins 11. Jahrhundert die Handelsbeziehungen zwischen den verfeindeten christlichen Ländern des Abendlandes und der islamischen Welt und darüber hinaus bis nach Indien und China gewährleisteten. Sie trugen damit zu einem wirtschaftlichen Aufschwung des Abendlandes bei, das seit dem Untergang des weströmischen Reiches wirtschaftlich zurückgefallen war.
Zur Lebenszeit von Ibn Chordadhbeh im 9./10. Jahrhundert war Bagdad als Hauptstadt des Kalifats ein Zentrum des Judentums. Zum ersten Mal engagierten sich Juden hier in der großen Finanzwirtschaft. Über jüdische Gemeinden in Chorasan in Persien und an der Malabarküste in Indien organisierten sie den Handel mit China, in der Provinz Henan gab es ebenfalls jüdische Gemeinden.
Besonders die Zeit der Karolinger war durch eine Aufgeschlossenheit christlicher Kreise gegenüber dem Judentum geprägt. Juden konnten durch Privilegienbriefe im Fern- und auch Sklavenhandel tätig sein. Die königlichen und kaiserlichen Privilegien wurden von einem „Judenmeister“ überwacht, der für die strikte Einhaltung der den Juden ausgestellten Schutzbriefe zu sorgen hatte; Zuwiderhandlungen wurden mit hohen Geldstrafen geahndet. Dieser Status änderte sich mit der wachsenden Eigenständigkeit vieler Städte und der Herausbildung städtischer Verfassungen, die das (christliche) zünftische Prinzip betonten.
Die Tiermetapher „Judensau“ bezeichnet ein im Hochmittelalter entstandenes häufiges Bildmotiv der antijudaistischen christlichen Kunst. Es sollte Juden verhöhnen, ausgrenzen und demütigen, da das Schwein im Judentum als unrein (hebräisch טמא tame) gilt und einem religiösen Nahrungstabu unterliegt. Spottbilder mit dem Judensaumotiv sind seit dem frühen 13. Jahrhundert belegt und auf Steinreliefs und Skulpturen an etwa 30 Kirchen und anderen Gebäuden vor allem in Deutschland bis heute zu sehen.
Seit dem Auftreten der Pestpandemie 1348/49 überschatteten die Judenverfolgungen zur Zeit des Schwarzen Todes ihr Leben. Sie begannen 1348 in der Schweiz unter dem Vorwurf der Brunnenvergiftung durch die Juden. In 85 von 350 Städten mit jüdischen Einwohnern wurde gemordet, wie beim Judenpogrom in Straßburg 1349, fast überall wurden Juden ausgewiesen. Im Elsass wurde mit 29 Orten die Hälfte aller jüdischen Siedlungen ausgelöscht, am Mittelrhein rund 85 von 133 Siedlungen. Die übrigen Anhänger des Judentums verteilten sich im Hochmittelalter auch in andere Teile Europas, im Spätmittelalter, im Zuge der Pestpogrome und der Ausweisung beispielsweise aus Frankreich, besonders nach Osteuropa, ferner in die islamische Welt und im Anschluss bei der Vertreibung aus Spanien 1492 nach Eretz Israel. In Spanien wurden seit 1391 die Juden offiziell verfolgt und mussten zwischen Hinrichtung und Zwangstaufe wählen. Eine besondere Schärfe erhielten die Verfolgungen, als mit Einführung der Inquisition in Spanien 1480 unter Ferdinand II. von Aragon und Isabella I. von Kastilien nicht mehr nur die Juden Ziel der Nachstellungen wurden, sondern auch jene, die zwar rein äußerlich zum Christentum konvertiert waren, um ihr Leben zu retten, die aber im Geheimen weiterhin an ihrem alten Glauben festhielten. Nach dem Vertreibungsedikt emigrierten 50.000 bis 100.000 Juden nach Portugal, um der Zwangsbekehrung zu entgehen.
Ab dem beginnenden 15. Jahrhundert machte sich verstärkt die sich in den folgenden Jahrhunderten zunehmend vertiefende Trennung in sephardisches und aschkenasisches Judentum deutlich bemerkbar.
Über die Zahl der Juden im Mittelalter gibt es nur grobe Schätzungen, man nimmt an, dass am Ende des 12. Jahrhunderts insgesamt etwas mehr als eine Million Juden lebten, von denen 80 % in Asien und in muslimischen Reichen lebten. Gegen Ende des Mittelalters verschob sich diese Relation zugunsten Europas und der christlichen Reiche.

## Neuzeit

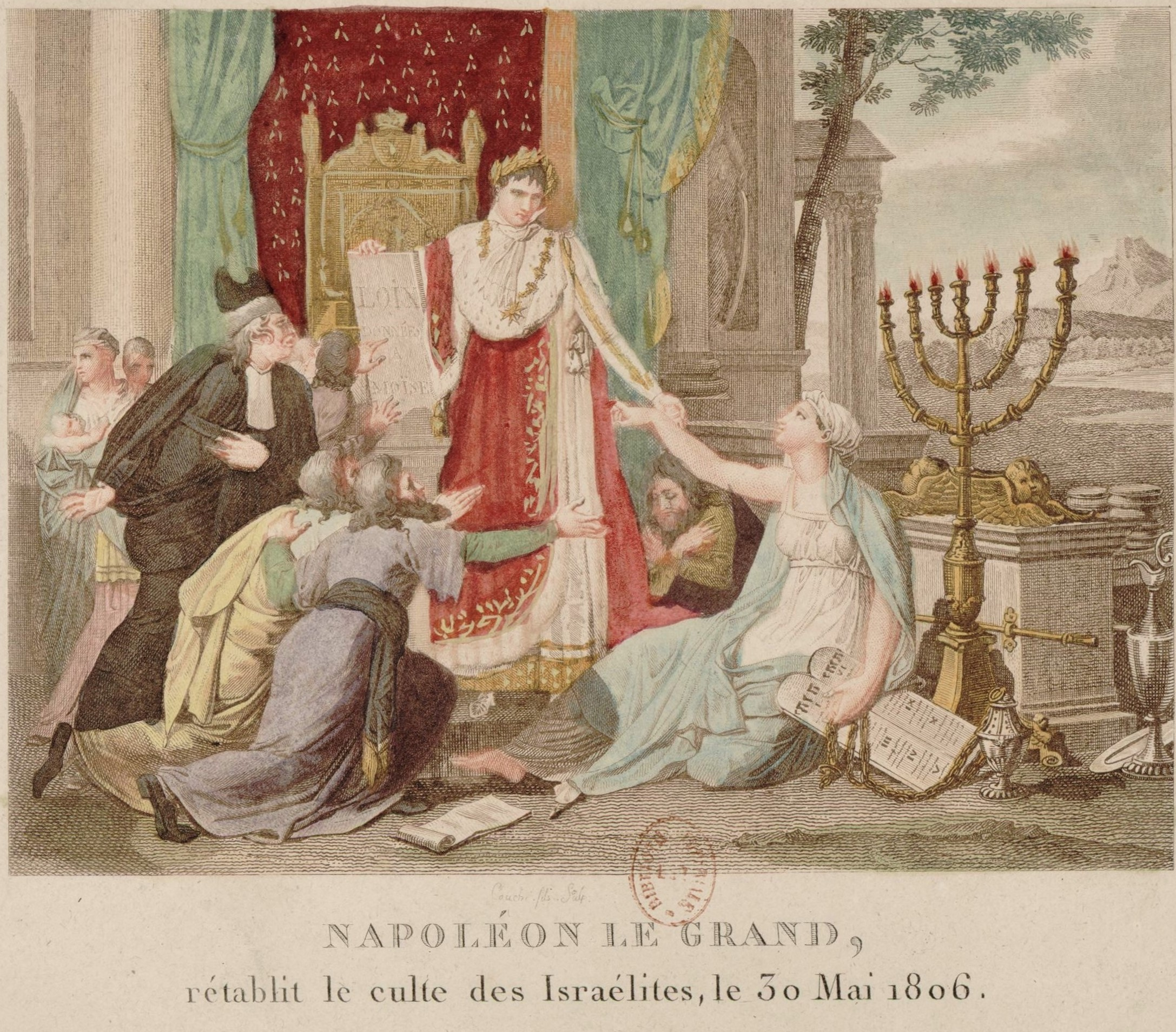
Napoleon Bonaparte stellt den Kult der Israeliten wieder her. 30. Mai 1806.

Die Geschichte der Juden in der Neuzeit reicht von der Jüdischen Aufklärung bis zur Gründung des Staates Israel im Jahr 1948. Nach der protestantischen Reformation wurden manche Länder Europas toleranter gegenüber den Juden. Erste Anzeichen gab es in England, wo das Commonwealth unter Oliver Cromwell den Juden ab 1650 die Einwanderung anbot. Im 18. Jahrhundert entwickelten europäische Denker aus dem Naturrecht die Menschenrechte. Seit der Französischen Revolution im Jahre 1789 wurden die Juden in Europa dadurch nach und nach rechtlich gleichgestellt.
Die Haskala war eine Bewegung, die in den 1770er und 1780er Jahren in Berlin und Königsberg entstand und sich von dort nach Osteuropa ausbreitete. Sie beruhte auf den Ideen der europäischen Aufklärung und trat für Toleranz und eine gleichberechtigte Stellung der Juden in den europäischen Gesellschaften ein. Die letzte Phase der Haskalah endete in Russland um 1881 mit dem Aufstieg des jüdischen Nationalismus.
Seit Mitte des 19. Jahrhunderts verschlechterte sich die Lage der jüdischen Bevölkerung in Osteuropa rapide. In Russland kam es zu zahlreichen Pogromen, die ihren Höhepunkt gegen Ende des Jahrhunderts erreichten und bis zur Russischen Revolution 1917 immer wieder aufflammten. Zwischen 1890 und dem Ende des Ersten Weltkriegs emigrierten als Folge der Pogrome rund zwei Millionen Juden aus Russland in die Vereinigten Staaten. Die Vertreibung von Juden aus arabischen und islamischen Ländern umfasste über 1,1 Millionen Juden, hauptsächlich sephardischer und mizrachischer Herkunft aus arabischen und muslimischen Ländern von 1948 bis in die 1970er Jahre, die abgeschwächt bis heute anhält.

### Juden als Mitgestalter der modernen Welt

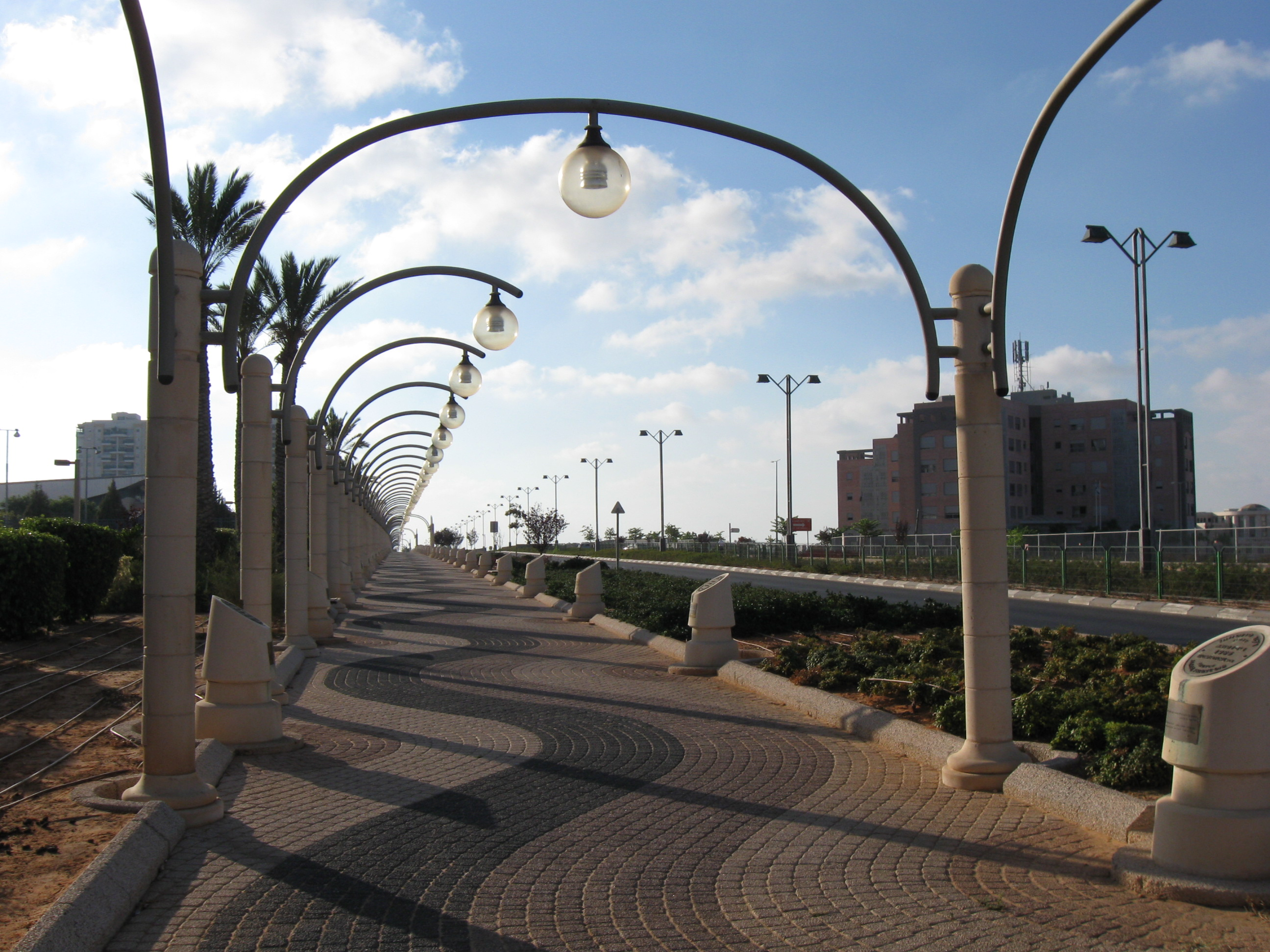
Promenade der 205 jüdischen Nobelpreisgewinner in Rischon LeZion (Israel, Stand 2020), darunter zwölf israelische Nobelpreisträger

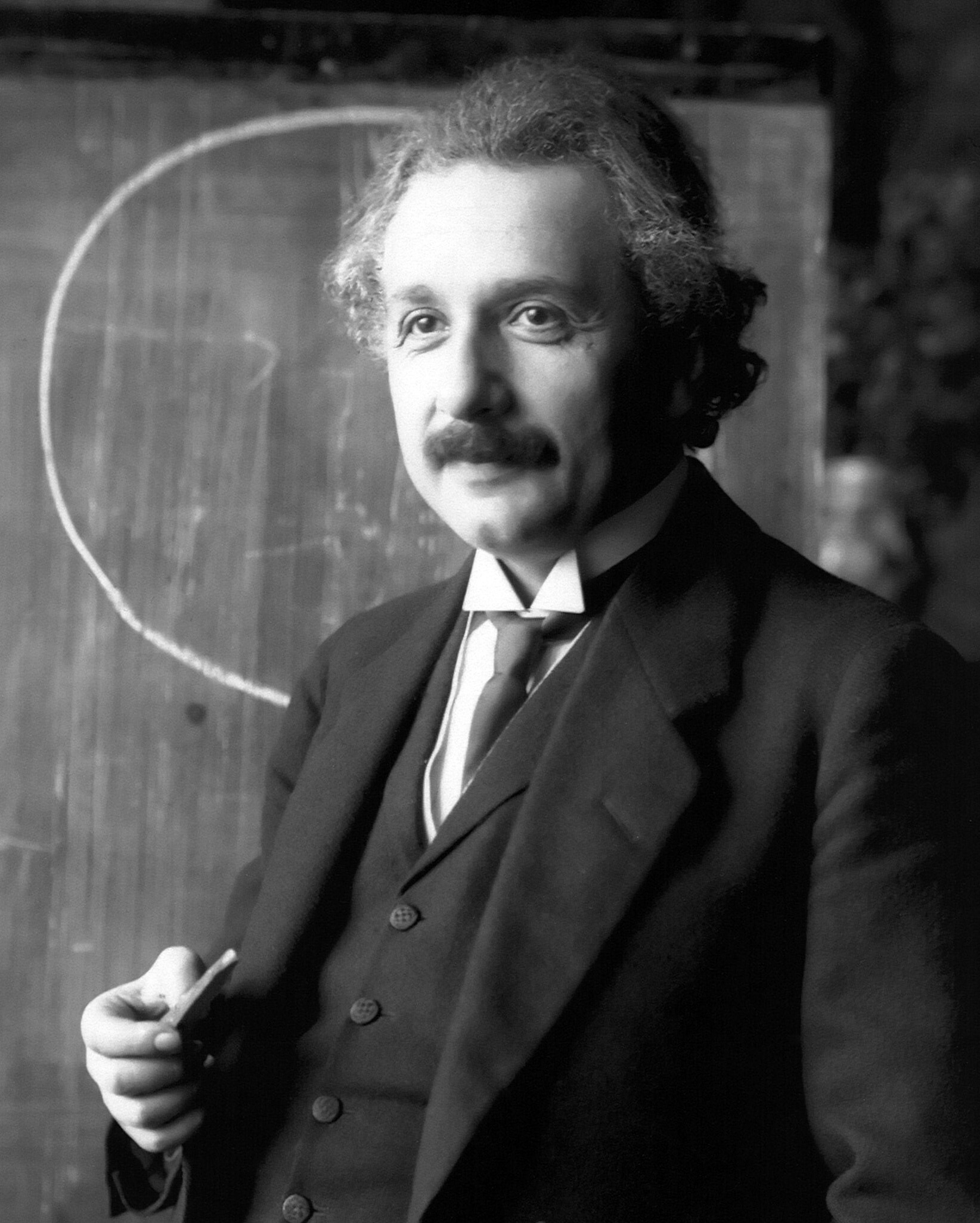
Albert Einstein, 1921, Fotografie von Ferdinand Schmutzer

Die Juden gehörten zum Kern des neuen Wirtschafts- und Bildungsbürgertums des 19. und frühen 20. Jahrhunderts. Dies gilt für jüdische Unternehmer, Bankiers, Wissenschaftler, Künstler, Verleger und Journalisten, die zur Elite und Prominenz des Kaiserreichs und der Weimarer Republik zählten. Bis 1933 waren ein Drittel der deutschen Nobelpreisträger jüdischer Herkunft. Das deutsche Judentum hat so einen bedeutenden Beitrag für Deutschlands Weg in die Moderne geleistet. 58 Mediziner jüdischer Abstammung erhielten den Nobelpreis für Medizin oder Physiologie, insgesamt sind es bislang 205 Nobelpreisträger. Seit 1901 wurde der Nobelpreis weltweit an 930 Personen verliehen (Stand 2020). Laut den Yale-Professoren Amy Chua und Jed Rubenfeld sind diese Leistungen teilweise auf den Antisemitismus zurückzuführen.
Deutschland ist die Heimat der jüdischen Aufklärung (Haskala). Das Ziel der Haskala war Akkulturation, nicht Assimilation. Es ging sowohl darum, die jüdische Gesellschaft an Sprache und Kultur der Umwelt heranzuführen, als auch um ein den Anforderungen der Aufklärung genügendes Religionsverständnis. Zu den bedeutendsten intellektuellen Beiträgen der Juden in Deutschland gehören die Wissenschaft des Judentums und die Reformbewegungen des liberalen Judentums.
Die Juden leisteten durch ihre Wirtschaftstätigkeit einen wichtigen Beitrag zur Entwicklung der deutschen Städte. In zahlreichen Städten besaßen sie im Hochmittelalter Bürgerrechte, waren also rechtlich nicht ausgegrenzt. Judenghettos entstanden ab dem 16. Jahrhundert, zunächst in Venedig und Rom. Seit dem 17. Jahrhundert entwickelte sich mit den „Hofjuden“ eine neue jüdische Oberschicht. Sie statteten die Fürsten des entstehenden Absolutismus mit Kapital, Heereslieferungen und Luxuswaren aus, wodurch diese von den Bewilligungen der Stände unabhängig wurden. Der Hoffaktor Joseph Süß Oppenheimer wurde nach dem Tod seines Gönners Opfer eines Justizmordes.
Menschenrechte wurden zum Kennzeichen des säkularisierten Nationalstaats, zuerst in den USA mit der Bill of Rights 1776, dann in Frankreich nach der Französischen Revolution von 1789. Am 27. September 1791 verkündete die Französische Nationalversammlung die Gleichberechtigung aller französischen Juden. Im Einflussgebiet des von Napoleon Bonaparte eingeführten Code civil wurden auch Juden in deutschen Gebieten vorbehaltslos emanzipiert, etwa im Großherzogtum Berg, und im Königreich Westphalen und in den linksrheinischen Gebieten.
Eine neue Form jüdischer Identität ermöglichte der Zionismus. Er warb für den Zusammenschluss der Juden in einer jüdischen Nationalbewegung mit dem politischen Ziel, einen jüdischen Nationalstaat in Palästina zu gründen. Ihm schloss sich Ende des 19. Jahrhunderts jedoch nur eine kleine Minderheit der deutschen Juden an. Öffentlich bekannt wurde der Zionismus vor allem durch das 1896 von Theodor Herzl (1860–1904) veröffentlichte Buch „Der Judenstaat“.

## Antisemitismus
Der Antisemitismus ist das älteste religiöse, kulturelle, soziale und politische Vorurteil. Von der Antike über das Mittelalter bis zur Neuzeit verfestigte sich ein negatives Judenbild, aufgeladen durch antijüdische Mythen und Klischees. Eine Minderheit wurde stigmatisiert und über die Stigmatisierung ausgegrenzt. Juden werden seit jeher mit Macht und Einfluss in Verbindung gebracht. Dabei werden komplexe gesellschaftliche Verhältnisse auf das angeblich bewusste Wirken „der Juden“ reduziert. Auch andere Verschwörungstheorien sind strukturell anschlussfähig für antisemitische Welterklärungsmodelle. Die Anti-Defamation League (ADL) stellte gemäß einer Umfrage aus 2014 in über 100 Ländern (4.161.578.905 Erwachsene) fest, dass weltweit davon 26 % – über eine Milliarde Menschen – antisemitisch eingestellt sind. 35 % der Menschen haben noch nie vom Holocaust gehört. 41 % glauben, dass Juden Israel gegenüber loyaler sind als ihrem eigenen Land gegenüber. 74 % der Menschen im Nahen Osten, in der Türkei und in Nordafrika sind antisemitisch – der höchste regionale Prozentsatz der Welt. Von den Menschen, die antisemitische Ansichten vertreten, haben 70 % noch nie eine jüdische Person getroffen.
Einer der Urpropagisten war der Geschichtsschreiber im Benediktinerkloster St Albans, Matthäus Paris (um 1200–1259), der in seinen Schriften Ritualmordlegenden und andere antisemitische Thesen propagierte. So stellte er einen polemischen Bezug zwischen der Knabenbeschneidung und der angeblich von Juden verübten Münzverfälschung mittels Beschneidung der Münzränder her oder setzte eine Vorläuferthese der „Jüdischen Weltverschwörung“ in Umlauf, dass die Juden hinter dem Mongolensturm stünden, um das Christentum zu vernichten. Außerdem ist er Urheber einer frühen Form der Legende vom Ewigen Juden.

### Altes und Neues Testament
Die Bezeichnung „Altes Testament“ (AT) geht auf die Rede vom „Alten“ und „Neuen“ Bund im Hebräerbrief (ein Buch des „Neuen Testaments“) zurück. Sie wurde oft als Ablösung des Bundes Gottes mit Israel durch das „neue“ Gottesvolk – die Kirche – aufgefasst, so dass „alt“ als „veraltet“ oder „überholt“ gedeutet wurde. Damit war die „theologische Enteignung“ des Judentums in der Substitutionstheologie verbunden. Um diese traditionelle Abwertung zu vermeiden, nennen heutzutage immer häufiger Christen, Theologen und Kirchen den Tanach bzw. das AT Erstes Testament oder Hebräische Bibel. Damit grenzen sie sich vom christlichen Antijudaismus ab und betonen die gemeinsame Grundlage beider Religionen. Jahrhundertelang beherrschten antijudaistische Vorurteile die Auslegung des Neuen Testaments, wie unter Antijudaismus im Neuen Testament beschrieben. Seit 1945 wird dies zunehmend theologisch kritisiert (siehe Kirchen und Judentum nach 1945).
Die Karfreitagsfürbitte für die Juden ist eine der Großen Fürbitten in der Karfreitagsliturgie nach dem römischen Ritus, den die römischen Katholiken, Altkatholiken und manche Anglikaner verwenden. Sie entstand im 6. Jahrhundert, nannte die Juden seit 750 perfidis („treulos“), ihren Glauben iudaica perfidia („jüdische Treulosigkeit“). Historikern gilt sie als Ausdruck eines christlichen Antijudaismus, der auch den Antisemitismus mit all seinen Folgen befördert habe. Seit 1956 veränderte der Vatikan sie schrittweise bis zu ihrer heute gültigen Normalfassung von 1970. Papst Benedikt XVI. erleichterte jedoch 2007 die ursprüngliche Anwendung, was anhaltende Proteste und Störungen im katholisch-jüdischen Dialog hervorrief, weil sie eine offene oder heimliche Bekehrungsabsicht in antijudaistischer Tradition wieder aufnahm.

### Gottesmord

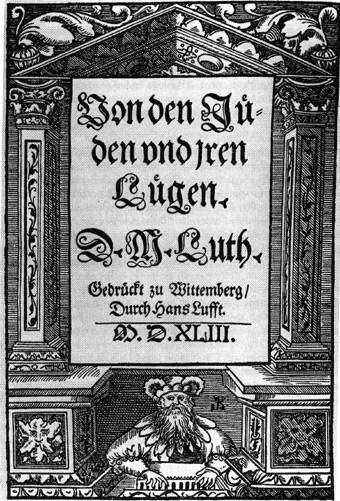
Martin Luther, Von den Juden und ihren Lügen; Titelblatt, Wittenberg 1543

Der Ausdruck Gottesmörder (auch: Christusmörder) bezeichnet in der Kirchengeschichte eine angebliche unaufhebbare Kollektivschuld der Juden an der Kreuzigung Jesu von Nazaret. „Keine andere jemals von Menschen erzählte Geschichte habe ein solches Ausmaß an Hass, Verfolgung und Mord gegen ein Volk entfesselt, wie die Erzählung über den Verrat Judas´an Jesus“, resümiert der Schriftsteller Amos Oz in seinem Buch Judas. Dieser Schuldvorwurf ist ein zentrales Stereotyp des christlichen Antijudaismus. Damit begründete die Kirche seit dem 2. Jahrhundert die religiöse „Verwerfung“ und „Enterbung“ des Judentums (Substitutionstheologie) und rechtfertigte die soziale Diskriminierung, Unterdrückung und Verfolgung jüdischer Minderheiten im Mittelalter und in der frühen Neuzeit. Das in der Volksfrömmigkeit verankerte Bild der Juden als „Volk der Gottesmörder“ trug wesentlich dazu bei, dass Judenfeindlichkeit ein „kultureller Code“ der Geschichte Europas wurde. Der Gottesmordvorwurf begünstigte den seit etwa 1800 entstandenen modernen Antisemitismus, trug zu „akuten Formen der Komplizenschaft“ der Großkirchen mit der nationalsozialistischen Judenverfolgung bei und ermöglichte es mit, dass der Holocaust überwiegend von christlich getauften Tätern ausgeführt wurde.

### Hostienschändung

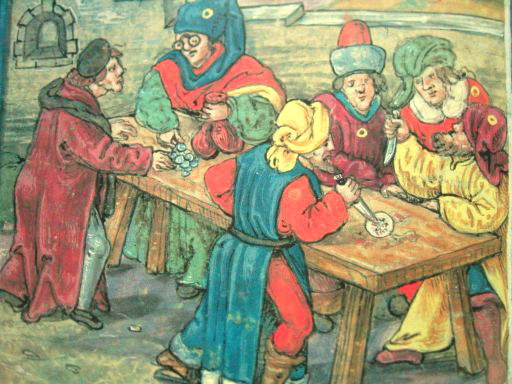
Hostienfrevel von Sternberg, 1492, Fiktive Darstellung von Diebold Schilling 1513. Der Priester Peter Däne verkauft dem Juden Eleasar geweihte Hostien, die von den Juden durchbohrt werden und zu bluten beginnen. (Ausschnitt)

Als Hostienfrevel oder Hostienschändung bezeichnete die römisch-katholische Kirche zwischen dem 13. und 16. Jahrhundert den angeblichen Missbrauch von konsekrierten Hostien. Den Beschuldigten, meist Juden wurde unterstellt, sich geweihte Hostien beschafft und diese zerschnitten oder anderweitig geschändet zu haben, um die Marter Jesu Christi bei der Kreuzigung zum Hohn nachzuvollziehen. Entsprechend stereotyp formulierte Vorwürfe führten zu Prozessen mit vorbestimmtem Ausgang. Die Beschuldigten wurden nach einem durch peinliche Befragung erpressten Geständnis meist zur Hinrichtung verurteilt und auf dem Scheiterhaufen verbrannt. Infolge derartiger Hostienschänderprozesse wurden oft alle ansässigen Juden enteignet und aus Städten und ganzen Regionen vertrieben. So auch bei der angeblichen Pulkauer Hostienschändung durch Juden, die eine Welle der Pulkauer Verfolgungen im Jahre 1338 auslöste. Sie waren die ersten langen und überregionalen Ausschreitungen, welche Gewalt gegen Juden in österreichischen Gebieten hervorbrachte.

### Das Stereotyp „Geldjude“
Zu den Stereotypen über Juden gehört das von den „Geldjuden“, den „Wucherjuden“, beziehungsweise den jüdischen Geldverleihern, allesamt Ethnophaulismen. Aus dem damit verbundenen Vorurteil von einer besonderen jüdischen Affinität zum Geld entwickelte sich der Mythos von der „jüdischen Finanzherrschaft“. Der Begriff des Wuchers stammt von mittelhochdeutsch wuocher, althochdeutsch wuochar, für Nachwuchs, (Zins)Gewinn, Vermehrung beziehungsweise Zunahme. Erst Jahrhunderte später entwickelte sich daraus die Bedeutung im Sinne des weit überhöhten Zinses beim Verleihen von Geld oder der Erzielung eines unverhältnismäßig hohen Gewinns beim Verkauf von Waren. Das Geldgeschäft war keineswegs der einzige Lebenserwerb der Juden im mittelalterlichen Aschkenas, stand jedoch besonders im Fokus der christlichen Aufmerksamkeit. Das Bild vom Geld als „Gott der Juden“ wurde bis in die heutige Zeit transportiert, so dass aus den mittelalterlichen Wuchervorwürfen, die von christlicher Seite geschürt wurden, zahlreiche Verunglimpfungen entstanden, die zu Pogromen führten, Vorurteile, die über die Jahrhunderte erhalten blieben und als „Rassenmerkmal“ im 20. Jahrhundert ankamen.

### Luthers antijüdische Hetzpredigten
Martin Luther meinte, Juden und Heiden hätten Christi Tod gleichermaßen und gemeinsam verursacht. Sie seien Werkzeuge der darin verwirklichten Gnade Gottes geworden. Daher trat der Vorwurf des Gottesmords bei Luther zurück. 1520 verwarf Luther auch die zur Passionszeit üblichen antijüdischen Hetzpredigten. Er formulierte eine neue Passionshymne, die die judenfeindlichen Improperien der katholischen Karfreitagsliturgie ersetzen sollte. Sie wurde noch 1544, nach seinen judenfeindlichen Schriften, in Wittenberg eingeführt. Er griff jedoch sämtliche damalige antijudaistische Stereotype auf, um alle evangelischen Fürsten zur Vertreibung der Juden aus ihren Gebieten zu bewegen. Er verlangte, ihre Synagogen, Schulen und Häuser zu zerstören, körperliche Zwangsarbeit für sie sowie ein Verbot ihrer Religionsausübung und des Geldgeschäfts bis hin zur Todesstrafe für Rabbiner, die weiterhin lehrten.
Die römisch-katholische Kirche und die evangelische Kirche haben dieses antijudaistische Stereotyp und weitere nach 1945 allmählich offiziell als Irrtum und Schuld erkannt und sind davon abgerückt. Weiterhin halten jedoch katholische Traditionalisten wie die Piusbruderschaft oder einige orthodoxen Kirchen daran fest.

### Ritualmordlegende

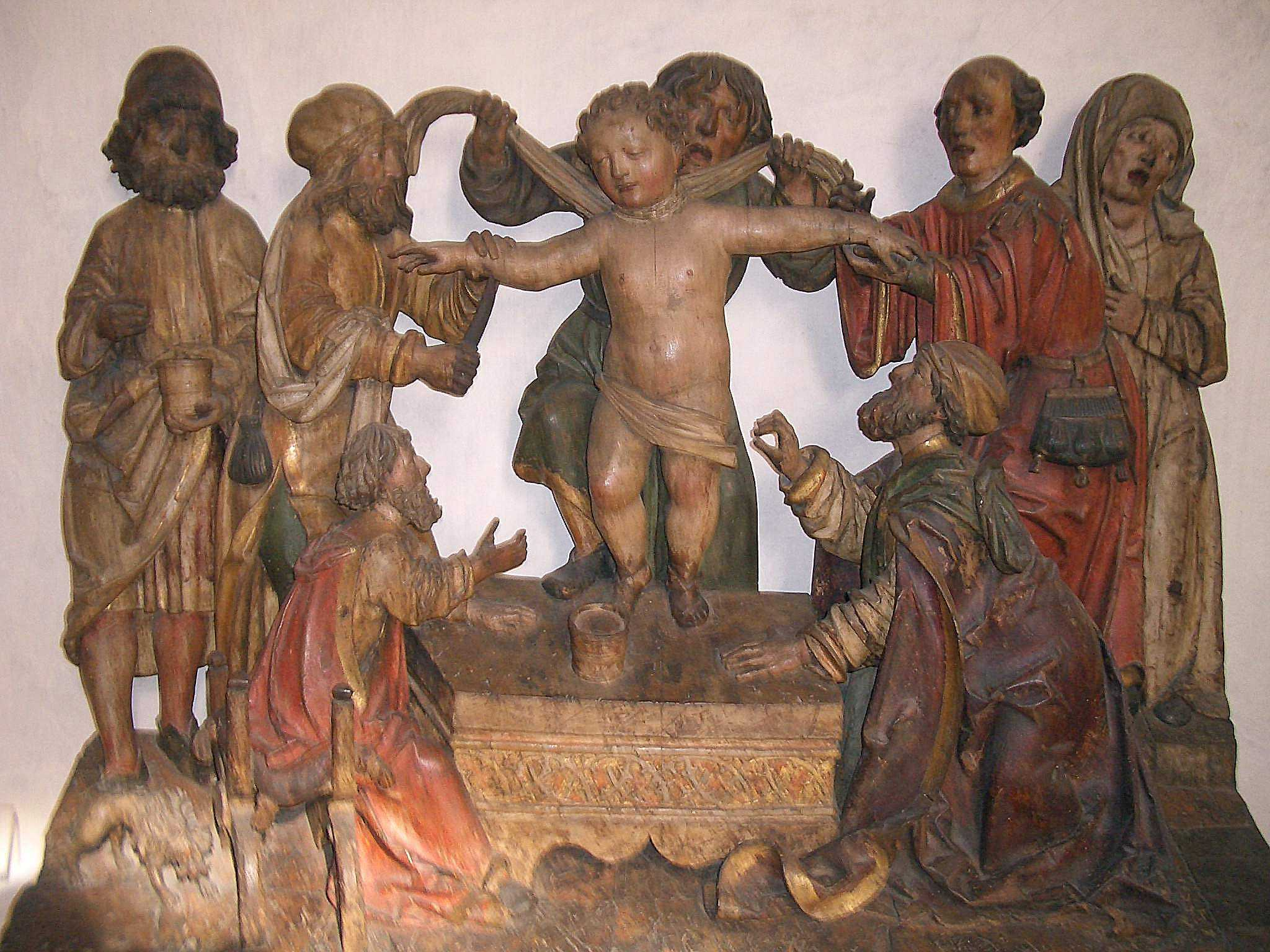
Ritualmordlegende; Martyrium des Simon von Trient; Skulptur von Daniel Mauch (1477–1540), Chiesa San Pietro, Trento

Die christliche Ritualmordlegende, wonach Juden angeblich das Blut von Christenkindern für ihre Matzen beim Pessachfest und zu verschiedenen magischen oder medizinischen Zwecken benötigten, kam 1144 im englischen Norwich erstmals auf und breitete sich sukzessive bis in das 20. Jahrhundert in ganz Europa aus. Sie überdauerte das Zeitalter der Aufklärung und erlebte parallel zum Antisemitismus von 1800 bis 1914 in Mittel- und Osteuropa einen neuen Aufschwung. Entsprechende Anklagen endeten meist in Massakern für die so Beschuldigten, ihre Angehörigen und Gemeinden. Die Ermordeten sprach der Vatikan heilig oder erklärte sie zu Märtyrern. 2006 tauchte die Ritualmordlegende in modernisierter Form wieder auf, wenn von Mehmut Toptaş in Millî Gazete (Türkei) behauptet wird, Israel verübe gezielt Kindermorde, um den Opfern Organe zu entnehmen und damit Handel zu treiben.

### „Jüdische Weltverschwörung“

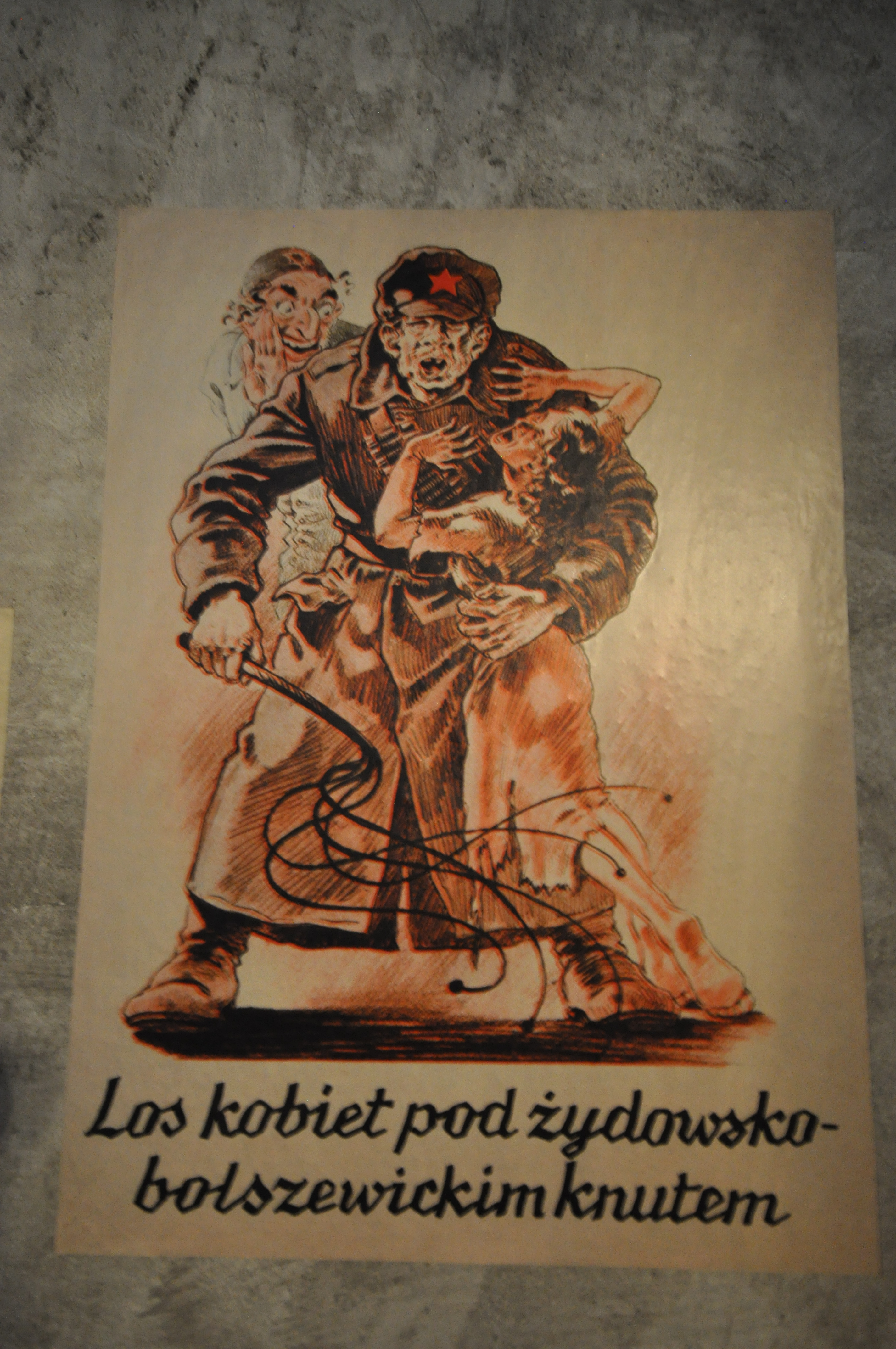
NS-Propagandaplakat (polnisch): „Das Schicksal der Frauen unter der jüdisch-bolschewistischen Knute“.

Legenden eines heimlichen Weltherrschaftsstrebens „der Juden“ sind seit dem mittelalterlichen Antijudaismus überliefert und wurden im neuzeitlichen Antisemitismus rassistisch verschärft. Für den Nationalsozialismus war das „Weltjudentum“ der „Weltfeind“, den die „arische Herrenrasse“ für ihr eigenes Überleben vernichten müsse. Der Ausdruck „Weltjudentum“ bezeichnet eine antisemitische Verschwörungstheorie, wonach „die Juden“ die Weltherrschaft anstreben oder besitzen. Sie wurde in zahlreichen Schriften in Frankreich, Italien, Russland und Deutschland verbreitet. Organisationen wie der 1843 in den USA gegründete humanitäre Bund B’nai B’rith, die Alliance Israélite Universelle (1860 in Paris als Wohltätigkeitsverein gegründet), die Zionistische Weltorganisation (1897 als Jüdische Nationalbewegung gegründet) oder nach dem Zweiten Weltkrieg die Jewish Claims Conference, die Ansprüche von Holocaust-Opfern auf Entschädigung und Wiedergutmachung vertritt, werden als Beispiele für das Konstrukt des „Weltjudentums“ genannt. Eine erste, russischsprachige Version der Protokolle der Weisen von Zion, einem auf Fiktion beruhenden antisemitischen Pamphlet, erschien 1903 im Russischen Kaiserreich. Nach dem Ersten Weltkrieg wurde der Text zunehmend international verbreitet, auch nachdem die Schrift 1921 in der Londoner Times sowie im Berner Prozess von 1933 bis 1935 als Fälschung entlarvt worden war. Bekannt wurden insbesondere die Ausgabe aus den 1920er Jahren vom Autohersteller Henry Ford in den Vereinigten Staaten, der allein eine Auflage von 500.000 Exemplaren gesponsert hat, und die deutschen Ausgaben von Gottfried zur Beek und Theodor Fritsch.

### „Jüdischer Bolschewismus“

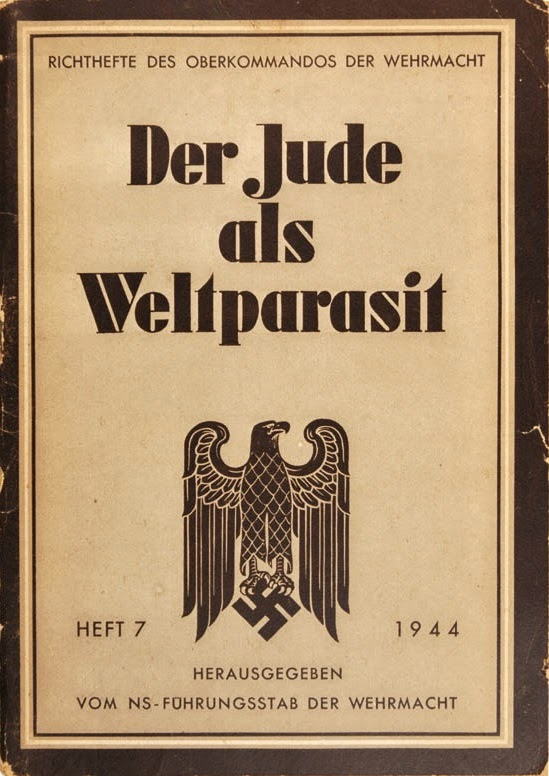
Schulungsheft vom NS-Führungsstab der Wehrmacht, 1944

Jüdischer Bolschewismus ist ein zu antikommunistischer und antisemitischer Hetze gebrauchtes Schlagwort, das in Russland entstand und nach dem Ersten Weltkrieg auch im restlichen Europa und Nordamerika Verbreitung fand. Im russischen Zarenreich wurde die Mehrheit der dort ansässigen Juden in abgelegene Schtetl im Ansiedlungsrayon abgedrängt und wurde dort Opfer zahlreicher Verleumdungen und Verfolgungen, von den Chmelnyzkyj-Pogromen im 17. Jahrhundert bis zu den Pogromen der Jahre 1881/82 und dem Pogrom von Kischinjow von 1903. In der frühen kommunistischen Bewegung Osteuropas, besonders in Russland, fanden sich relativ viele Juden, die auf eine Verbesserung ihrer Lage hofften. Infolge des im August 1939 geschlossenen Hitler-Stalin-Pakts wurden Juden Hitler-Deutschland ausgeliefert, auch deutsch-jüdische Flüchtlinge, die dem NS-Terror entkommen waren und in der Sowjetunion Schutz suchten. Weitere Höhepunkte der kommunistischen Verfolgungswelle gegen die Juden Osteuropas war die 1952/53 von Josef Stalin fabrizierte Mär der angeblichen „Ärzteverschwörung“. Die Verfolgungen zogen sich bis zum Ende der Breschnew-Ulbricht-Honecker-Ära hin.

### Judenfeindliche Gesetze

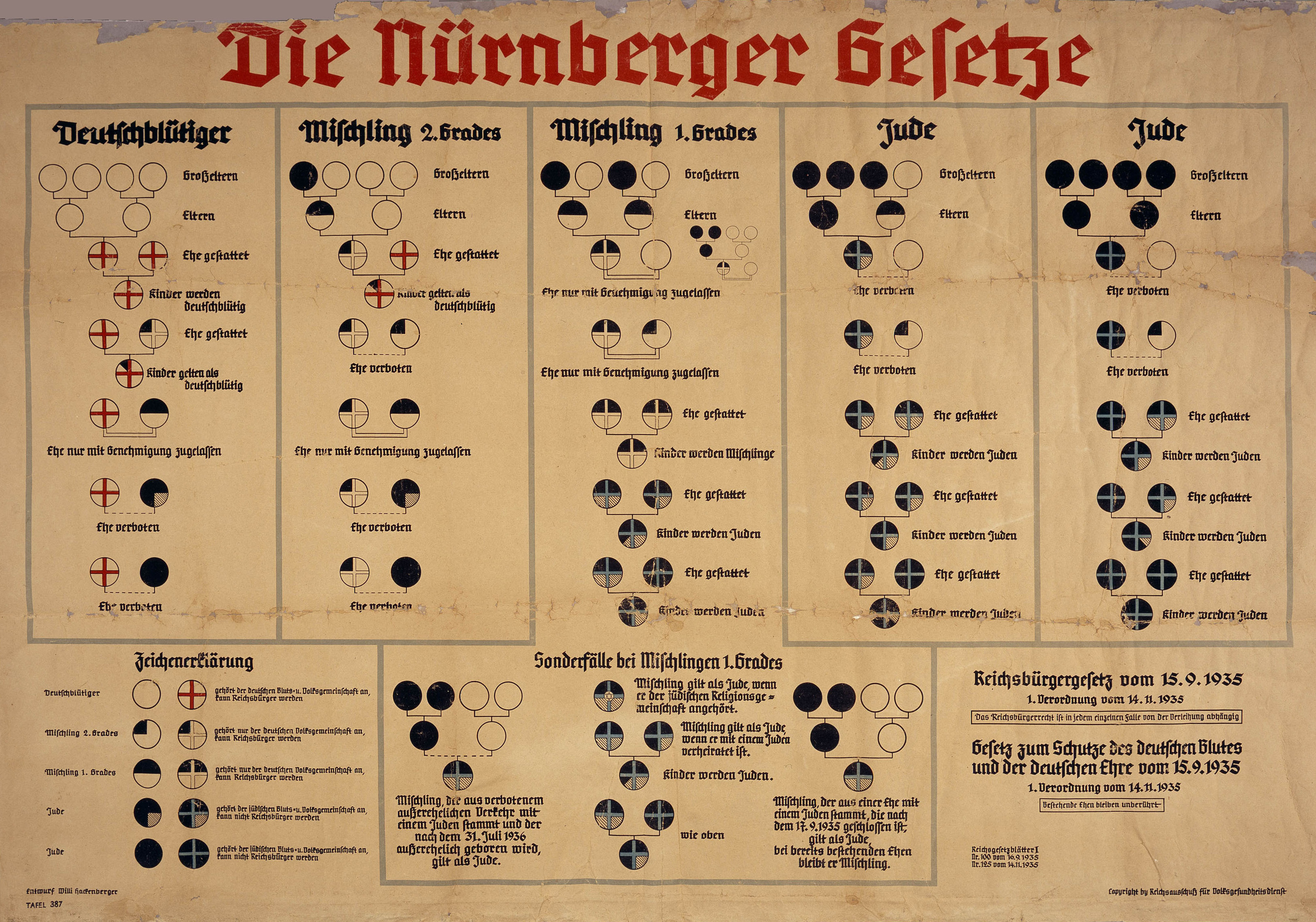
Bildtafel zum „Blutschutzgesetz“ (1935)

Das am 15. September 1935 erlassene Gesetz zum Schutze des deutschen Blutes und der deutschen Ehre verbot die Eheschließung sowie den außerehelichen Geschlechtsverkehr zwischen Juden und Nichtjuden. Es sollte der sogenannten „Reinhaltung des deutschen Blutes“ dienen, einem zentralen Bestandteil der nationalsozialistischen Rassenideologie. Verstöße gegen das Gesetz wurden als „Rassenschande“ bezeichnet und mit Gefängnis und Zuchthaus bedroht. Mit den Nürnberger Gesetzen institutionalisierten die Nationalsozialisten ihre antisemitische und rassistische Ideologie auf juristischer Grundlage.
Ähnliches erfolgte in Italien und im Slowakischen Staat (siehe hierzu: Italienische Rassengesetze in Italien, Judenkodex im slowakischen Staat).

### „Jüdischer Parasit“
Der „jüdische Parasit“ ist eine Metapher, die zur Gruppe antisemitischer Stereotypen gehört. Dahinter steht die Vorstellung, die Juden der Diaspora wären zu eigener Staatsbildung unfähig und würden daher Staaten und Völker parasitär befallen und ausnutzen. Die Metapher taucht seit dem 18. Jahrhundert auf und ist in der Folge sowohl im linken, als auch im rechten politischen Spektrum zu finden. Die Identifizierung der Juden mit Parasiten als Volksschädlinge ist während des Nationalsozialismus sehr häufig anzutreffen. Sie diente der Entmenschlichung und letztlich der Ausrottung jüdischer Menschen. Der Stereotyp hat sich teilweise bis heute gehalten. Ähnlich wurde der Begriff der jüdischen Mimikry antisemitisch verwendet, der Juden unterstellt, ihre ebenfalls unterstellte rassische Andersartigkeit zu verschleiern, indem sie sich durch Mimikry den Völkern, unter denen sie leben, bloß äußerlich anpassen, innerlich und biologisch aber unveränderlich jüdisch bleiben.

### Schoah

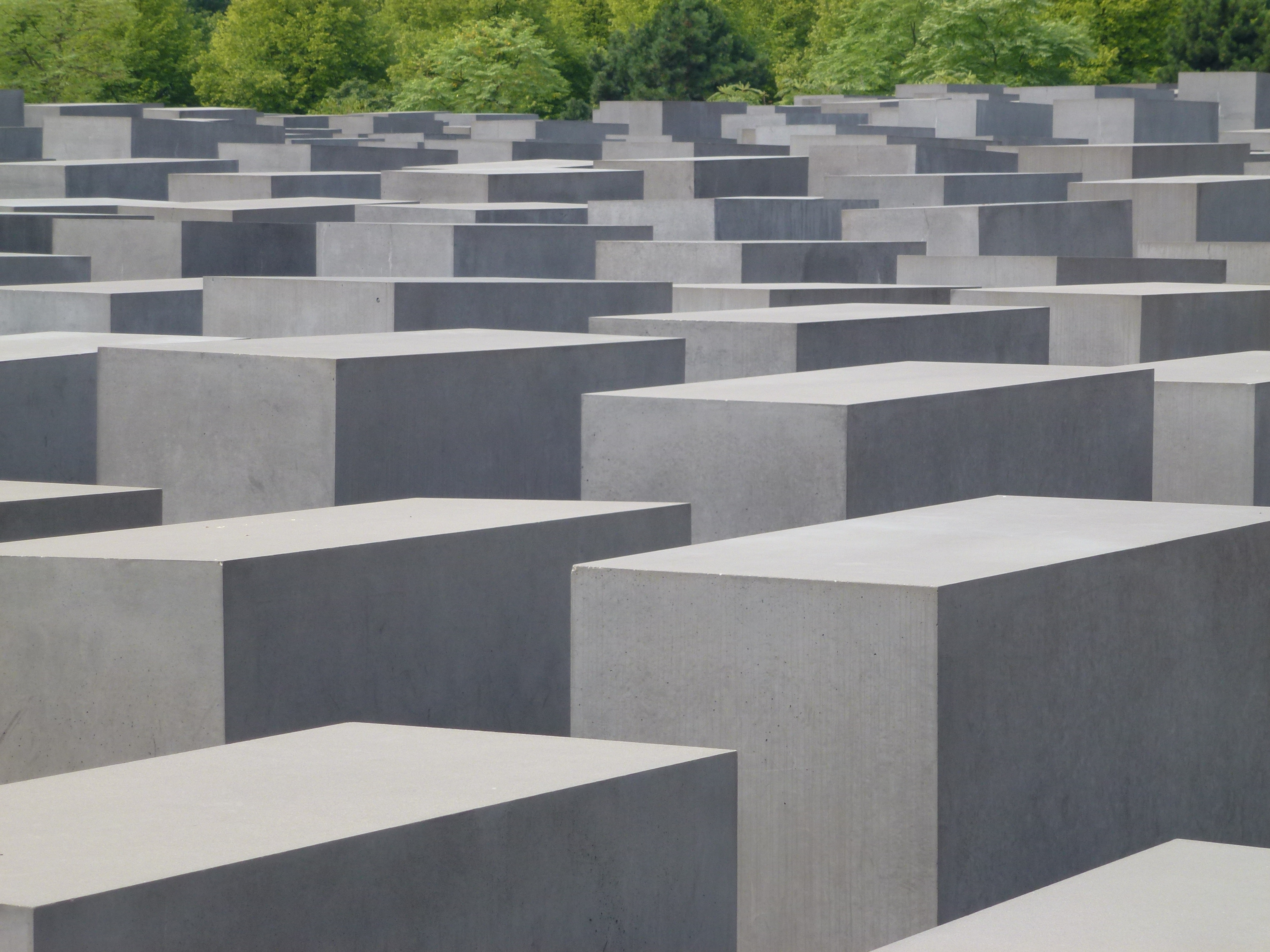
Holocaust-Gedenkstätte in Berlin. 2016 wurden allein in Berlin 42 Sachbeschädigungen an Orten der Erinnerung an die Schoa festgestellt – drei Mal so viel wie im Vorjahr.

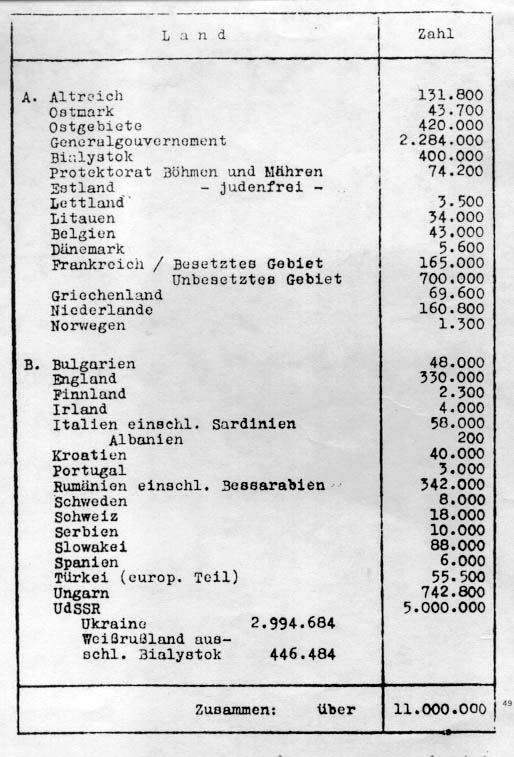
Zur Wannseekonferenz am 20. Januar 1942 vorbereitete Liste der jüdischen Bevölkerung in Europa. Nicht erfasst sind die seit 1933 bis zu diesem Zeitpunkt bereits über 300.000 ermordeten Juden.

Die Schoah war der nationalsozialistische Völkermord an 5,6 bis 6,3 Millionen europäischen Juden, darunter 2,7 Millionen aus Polen, 2,1 Millionen aus der Sowjetunion, 565.000 aus Ungarn und 300.000 aus Rumänien, sowie insgesamt 1,5 Millionen ermordete Kinder. Die Reichspogromnacht vom 9. auf den 10. November 1938 wird als Beginn der Vernichtung angesehen. Nach dem deutschen Überfall auf Polen 1939 flohen Tausende von polnischen Juden in die Sowjetunion. Einige gelangten ins neutrale Litauen, von wo ihre Fluchtroute über 10.000 km mit der transsibirischen Eisenbahn nach Nachodka und per Schiff nach Tsuruga (Japan) führte. Deutsche und ihre Helfer führten die Vernichtung der Juden von 1941 bis 1945 systematisch, ab 1942 auch mit industriellen Methoden durch, mit dem Ziel, alle Juden im deutschen Machtbereich zu vernichten. Nur wenigen tausend Juden gelang die Flucht über verschiedene Schiffsrouten nach Shanghai, wo ein Ghetto errichtet wurde.
Die Schlucht von Babi Jar war 1941 mit über 51.000 erschossenen Opfern der Schauplatz des größten aller Massaker an jüdischen Männern, Frauen und Kindern im Zweiten Weltkrieg, das unter der Verantwortung des Heeres der Wehrmacht durchgeführt wurde.

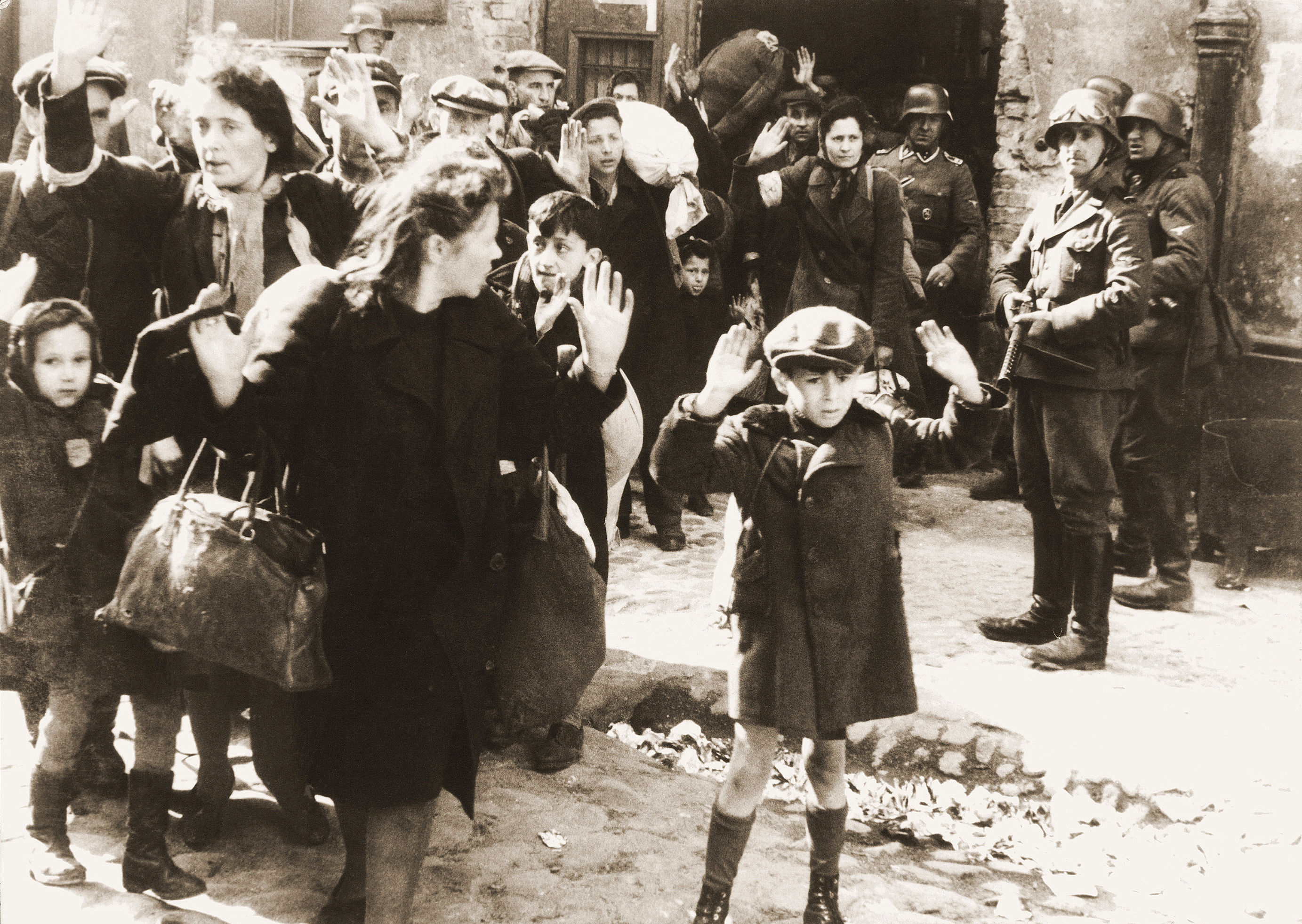
Foto des Jungen aus dem Warschauer Ghetto, April oder Mai 1943

Insgesamt wurden damals zwei Drittel aller europäischen Juden ermordet. Dieses Menschheitsverbrechen gründete auf dem staatlich propagierten Antisemitismus und der entsprechenden rassistischen Gesetzgebung des NS-Regimes. Die Nazis haben während des Dritten Reichs etwa 42.500 Lager errichtet. Im Einzelnen wurden 980 Konzentrationslager gezählt, darunter Vernichtungslager, wie Auschwitz-Birkenau, Treblinka oder Majdanek, 30.000 Arbeitslager einschließlich ihrer oft zahlreichen Außenstellen, 1150 jüdische Ghettos, darunter das größte Ghetto in Warschau mit 450.000 Juden, 1000 Kriegsgefangenenlager und nicht weniger als 500 Zwangsbordelle und Wehrmachtsbordelle. Allein für Berlin wurde eine Zahl von 3000 Zwangsarbeitslagern und sogenannten „Judenhäusern“ ermittelt.
Im Jahre 1925 erklärten sich 563.733 Personen der jüdischen Religionsgemeinschaft zugehörig, das waren 0,9 % der Gesamtbevölkerung des Deutschen Reiches. Nach der Volkszählung vom 16. Juni 1933, hatte sich ihre Anzahl auf 499.682 reduziert. Die Anzahl der ermordeten Juden während des Nationalsozialismus im Deutschen Reich in den Grenzen von 1933 wird mit 160.000 angegeben. 340.000 Juden sind rechtzeitig geflohen, wurden vertrieben oder sind ausgewandert. Aus dem Deutschen Reich und Österreich flohen etwa 95.000 in die USA. Die meisten, die in europäische Länder gelangt sind, die im Verlauf des Krieges von den deutschen Truppen eingenommen worden sind, entgingen jedoch nicht den späteren Deportationen.

### Internet
In neuerer Zeit ist das Internet zum wichtigsten Medium für die Verbreitung von antisemitischen Einstellungen geworden. Monika Schwarz-Friesel differenziert, „dass Antisemitismus nicht mit Fremdenfeindlichkeit gleichgesetzt werden kann, weil Juden keine Fremden sind, sondern Deutsche“, und bezeichnet ihn als ein „Kulturerbe“ des Abendlandes und als den „Post-Holocaust-Antisemitismus“, der sich auf die Scham- und Schuldverdrängung nach Auschwitz bezieht. Er etabliert sich auf YouTube, Facebook, Twitter und in Fangemeinden. Insbesondere das Deep Web spielt hier eine Vorreiterrolle, ein Teil des World Wide Webs, der bei einer Recherche über normale Suchmaschinen nicht auffindbar ist. In dieser digitalen Parallelwelt können Postings anonym platziert werden, wie beispielsweise in 4chan oder 8kun (früher 8chan). Dort können sich Hassreden, Vorurteile und Verschwörungstheorien unwidersprochen verfestigen und verbreiten. Hierzu gehört auch das Darknet, ein Peer-to-Peer-Overlay-Netzwerk, dessen Teilnehmer ihre Verbindungen untereinander manuell herstellen. Das Darknet weist ein höheres Maß an „Sicherheit“ auf, da einem Angreifer oder Geheimdiensten und Polizei der Zugriff auf das Netzwerk nicht ohne weiteres möglich ist – oder sie im Idealfall gar nichts von der Existenz des Netzwerks wissen. Auch Gaming-Plattformen, Messengerdienste, Streaming Media oder Imageboards werden zur Verbreitung von Antisemitismus, Rassismus und Rechtsextremismus missbraucht, wie beim Anschlag in Halle 2019 oder dem Attentat in der Tree-of-Life-Synagoge in Pittsburgh 2018. Diese führen zu Verunsicherung und Ängsten in den jüdischen Gemeinden und einem eingeschränkten Leben im öffentlichen Raum. Die früheren eher religiös bedingten Ursachen des Antisemitismus treten dabei immer mehr in den Hintergrund und werden durch israelbezogenen Antisemitismus ersetzt. Hierbei wird den in der Diaspora lebenden Juden eine Kollektivschuld an der Politik der israelischen Regierung zugesprochen und das Existenzrecht Israels in Frage gestellt. Neonazis dringen zunehmend in „Zoom“-Videokonferenzen von Rabbinern in Deutschland ein. Der Präsident des Zentralrats der Juden in Deutschland, Josef Schuster, kritisiert, dass Rechtsradikale die Corona-Krise skrupellos ausnutzen, um ihr braunes Gift zu verbreiten. Auch in Frankreich und vielen anderen Ländern gibt es zunehmend Probleme mit antisemitischen Störungen von Zoom-Konferenzen. Es gab zahlreiche Drohungen und Gewalttaten, die auf QAnon-Anhänger zurückgehen, einer Gruppierung mit rechtsextremem Hintergrund, die Verschwörungstheorien im Internet verbreitet. Zwar führten sie ihre Körperverletzungen oder Morde allein (Lone actor) durch, waren aber über einschlägigen Internetkonsum zu einer derartigen Radikalisierung motiviert worden. Diese Fallbeispiele machen eine besondere Gefahrendimension deutlich, die auch in Deutschland bei zwei Fällen nachweisbar ist.

## Juden unter islamischer Herrschaft

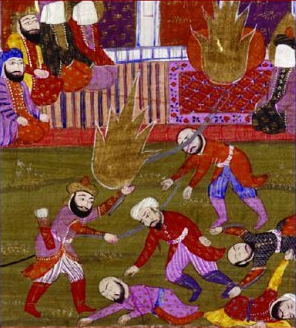
Massaker an den Banū Quraiza im Jahre 627 auf Verordnung Saʿd ibn Muʿādhs mit Zustimmung und unter der Aufsicht Mohammeds. Illustration von Muhammad Rafi Bazil, 19. Jahrhundert, British Library

Im Koran, im Hadith und im islamischen Recht gibt es einerseits die ambivalente Bezeichnung Ahl al-kitāb (arabisch أهل الكتاب) die bedeutet, dass Gott den Juden (und Christen) „einen Platz an unserer Seite“ zugewiesen hat (Sure 3:64, Sure 29:46). Damit erlauben die heiligen Schriften den Muslimen ausdrücklich, gute nachbarschaftliche, wirtschaftliche und auch eheliche Beziehungen mit Juden und Jüdinnen zu pflegen. Unter den Frauen Mohammeds findet sich auch eine Jüdin. Es sei auf die gemeinsame Verfassung von Medina verwiesen, in dessen zweitem Teil des Vertrags auch verschiedene jüdische Stämme in das Bündnis eingeschlossen sind. Im Mittelalter hatten viele muslimische Gesellschaften in Andalusien oder im Osmanischen Reich freundschaftliche Beziehungen zu Juden und gewährten ihnen Schutz.
Andererseits wird den Juden im Koran vorgeworfen, sie hätten den Bund mit Allah und den Muslimen gebrochen: „… und weil sie ihre Verpflichtung brachen, haben wir sie verflucht“ (Sure 5:13; auch 4:46; 4:155). Außerdem gelten die Juden als betrügerisch, „… und (weil sie) Zins nahmen, wo es ihnen doch verboten war, und die Leute in betrügerischer Weise um ihr Vermögen brachten. Für die Ungläubigen von ihnen haben wir (im Jenseits) eine schmerzhafte Strafe bereitet“ (Sure 4:161; Sure 2:100; Sure 9:34). In Sure 9:29 wird zum Kampf gegen diese „Ungläubigen“ aufgerufen, bis sie die Dschizya (eine Sondersteuer) entrichten. Hierdurch untermauert kam es zu Massakern an Juden, wie in den muslimischen Teilen Spaniens (1010–1013), wo in Córdoba schätzungsweise 2000 Juden ermordet wurden. In Fez massakrierte man im Jahre 1033 über 6000 Juden und bei den muslimischen Unruhen 1066 in Granada kamen um die 4000 Juden ums Leben. Hinzu kamen gewalttätige Vertreibungen wie 1016 in Kairouan, 1145 in Tunis oder 1232 in Marrakesch.
Ritualmordvorwürfe tauchten in der islamischen Welt erstmals um 1840 infolge der Damaskusaffäre auf.
Ende der 1920er Jahre initiierte der Großmufti von Jerusalem Mohammed Amin al-Husseini (1893–1974) eine relativ intensive Zusammenarbeit islamistischer und nationalistischer Kreise. Während des Zweiten Weltkriegs stellte sich der Großmufti ganz offen für die nationalsozialistische Propaganda zur Verfügung und hielt im Radio Hetzansprachen gegen Juden. Auf Konferenzen der Muslimbruderschaft fanden schon 1938 Übersetzungen der antisemitischen Fälschung der Protokolle der Weisen von Zion Verbreitung. In der Türkei folgte die Millî-Görüş-Bewegung, gefolgt von der palästinensischen Hamas, wie man ihrer Charta von 1988 entnehmen kann, der Hisbollah, der al-Qaida, bis hin zur Staatsideologie in der Islamischen Republik Iran mit dem Begründer Ayatollah Khomeini. Präsident Mahmud Ahmadineschad forderte 2005 öffentlich die Vernichtung des Staates Israel und leugnete 2006 öffentlich die Massenvernichtung von Juden im Zweiten Weltkrieg. Die Argumentationsmuster im Kontext des Nahostkonflikts sind nicht nur eine Ablehnung des Staates Israel, sondern implizieren einen Hass gegen alle Juden, was als „islamisierter Antisemitismus“ bezeichnet wird.
Wie vor der Gründung der Islamischen Republik gibt es jüdische Gemeinden in Iran.

### Glaubensströmungen
Hinsichtlich der Glaubensströmungen im Islam konnten in der Frage der antisemitischen Haltung gegenüber Juden bisher wenige Unterschiede zwischen Sunniten und Schiiten festgestellt werden. Unter Aleviten hingegen sind antisemitische Einstellungen weit weniger verbreitet als unter Sunniten und Schiiten. Eine im Auftrag des American Jewish Committee Berlin (AJC) 2015/16 durchgeführte Befragung von Lehrerinnen und Lehrern an 21 Berliner Schulen in acht Bezirken belegte wachsende salafistische Einflüsse und Judenfeindschaft unter Schülern mit türkischem und arabischem Migrationshintergrund. Der Hass gegen Juden sei dabei ein zentraler Bestandteil der salafistischen Ideologie.

### Vertreibung der Juden aus arabischen Ländern

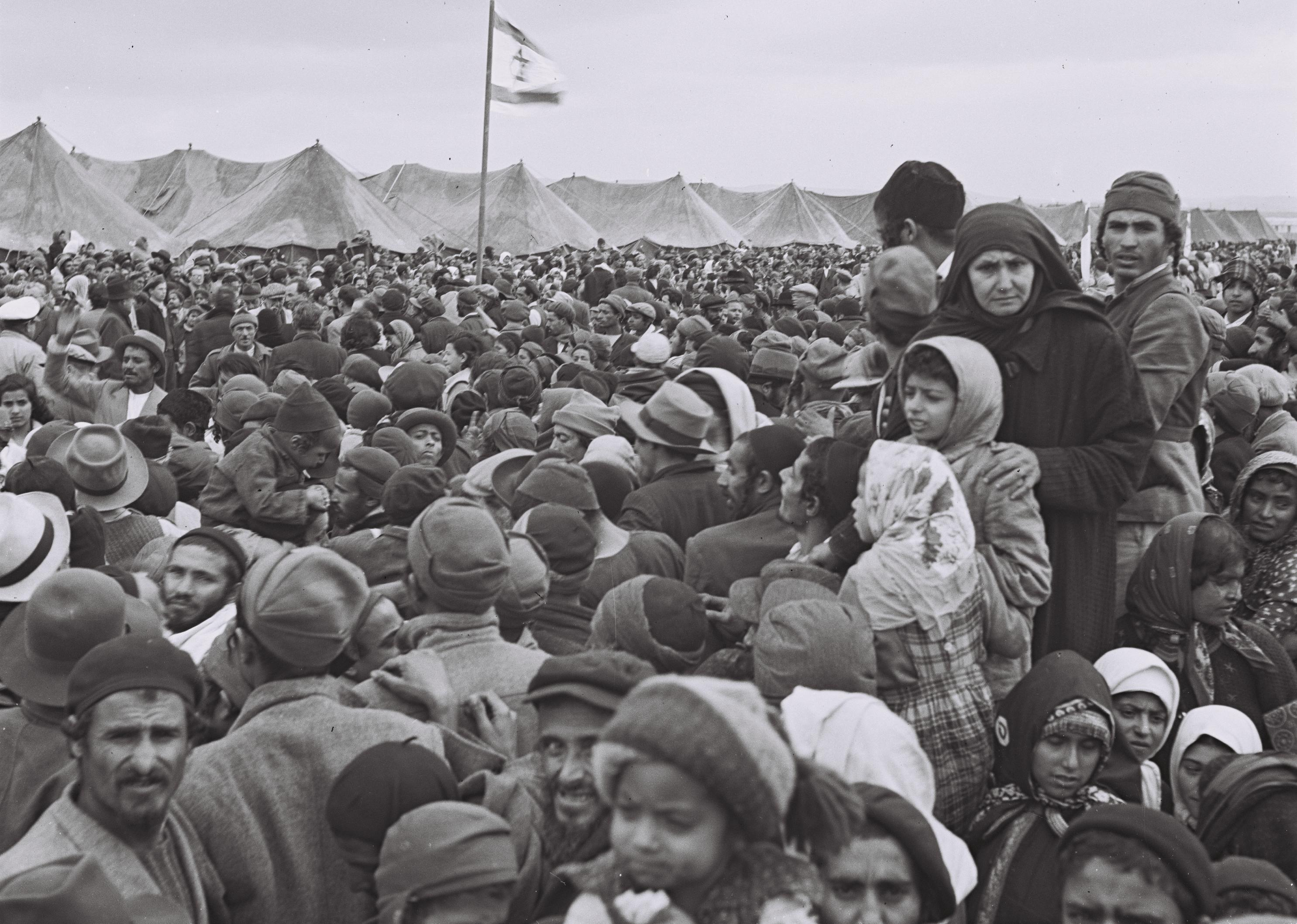
Jemenitische Juden in einem israelischen Flüchtlingslager (Ma’abarot) in Rosch haAjin, 1950.

Die Anzahl jüdischer Einwohner in arabischen Ländern betrug im Jahre 1948 über eine Million. Seit Mitte des 20. Jahrhunderts wurden in den arabischen Ländern die Juden verfolgt, in regelmäßigen Abständen ermordet, mit Steuern belegt und waren Restriktionen, Diskriminierungen und Erniedrigungen ausgesetzt, was zu einer dauernden Massenflucht geführt hat. Die Zahl reduzierte sich in den darauf folgenden zehn Jahren um fast die Hälfte auf 560.050. Im Jahre 2014 war die Zahl auf 28.797 gesunken. Der dadurch verursachte Verlust an Eigentum wird auf mehr als 350 Milliarden US-Dollar beziffert. Seit 1947 wurden über 1000 UNO-Resolutionen zum arabisch-israelischen Konflikt verabschiedet. Mehr als 170 davon behandeln das Schicksal der 750.000 palästinensischen Flüchtlinge und ihrer Nachkommen. Keine einzige beschäftigt sich mit dem Schicksal der Million jüdischer Flüchtlinge aus den arabischen Ländern und dem Iran und ihrer Nachkommen.

## Jüdische Diaspora

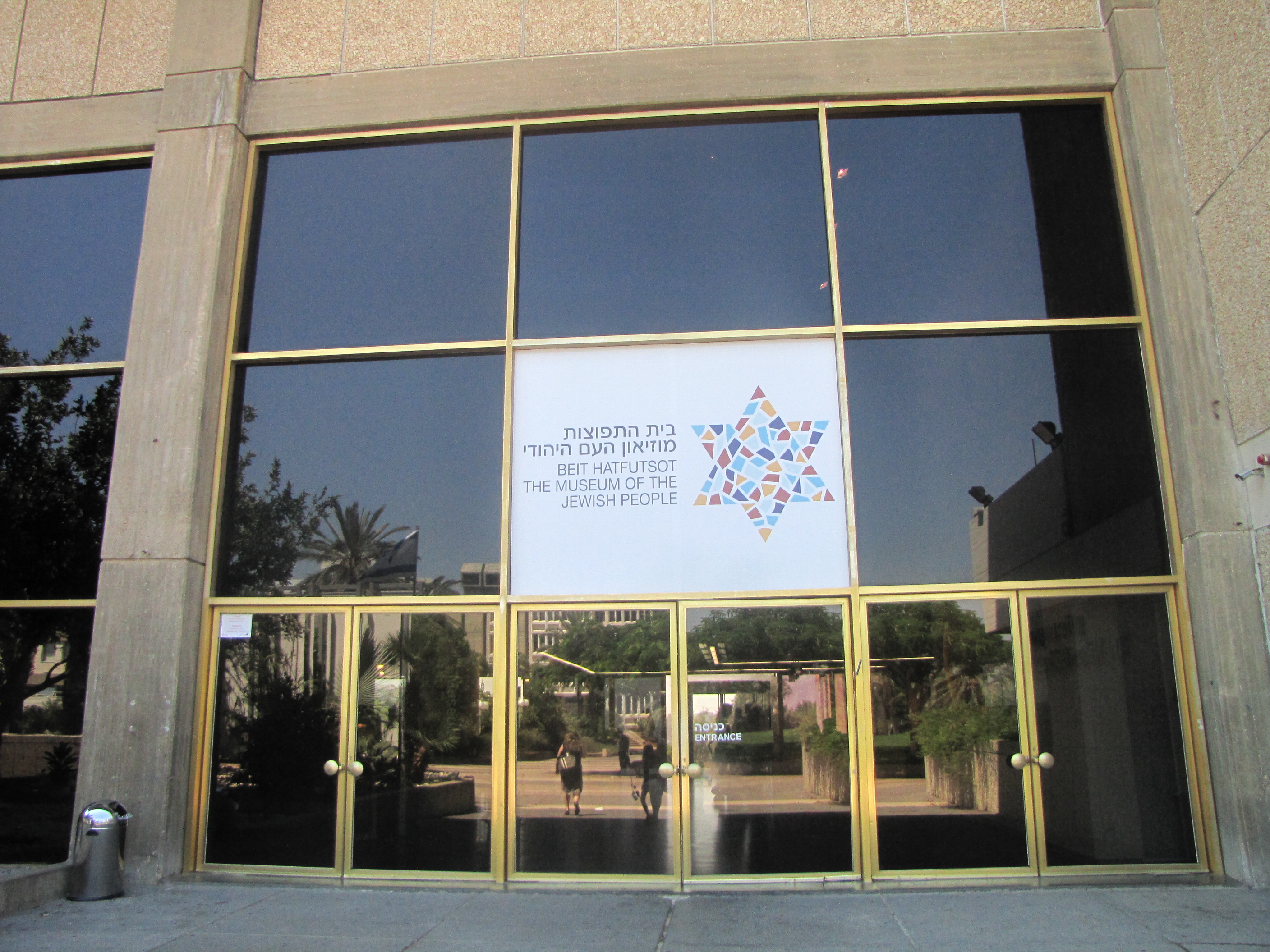
ANU – Museum des Jüdischen Volkes (früher:Beit Hatefutsot), Haupteingang des Museums der Geschichte der jüdischen Diaspora in Ramat Aviv (Stadtteil von Tel Aviv).

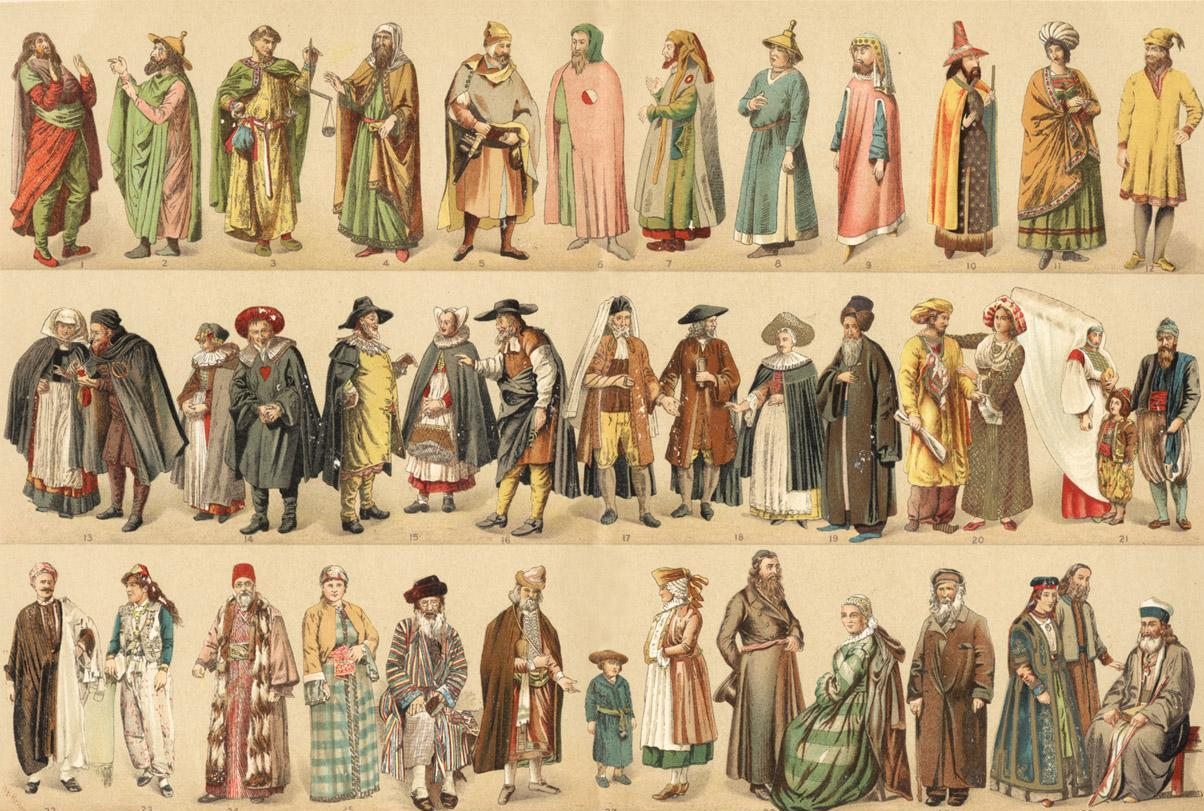
Bekleidung der Juden im mittelalterlichen Frankreich

Die Diaspora (altgriechisch διασπορά „Zerstreuung“) ist eine Bezeichnung, die ursprünglich ausschließlich auf Juden angewendet wurde, die außerhalb des Heiligen Landes lebten. Das Wort entstammt einer Stelle aus der Septuaginta (Dtn 28,64 ) „du sollst eine Diaspora sein in allen Reichen auf Erden“, wobei Diaspora dem Ausdruck für „Zerstreuung unter den Völkern“ entspricht. Im Hebräischen war lange der Begriff Galut (hebräisch גלות „Exil“) gebräuchlich. Erst im 20. Jahrhundert wurde als Analogie zum griechischen Begriff Diaspora das Wort Tefutsot (hebräisch תפוצות) gebildet. Man versteht darunter die Auswanderung oder Flucht in jüdische Gemeinden außerhalb von Eretz Israel. Als Ursache für die Entstehung der Diaspora werden politische, religiöse oder wirtschaftliche Aspekte angeführt. Als Beginn der Diaspora gilt das Babylonische Exil, das nach der Verschleppung der Bewohner Judas durch den babylonischen König Nebukadnezar (Nabū-kudurrī-uṣur II.) im Jahr 587/86 v. Chr. begann und sich mit der Geschichte des Judentums im Irak fortsetzte. Weitere bedeutende Zentren jüdischer Gemeinden entstanden in der Folge in Ägypten, in Kyrenaika (Teil des heutigen Libyen), Nordafrika, Zypern, Syrien, Kleinasien, mit den vorgelagerten Inseln Chios und Samos, und schließlich in Griechenland und Rom, bis die Juden weltweit Wohnsitz nahmen. Die jüdische Diaspora in Deutschland, Österreich und der Schweiz folgt in eigenen Unterkapiteln.

### Juden auf der Iberischen Halbinsel

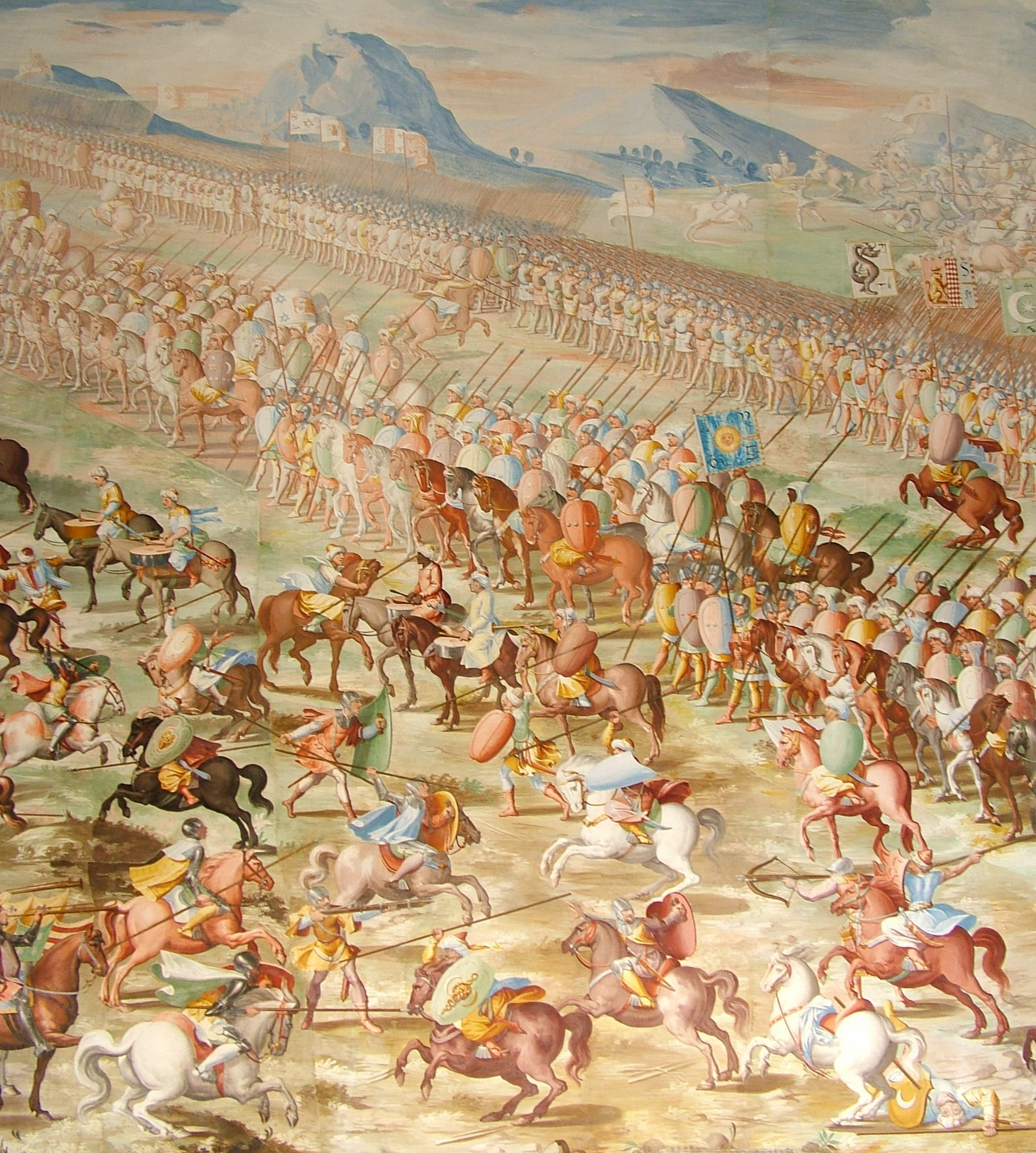
Jüdische Soldaten, welche auf Seiten der Truppen von Muhammad IX. in der Schlacht von La Higueruela gegen Johann II. (Kastilien) im Jahr 1431 kämpfen.

Nach der zusammengebrochenen Westgotenherrschaft, unter der die Juden unterdrückt wurden, kommt im 8. Jahrhundert eine arabische Besatzungsmacht auf die Iberische Halbinsel. Die Juden finden in der islamischen Zivilisation des maurischen Spaniens namens al-Andalus eine Heimat. Sie mussten zwar – wie die Christen auch – eine Kopfsteuer bezahlen, konnten aber ihren Glauben, frei von den sonst in Europa üblichen Beschränkungen leben. Jüdische Wissenschaftler, Dichter und Philosophen begannen erstmals in ihrer Geschichte arabisch zu schreiben. Jüdische Ärzte, Kaufleute, Diplomaten und Dolmetscher – weitgereist, sprachbegabt und weltgewandt – genossen hohes Ansehen. Der berühmteste Gelehrte dieser Zeit war Moses Ben-Maimon, genannt Maimonides – der bedeutendste jüdische Denker des Mittelalters. Das friedliche Nebeneinander von Juden, Moslems und Christen dauerte über sechs Jahrhunderte an und wird die goldene Diaspora genannt. Dies stößt auf Widerspruch zahlreicher zeitgenössischer Historiker, die dies als einen „multikulturellen Mythos“ bezeichnen, da in der islamischen Welt von einer Gleichberechtigung Andersgläubiger keine Rede sein konnte, weil sie im islamischen Recht (Scharia) schlichtweg nicht vorgesehen ist. So wird beispielsweise von einem Pogrom gegen Juden in Córdoba im Jahr 1011 berichtet. In Fez massakrierte man im Jahre 1033 über 6000 Juden. Eine weitere größere Verfolgung gab es am 30. Dezember 1066 mit dem Massaker von Granada, bei dem 1500 Familien getötet wurden. Hinzu kamen gewalttätige Vertreibungen wie 1016 in Kairouan, 1145 in Tunis oder 1232 in Marrakesch.
Der Fall von Granada besiegelte die vollständige Reconquista Spaniens durch die „katholischen Könige“ (Ferdinand II. von Aragonien und seine Frau Isabella von Kastilien), worauf die Beziehungen zwischen Juden und Muslimen zu einem Ende kamen. Zunächst wurden Tausende von Muslimen – vor allem die intellektuelle Elite – vertrieben. Im Alhambra-Edikt vom 31. März 1492 wurden die Juden aufgefordert, innerhalb von drei Monaten Spanien und alle spanischen Besitzungen zu verlassen, es sei denn, sie träten zum Christentum über. Das Edikt gab die Initialzündung zu einer bis dahin beispiellosen Judenverfolgung unter der Regie der Inquisition. Mehr als 100.000 spanische Juden zogen ins Exil. Manche gingen zunächst nach Portugal, doch von dort wurden sie 1497 ebenfalls ausgewiesen. Das Osmanische Reich nahm ohne Bedingungen größtenteils die aus Spanien und die ab 1580 aus Portugal vertriebenen Juden auf. Sie flohen nach Marseille, Tanger und Algier, nach Smyrna, Istanbul und nach Saloniki, das zum Zentrum des sephardischen Judentums wurde. In Erinnerung an ihre spanische Heimat nennen sie sich bis heute „Sephardim“. Ihre Sprache, das Ladino, ihre Traditionen und ihre Lieder nahmen sie mit.
Da Sizilien zum Königreich Aragón gehörte, mussten die dort in 52 Gemeinden lebenden bis zu 100.000 Juden, die gut 5 % der Bevölkerung darstellten, 1492/93 ebenso das Land verlassen. Zunächst gingen viele nach Süditalien nach Reggio Calabria und in das Königreich Neapel, wo König Ferdinand I. sie noch willkommen hieß, doch auch dort mussten sie bis 1515 weichen. Nur in Rom konnten sie sich halten.

### Juden in Polen
Seit der Gründung des Königreichs Polen im 10. Jahrhundert war Polen gegenüber Juden einer der tolerantesten Staaten Europas. Mit dem 1264 von Herzog Bolesław dem Frommen von Polen (1224/27–1279) erlassenen Statut von Kalisch und seiner Bestätigung und Erweiterung durch König Kasimir den Großen mit dem Statut von Wiślica im Jahr 1334 erhielten die Juden weitgehende Rechte zugestanden und Polen wurde zur Heimat für eine der größten und vitalsten jüdischen Gemeinden der Welt. Das hebräische Wort für Polen (פּוֹלִין) wird auf Hebräisch als Polania oder Polin ausgesprochen. Ins Hebräische übersetzt, wurden diese Namen für Polen als „gute Vorzeichen“ interpretiert, da „Polania“ in drei hebräische Wörter unterteilt werden kann: po („hier“), lan („wohnt“), ia („Gott“) und „Polin“ in zwei Wörter von: po („hier“) lin („[du solltest] wohnen“). Die darin enthaltene Botschaft bedeute, dass Polen ein guter Ort für die Juden sei.
Vor Ausbruch des Zweiten Weltkrieges lebten in Polen rund 3.350.000 Juden. 2018 leben nur noch 4.500 Juden in Polen, 0,01 % der Bevölkerung. Gemäß einer Umfrage der Anti-Defamation League (ADL) sind dabei 48 % der Bevölkerung antisemitisch eingestellt: 58 % der über 50-Jährigen, 36 % der 18- bis 34-Jährigen (Stand 2019). Wie die Daten zu Hassverbrechen zeigen, die jedes Jahr von der polnischen Polizei – nur unvollständig – ermittelt werden, wurden in Polen zwischen 2015 und 2020 pro Jahr mindestens 100 Gewaltdelikte gegen Juden verübt.

### Chassidismus
Der Chassidismus im osteuropäischen Judentum entstand nach den Judenpogromen während des Chmelnyzkyj-Aufstandes unter Führung des Saporoger Kosaken Bohdan Chmelnyzkyj im Jahre 1648, als in Osteuropa über 700 jüdische Gemeinden vernichtet wurden. Der Legende nach ist Israel ben Elieser (um 1700–1760), genannt Baal Schem Tov („Meister des guten Namens“), der Begründer des osteuropäischen Chassidismus. Innerhalb weniger Jahrzehnte verbreitete sich der Chassidismus in jüdischen Gemeinden Polen-Litauens, Österreich-Ungarns und Deutschlands. Seit der Schoa konzentrieren sich die chassidischen Gemeinden auf New York City und Jerusalem, ferner auf Zentren wie Antwerpen, London, Manchester und Montreal. Baal Schem Tov und seine Nachfolger betonten den Wert des traditionellen Studiums der Tora und der mündlichen Überlieferung, des Talmud und seiner Kommentare. Daneben gewann die mystische Tradition der Kabbala erheblichen Einfluss. Über dieses Studium hinaus steht im Chassidismus das persönliche und gemeinschaftliche religiöse Erlebnis an vorderster Stelle.

### Verfolgungen im Deutschen Bund

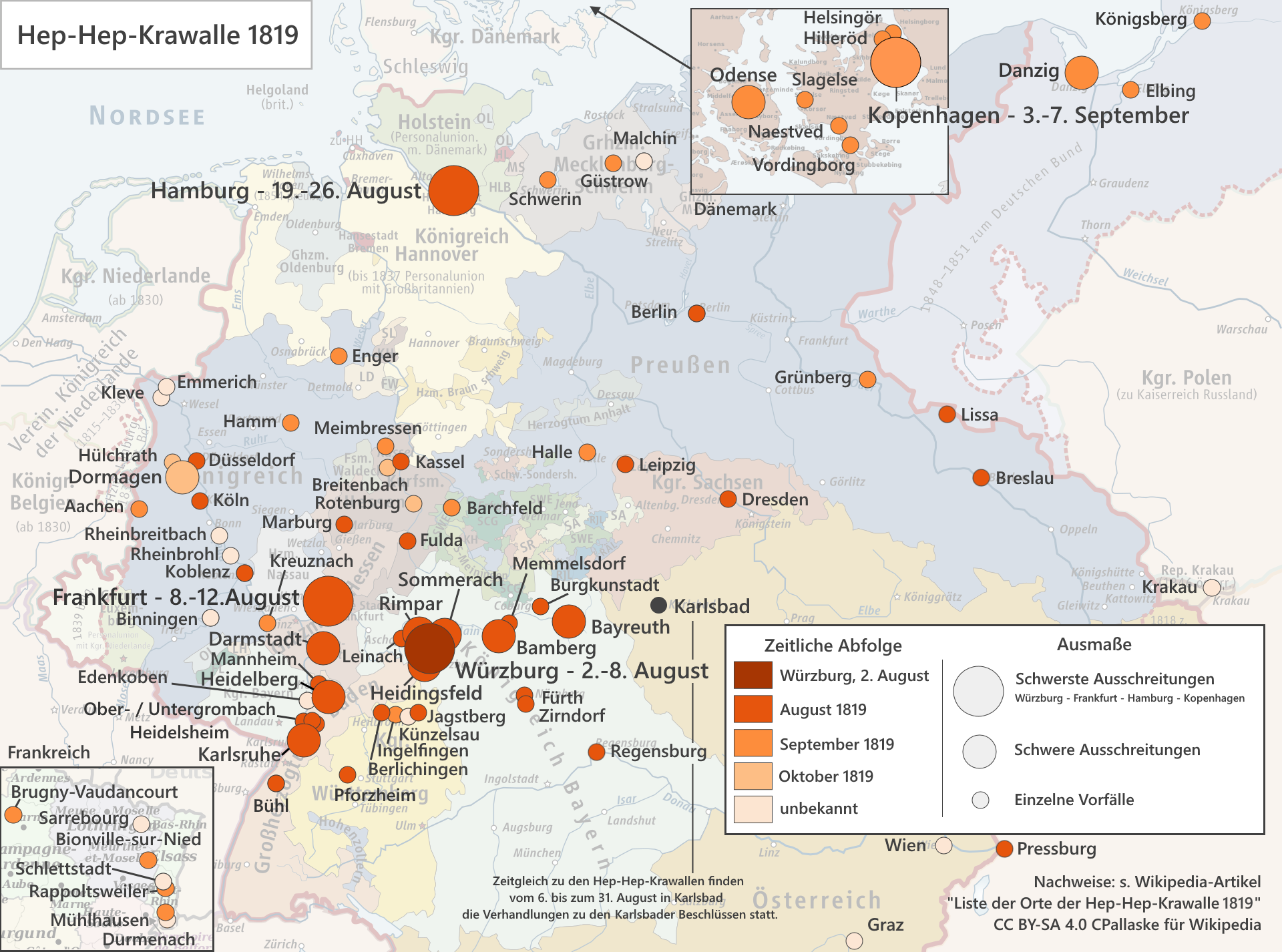
Karte der Hep-Hep-Krawalle 1819

Die Hep-Hep-Krawalle von 1819 begannen in Würzburg. Sie gelten als Reaktion auf die im Jahre 1813 gewährte rechtliche Gleichstellung der Juden durch die Verabschiedung des Bayerischen Judenedikts durch den Landtag Bayerns. Tendenziöse Presseberichte machten die Würzburger Unruhen in ganz Deutschland bekannt und wirkten wie ein Aufruf zur Nachahmung. Sie lösten eine Welle gewalttätiger Krawalle Ausschreitungen gegen Juden in vielen Städten des Deutschen Bundes und über seine Grenzen hinaus aus, insbesondere in Dänemark. Insgesamt kam es in über 80 Städten und Ortschaften zu überlieferten Ausschreitungen und Vorfällen. Schwere Ausschreitungen gab es neben Würzburg in Frankfurt am Main, mehreren badischen Kleinstädten, Hamburg, Danzig und Kopenhagen.

### Emigration aus Russland

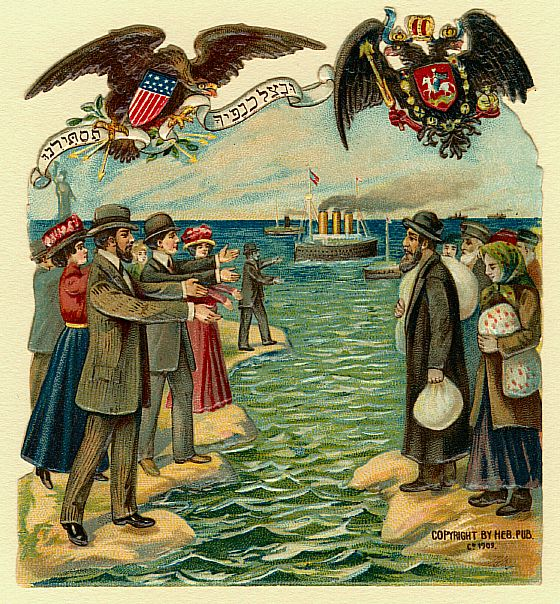
Jüdische Emigranten aus Russland werden von ihren Verwandten in den USA willkommen geheißen. 1901

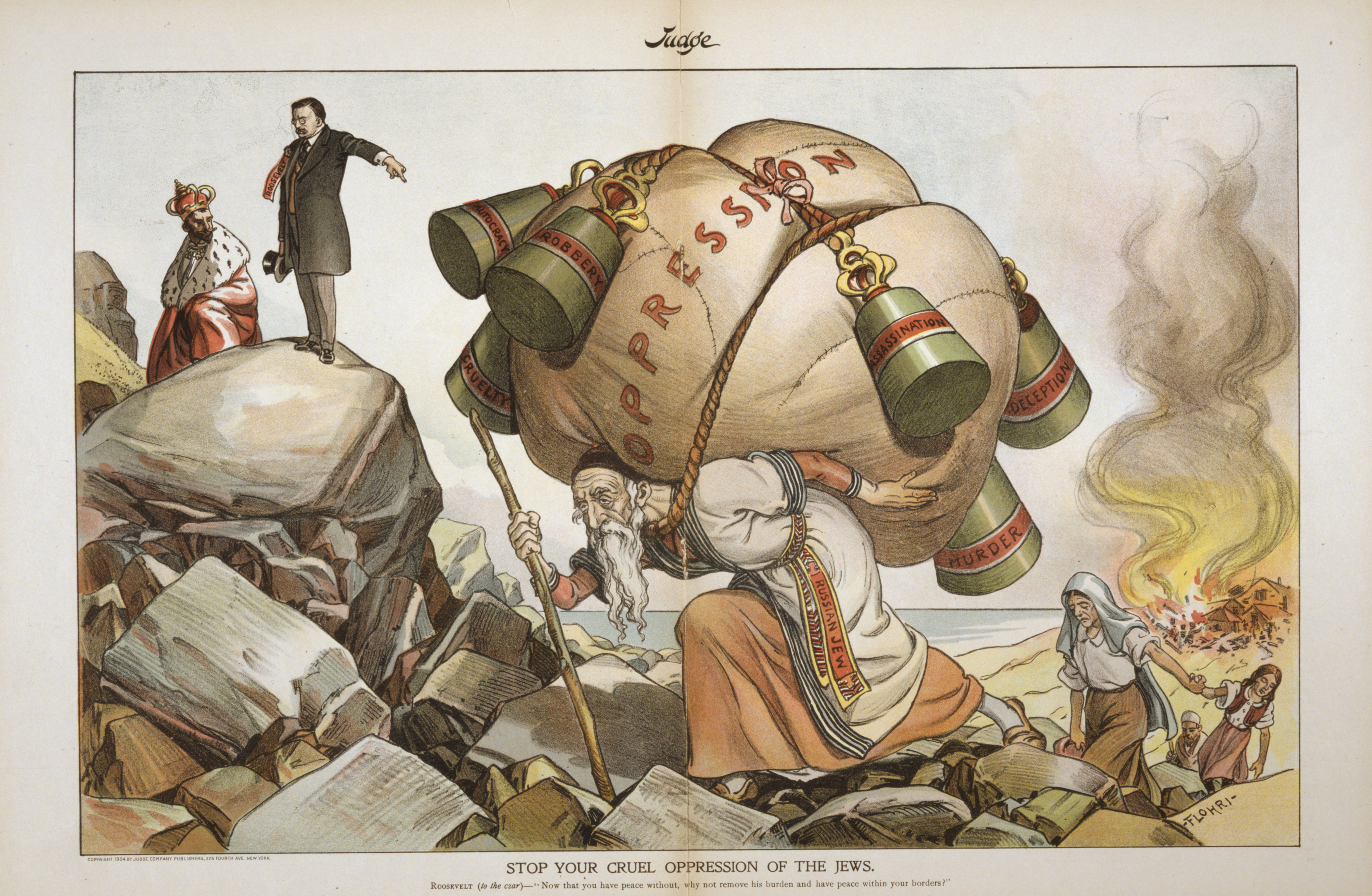
„Stopp die grausame Unterdrückung russischer Juden“, fordert Roosevelt 1904 von Nikolaus II.

Trotz einer 2000-jährigen Geschichte der Juden in Russland bildete das Jahr 1881 einen Wendepunkt. Pogrome und restriktive Erlasse sowie der administrative Druck führten zu einer Massenauswanderung. Zwischen 1881 und 1914 verließen etwa zwei Millionen von über fünf Millionen im russischen Ansiedlungsrayon lebenden Juden das Land, viele unter ihnen emigrierten in die USA. Der Historiker Orlando Figes geht zwischen 1919 und 1920 von weiteren 1200 Pogromen mit 150.000 Toten aus.

### Demografie

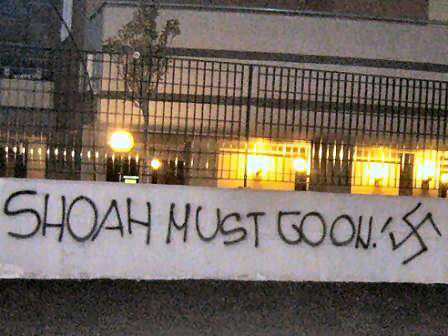
Graffiti der Neonazis nahe der Brücke Ponte di Nona in Rom, 2008: „Die Shoa muss weitergehen“.

Auf dem europäischen Kontinent leben 1.359.100 Juden, was einem Anteil von 0,166 % der Gesamtbevölkerung von 818.470.000 Einwohnern entspricht. In der Europäischen Union leben 1.077.500 Juden, was einem Anteil von 0,21 % der EU-Bevölkerung (511.340.000) entspricht.
Weltweit leben 7,909 Millionen Juden in der Diaspora (in Israel 7.080.000 [74,1 %, Stand: 31. Dezember 2021]), die meisten in den Vereinigten Staaten (6.925.475, 1,74 %), gefolgt von Frankreich (453.000, 0,68 %), Kanada (390.500, 1,06 %), Großbritannien (290.000, 0,44 %), Argentinien (180.000, 0,4 %) und Russland (172.000, 0,12 %); in Deutschland beträgt der jüdische Bevölkerungsanteil 0,14 %.(Stand: 2018). Der Anteil der Juden an der Weltbevölkerung (8.044.724.643) beträgt 0,19 % (Stand: 12/2022). (Zum Vergleich: Der Anteil der Muslime an der Weltbevölkerung beträgt 20,577 %, der Anteil der Christen 32,5 %; siehe auch: Weltreligionen).
- Geschichte der Juden in den Vereinigten Staaten
- Geschichte der Juden in Frankreich
- Geschichte der Juden in Kanada
- siehe auch
  - Demografie der Juden weltweit
  - Demografie der Juden in Afrika

Im Jahre 1939 betrug die Anzahl der Juden weltweit 16.728.000 (0,68 %), im Jahre 1945 etwa 11.000.000 und wuchs bis zum Jahr 2018 wieder auf 14.606.000 an. Im gleichen Zeitraum hat sich die Weltbevölkerung verdreifacht.

### Landesgesetze sind verbindlich
Dina de-malchuta dina (reichsaramäisch דִּינָא דְּמַלְכוּתָא דִּינָא „Das Gesetz des Königtums/Reichs/Landes ist Gesetz“) ist ein talmudisches Prinzip und hat seine Gültigkeit in der jüdischen Diaspora bis heute bewahrt. Es schreibt vor, dass Juden grundsätzlich verpflichtet sind, die Gesetze des Landes, in dem sie leben, zu respektieren und zu befolgen. Das bedeutet auch, dass die Landesgesetze in bestimmten Fällen sogar den Rechtsgrundsätzen der Halacha vorzuziehen sind.

## Juden in Deutschland

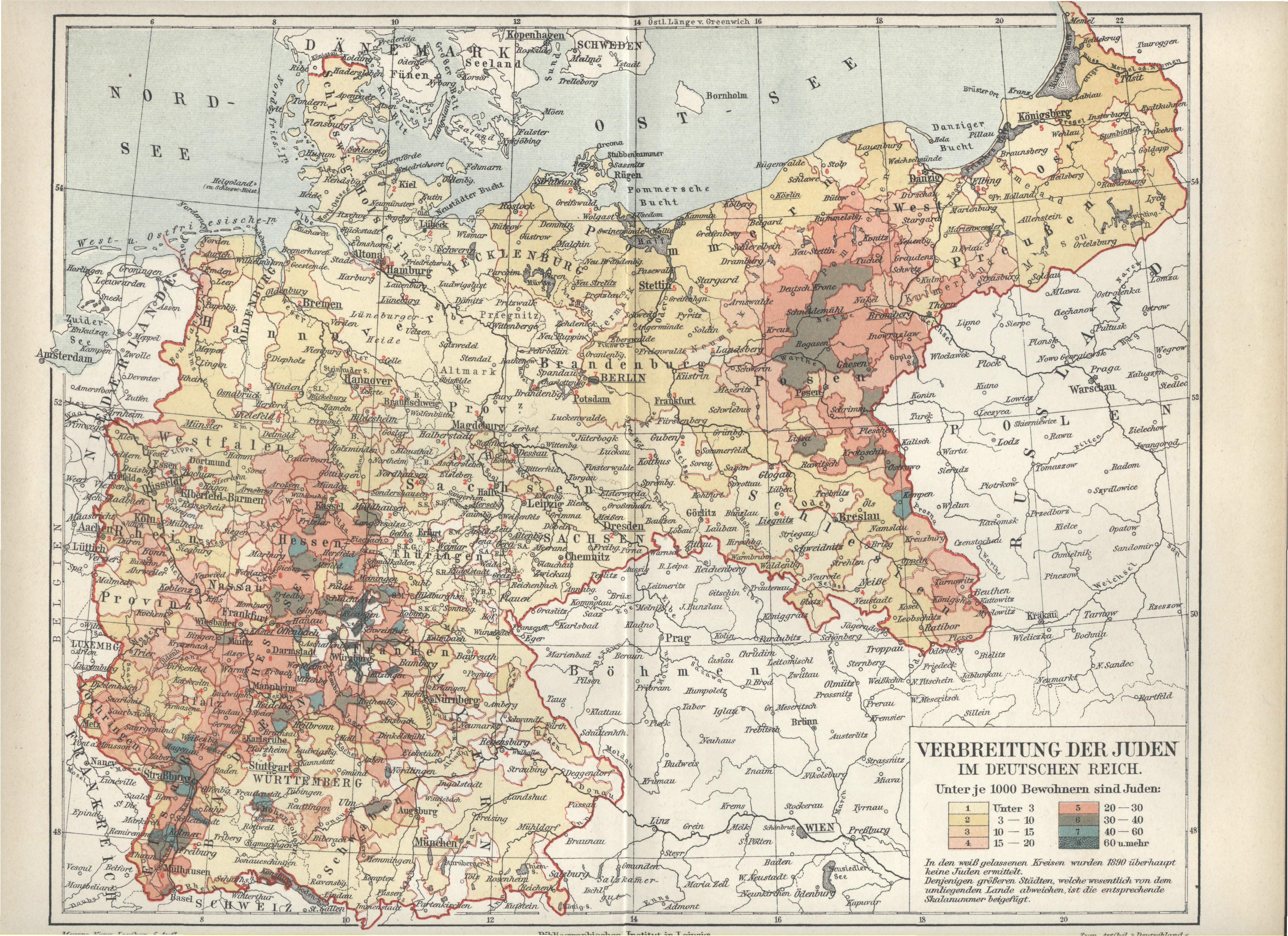
Verbreitung der Juden im Deutschen Reich, ca. 1895

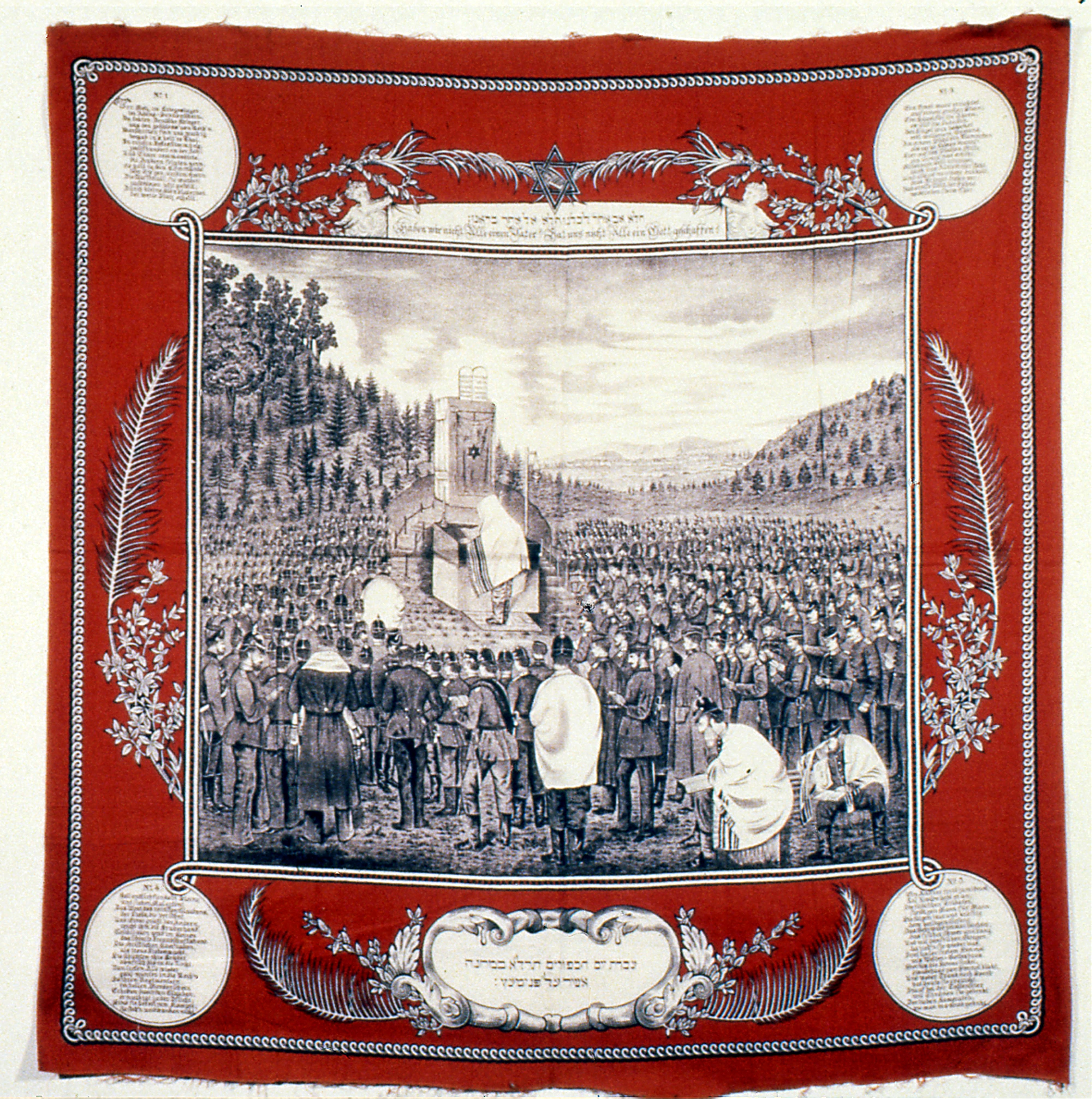
Jüdische Soldaten in der deutschen Armee begehen Yom Kippur, am 5. Oktober 1870 (10. Tischri 5631) während des Deutsch-Französischen Krieges. The Feuchtwanger Collection, Israel-Museum, Jerusalem.

Vor 1700 Jahren wurde erstmals jüdisches Leben im Gebiet des heutigen Deutschlands dokumentiert. So gilt das an den Kölner Stadtrat ergangene Dekret Kaiser Konstantins des Jahres 321, das auch Juden die Berufung in die „curia“ erlaubte, als frühester Beleg für die Existenz einer jüdischen Gemeinde in der Stadt Köln. 2021 soll dieses Jubiläum gefeiert werden.
Die deutsch-jüdische Geschichtsschreibung in Deutschland wird dominiert von der Kategorie des Lokalen. Wie im gesamten christlichen Europa lebten Juden auch in Deutschland als ethnische und konfessionelle Minderheit. Die bedeutendsten jüdischen Gemeinden im Hochmittelalter befanden sich in Mainz (erste Hälfte 10. Jahrhundert gegründet), Worms (vor 1034) und Speyer (1084), die nach den hebräischen Anfangsbuchstaben der drei Stadtnamen Spira, Warmaisa, und Magenza SchUM-Städte (hebräisch שו״מ) genannt wurden. In Regensburg, das für den Osthandel bedeutend war, sind bereits 981 Juden als Einwohner bezeugt. Zur Zeit der Judenverfolgungen während der Kreuzzüge legte der rheinische Chassidismus den Schwerpunkt auf persönliche Frömmigkeit. Trotz zahlreicher Verfolgungen, wie im übrigen Mitteleuropa, wurde die jüdische Präsenz im deutschen Sprachgebiet in den folgenden Jahrhunderten kaum je unterbrochen. Zahlreiche berühmte Schriftsteller, Mediziner und Musiker bereicherten die kulturelle Landschaft. In dieser Zeit erlebten sie sowohl Toleranz als auch antijudaistische Gewalt.

### Erster Weltkrieg
Im Ersten Weltkrieg (1914–1918) wollten die deutschen Juden ihren Patriotismus beweisen, wie bereits zuvor im Feldzug Preußens und Österreichs gegen Dänemark im Jahre 1864, im Preußisch-Österreichischen Krieg von 1866 und im Deutsch-Französischen Krieg 1870/71, wo etwa 14.000 jüdische Soldaten auf preußisch-deutscher Seite im Feld standen. Doch antisemitische Hetze und Propaganda machten sie später zu Sündenböcken für den verlorenen Ersten Weltkrieg.
John C. G. Röhl hat zahlreiche Publikationen – insbesondere auf intensivem Aktenstudium beruhende Biographien – über Wilhelm II. (1859–1941) geschrieben und ist der Auffassung, dass judenfeindliche Einstellungen und Antisemitismus in der Weltanschauung des letzten Kaisers eine sehr bedeutende Stellung einnahmen. Wilhelm II. stehe exemplarisch für die Entwicklung großer Teile der bürgerlichen und militärischen Eliten der Kaiserzeit von einem gewöhnlichen zu einem eliminatorischen Antisemitismus in der Weimarer Zeit.
In einem Brief vom 2. Dezember 1919 an seinen einstigen Flügeladjutanten August von Mackensen kritisiert er – sich auf seine Abdankung beziehend – die Beteiligung von deutschen Juden – wie zum Beispiel des (U)SPD-Politiker Kurt Eisner in Bayern – an der Novemberrevolution 1918:

„Die tiefste und gemeinste Schande, die je ein Volk in der Geschichte fertiggebracht, die Deutschen haben sie verübt an sich selbst. Angehetzt und verführt durch den ihnen verhassten Stamm Juda, der Gastrecht bei ihnen genoss! Das war sein Dank! Kein Deutscher vergesse das je, und ruhe nicht bis diese Schmarotzer vom Deutschen Boden vertilgt und ausgerottet sind! Dieser Giftpilz am Deutschen Eichbaum!“

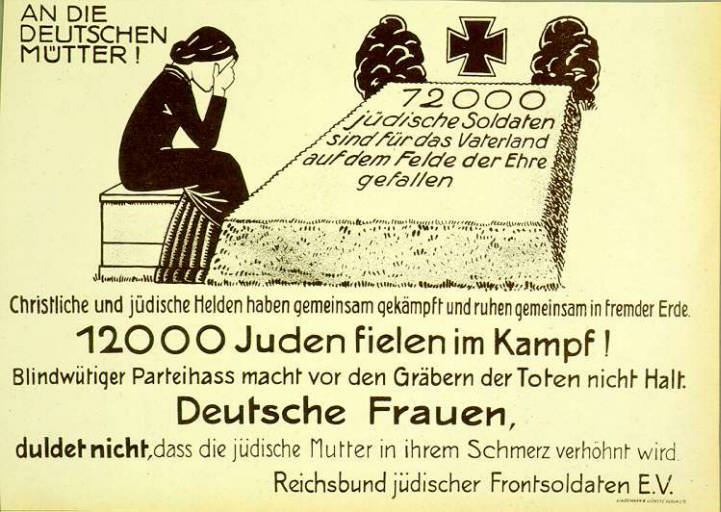
Reichsbund jüdischer Frontsoldaten, 1920

Insbesondere in seinem Exil habe Wilhelm II. seine bereits während der Regierungszeit bestehenden – aber nur privat geäußerten – Ressentiments gegenüber Juden zu seinem auf physische Vernichtung abzielenden Antisemitismus weiter entwickelt. Am 15. August 1927 schrieb Wilhelm II. an seinen amerikanischen Freund Poultney Bigelow:

„Die hebräische Rasse ist mein Erz-Feind im Inland wie auch im Ausland; sind was sie sind und immer waren: Lügenschmiede und Drahtzieher von Unruhen, Revolution und Umsturz, indem sie mit Hilfe ihres vergifteten, ätzenden, satirischen Geistes Niederträchtigkeit verbreiten. Wenn die Welt einmal erwacht, muss ihnen die verdiente Strafe zugemessen werden.“

Im selben Jahr schrieb er an denselben Adressaten:

„‚Die Presse, Juden und Mücken‘ (…) seien ‚eine Pest, von der sich die Menschheit so oder so befreien muss‘. Dabei fügte er eigenhändig hinzu: ‚Ich glaube, das Beste wäre Gas.‘“

Die Ergebnisse der staatlich angeordneten sogenannten Judenzählung vom 1. November 1916 zum Nachweis der beim Heer befindlichen wehrpflichtigen Juden wurden bis Kriegsende geheim gehalten. Das verstärkte die Ressentiments gegen jüdische Kriegsteilnehmer erheblich. Der Reichsbund jüdischer Frontsoldaten wurde im Februar 1919 auf Initiative von Leo Löwenstein gegründet. Seine Zielsetzung war die Abwehr des Antisemitismus in Deutschland unter Berufung auf die Tatsache, dass im Ersten Weltkrieg etwa 85.000 deutsche Juden gekämpft hatten, von denen etwa 12.000 fielen. Nach dem Ersten Weltkrieg wurde die Umsetzung von Judenfeindschaft infolge der Kriegsniederlage und der Gründung der Weimarer Republik prinzipiell an den Systemsturz gekoppelt, was den Antisemitismus zusätzlich radikalisierte.
1940 behauptete Wilhelm II., Juden und Freimaurer hätten 1914 und 1939 Vernichtungskriege gegen Deutschland vom Zaun gebrochen, um ein von britischem und amerikanischem Gold gestütztes „jüdisches Weltreich“ zu errichten.

### Zweiter Weltkrieg

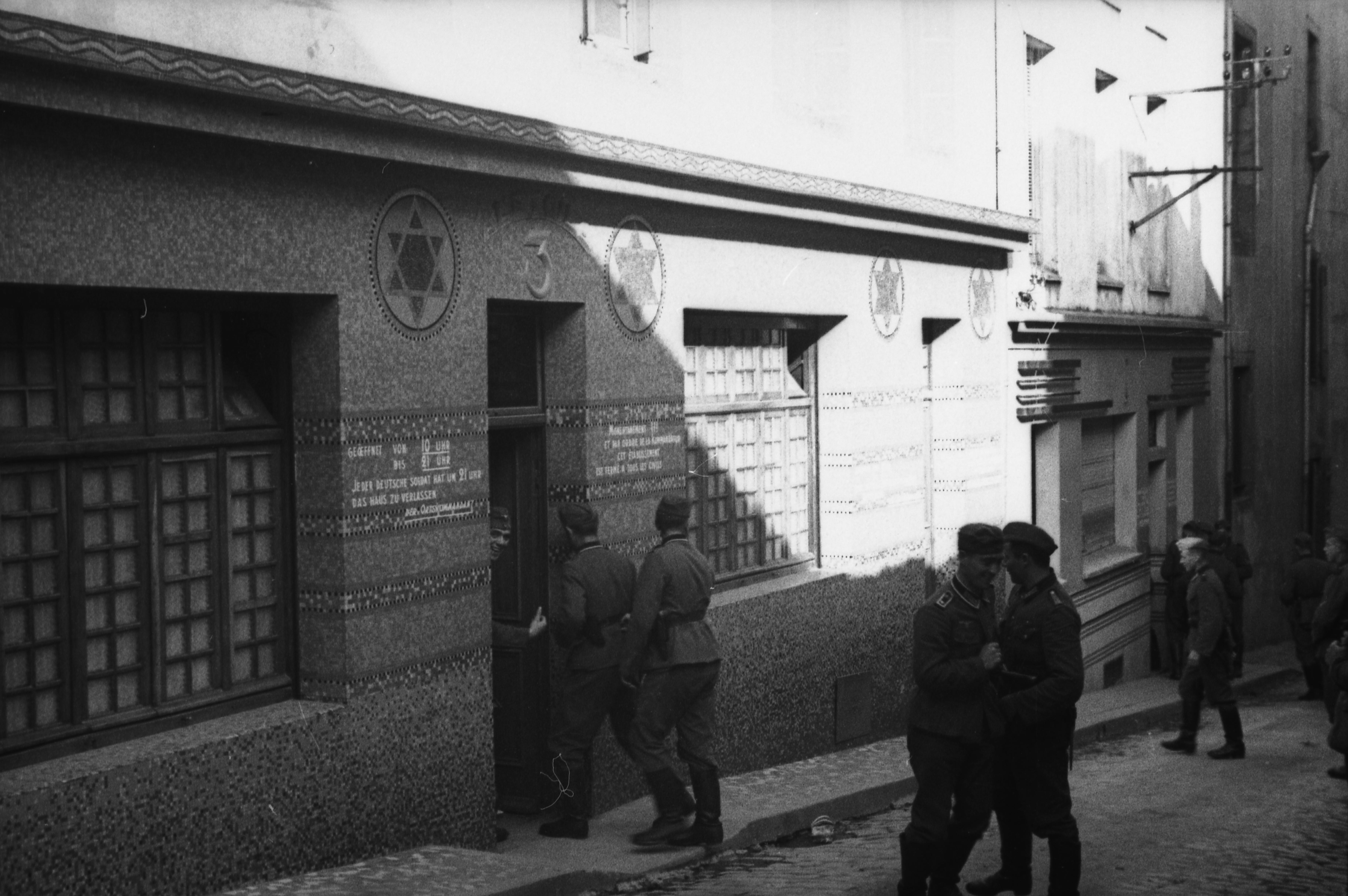
Schändung einer Synagoge in Brest (Frankreich) durch Einrichtung eines Wehrmachtsbordells, 1940

Insgesamt kämpften während des Zweiten Weltkriegs (1939–1945) 1.406.000 Soldaten oder Widerstandskämpfer jüdischen Glaubens gegen die deutsche Wehrmacht, darunter aus den USA 550.000, von denen geschätzt 11.000 Juden fielen oder als vermisst gemeldet wurden, aus der UdSSR 500.000 mit 200.000 Gefallenen, Polen 190.000, England 62.000, Frankreich 48.000, Juden aus Palästina 30.000, Kanada 16.000, Griechenland 13.000, Jugoslawien 12.000, Südafrika 10.000, Tschechoslowakei 8.000, Belgien 7.000 und Australien 3.000. (Für die durch direkte Kriegseinwirkung insgesamt Getöteten des Zweiten Weltkriegs werden Schätzungen von 50 bis 56 Millionen angegeben. Die Schätzungen, die Verbrechen und Kriegsfolgen einbeziehen, reichen bis zu 80 Millionen. Hinzu kommen die durch Japaner ermordeten rund 30 Millionen Asiaten, darunter 23 Millionen ethnische Chinesen.)

#### Überfall auf Polen
Beim Überfall auf Polen im September 1939 nahmen 120.000 polnische Bürger jüdischer Abstammung als Mitglieder der polnischen Armee an den Kämpfen gegen die Deutschen und Sowjets teil. Man nimmt an, dass während des gesamten Zweiten Weltkriegs 32.216 jüdische Soldaten und Offiziere starben und 61.000 von den Deutschen gefangen genommen wurden; die Mehrheit überlebte dies nicht. Etwa 200.000 Juden flohen vor den Deutschen in das sowjetisch besetzte Ostpolen, was deren Zahl dort von 1,2 auf 1,4 Millionen erhöhte. Bis Ende 1939 wurden etwa 90.000 Juden und Polen aus den annektierten Gebieten in das Generalgouvernement vertrieben, bis 1945 insgesamt 900.000. Über Litauen gelang mit der transsibirischen Eisenbahn etwa 10.000 Juden die Flucht nach Japan, wo sie größtenteils im japanisch besetzten Shanghaier Ghetto überlebten. Die übrigen Juden wurden im Holocaust ermordet.

#### Russlandfeldzug

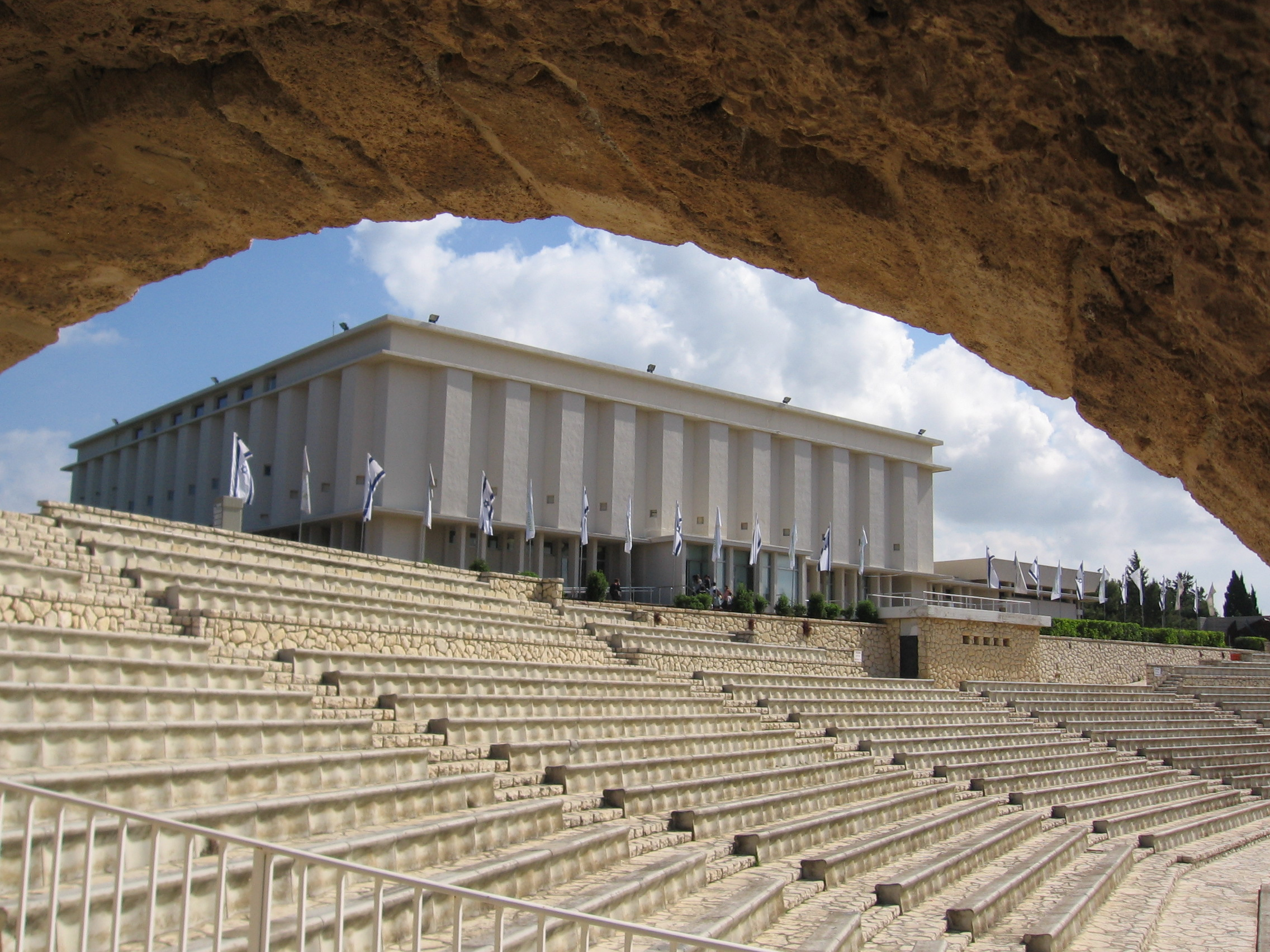
Haus der Ghettokämpfer im Kibbuz Lochamej HaGeta’ot, erstes, 1949 errichtetes Museum in Israel, das der Holocaustopfer und des jüdischen Widerstands gedachte.

Während des Russlandfeldzugs (Unternehmen Barbarossa, 1941) zeichneten sich die jüdischen Soldaten der Roten Armee durch außergewöhnliche Loyalität gegenüber der Sowjetunion aus. Von den 500.000 Juden, die in der sowjetischen Armee während des Zweiten Weltkriegs dienten, fielen etwa 200.000 im Kampf.

#### Widerstandsgruppen
Zu den jüdischen Partisanengruppen gegen die deutsche Besatzung gehörten unter anderem die Bielski-Partisanen, die im östlichen Teil Polens (heute: Belarus) ein großes „Familienlager“ betrieben und das im Sommer 1944 über 1200 Personen umfasste, sowie die Parczew-Partisanen im Südosten Polens und die Fareinikte Partisaner Organisatzije (Vereinigte Partisanenorganisation), die einen Aufstand im Ghetto Vilnius in Litauen einleiteten und später Sabotage- und Guerillaoperationen durchführten. Zweiunddreißig Juden aus dem Mandat für Palästina wurden von den Briten trainiert und hinter den feindlichen Linien abgesetzt, um Widerstand zu leisten. Im Warschauer Ghetto-Aufstand führten zwei Gruppen von Partisanen, der rechte Jüdische Militärverband (Żydowski Związek Wojskowy, ŻZW) und die linke jüdische Kampforganisation (Żydowska Organizacja Bojowa, ŻOB), den Aufstand getrennt voneinander an. Insgesamt forderten die Kämpfe im Warschauer Ghetto 12.000 Opfer. Weitere 30.000 Menschen wurden nach den Kämpfen erschossen, 7000 in Vernichtungslager transportiert. Es gab daneben bewaffnete Aufstände in Krakau, Tschenstochau, Wilna, Lemberg, Bialystok und Tuczyn (Wolhynien) sowie in fast hundert Ghettos in Polen, Litauen, Weißrussland und der Ukraine. Die Internationale Militärorganisation Buchenwald (IMO) von Häftlingen im Konzentrationslager Buchenwald, die Ende 1943 gebildet wurde, war der bewaffnete Arm des Internationalen Lagerkomitees (ILK) in Buchenwald. Sie bestand aus elf nationalen Einsatzgruppen und verfügte über Waffen, die zum Schutz bei drohender Vernichtung des Lagers eingesetzt werden sollten. Sie war Teil des Widerstands im KZ Buchenwald. Das Rab Battalion war eine Einheit innerhalb der jugoslawischen Partisanen, bestehend aus dem 1943 aus dem KZ Rab befreiten Juden. Eine Armée Juive (Jüdische Armee) und mehr als zwanzig autonome operative Formationen in der Résistance bildeten sich im besetzten Frankreich. Als größter Erfolg dieses jüdischen Widerstands in Frankreich gilt, dass über siebzig Prozent der französischen Juden den Terror der deutschen Besatzung und die Unterdrückungsmaßnahmen des Vichy-Regimes überleben konnten. Allein 72.000 jüdische Kinder wurden gerettet. Im weitesten Sinne gehört die Jüdische Brigade (Jewish Brigade) zu den Widerstandsgruppen. Sie war eine kämpfende Einheit in der British Army während des Zweiten Weltkriegs, die auf Seiten der Alliierten gegen die Achsenmächte kämpfte. Die Brigade setzte sich aus Freiwilligen aus dem Gebiet des Völkerbundsmandats für Palästina zusammen. Von den etwa 30.000 jüdischen Freiwilligen aus Palästina, die während des Zweiten Weltkriegs in der britischen Armee eingesetzt wurden, kamen über 700 im Dienst ums Leben.

### Nachkriegszeit

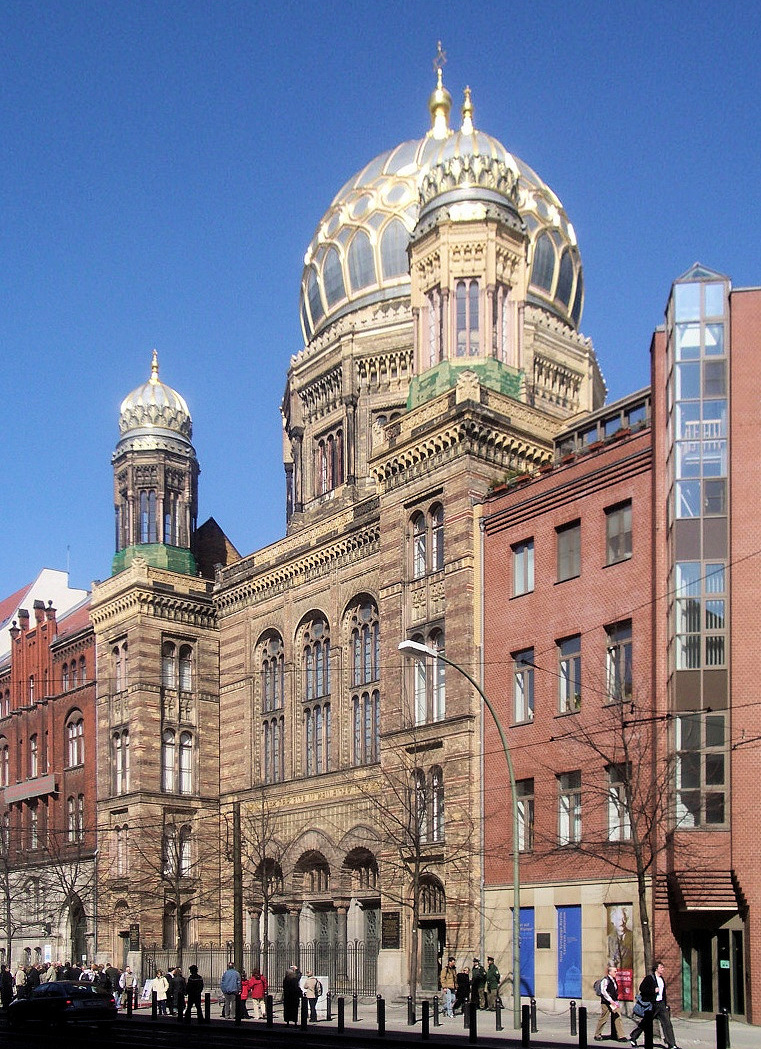
Die Neue Synagoge (Berlin) (nicht wieder als Synagoge eingeweiht)

Nach dem Zweiten Weltkrieg lebten etwa 15.000 Juden in der Bundesrepublik Deutschland, die sukzessive das jüdische Gemeindewesen wieder aufbauten. In der DDR schrumpfte bis zum Mauerbau 1961 die Zahl der in den Gemeinden registrierten Juden auf etwa 1500. Gegen Ende des Kalten Krieges (1989) lebten in der DDR etwa 400 Juden, in der Bundesrepublik Deutschland etwa 29.000. Beginnend mit dem Zerfall der Sowjetunion ab 1990 zogen bis 2015 rund 230.000 Juden aus der Sowjetunion und ihren Nachfolgestaaten nach Deutschland und wanderten teilweise wieder aus. Stand 2015 leben 117.000 Juden in Deutschland, 99.695 sind Mitglieder der jüdischen Gemeinden in Deutschland. Ohne Zuwanderer aus der GUS wäre die Mitgliederzahl bereits bis zum Jahr 2000 auf 17.902 gesunken. Schätzungen sprechen von bis zu 200.000 Juden in Deutschland, davon sind 80 % russischer Herkunft.
1947 stellte die US-amerikanische Militärregierung (OMGUS) im Rahmen einer Befragung in ihrer Besatzungszone fest, dass rund 40 Prozent der deutschen Bevölkerung entschiedene Antisemiten und nur 20 Prozent weitgehend frei von Ressentiments seien.

### 21. Jahrhundert
Laut den seit 2001 veröffentlichten Zahlen des Bundesministeriums des Innern wurden bis 2009 durchschnittlich 1690, damit täglich vier bis fünf antisemitische Straftaten verübt. Bundesweit wurden seit 2010 laut der kriminalpolizeilichen Meldestatistik insgesamt 11.786 judenfeindliche Straftaten erfasst, davon 327 Gewalttaten. In ostdeutschen Bundesländern lag die Zahl antisemitischer Straftaten in den Jahren 2010 bis 2018 deutlich über dem Bundesdurchschnitt. Am niedrigsten war die Zahl der Straftaten je 100.000 Einwohner in südlicheren Bundesländern. Die antisemitischen Straftaten sind nach einem deutlichen Anstieg im Jahr 2014 von 1596 auf 1366 im Jahr 2015 zurückgegangen und im Jahr 2016 wieder auf 1468 angestiegen. 2017 wurden 1504 Straftaten, 2018 1799 und 2019 2032 Straftaten gezählt. Davon waren nach Erkenntnissen der Polizei 93 Prozent rechts motiviert. Bereits im Jahr 2020 gab es 2351 antisemitisch motivierte Straftaten. Wie die Bundesinnenministerin am 10. Mai 2022 in Berlin bekanntgab, ist die Zahl im vergangenen Jahr weiter auf 3027 gestiegen. Das ist eine Steigerung von nahezu 30 Prozent im Jahr 2021.

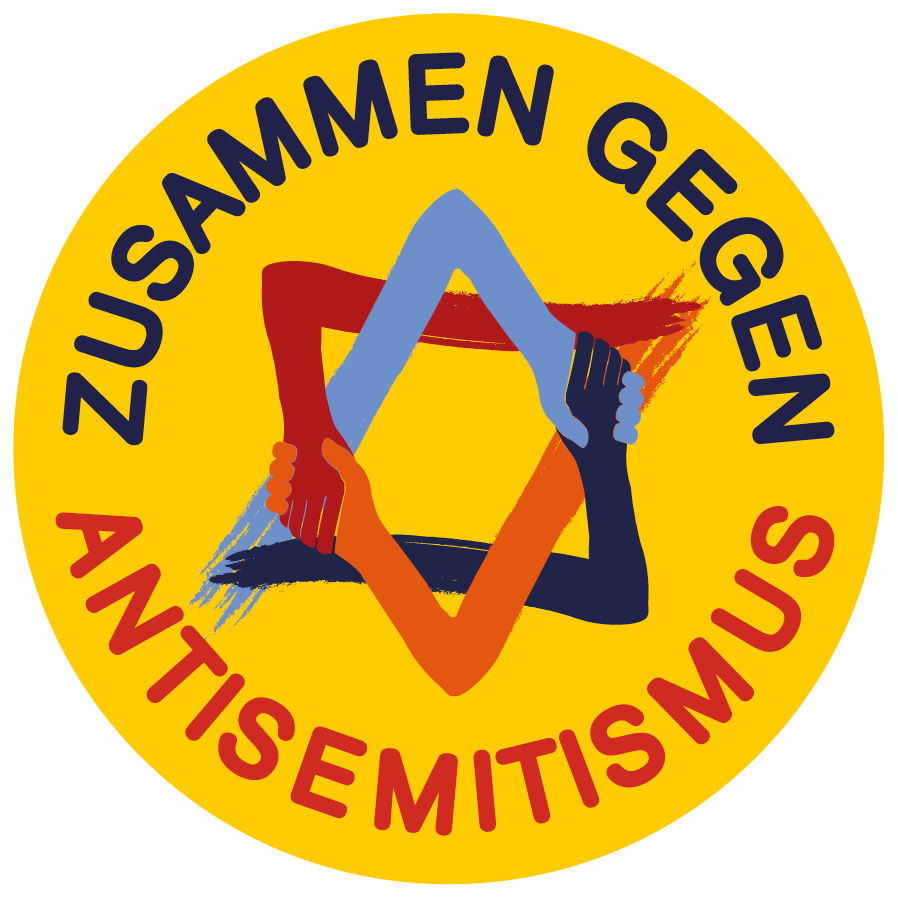
Logo der Aktion „Zusammen gegen Antisemitismus“

Auf Grund der zunehmenden Vorfälle von Judenhass hat der Deutsche Bundestag einstimmig am 18. Januar 2018 die künftige Bundesregierung aufgefordert, einen unabhängigen Antisemitismus-Beauftragten zu berufen. Seit dem 1. Mai 2018 bekleidet Felix Klein den Posten. Im Jahre 2018 nahmen die antisemitischen Straftaten um 20 % auf 1800 zu. Zum Antisemitismus unter Zuwanderern wurde die Forderung erhoben, bei möglichen Abschiebungen Aufrufe zu antisemitischem Hass als „besonders schwerwiegendes Ausweisungsinteresse“ zu werten, jedoch gleichzeitig die Aufklärung über den Nationalsozialismus in den Integrationskursen zu verstärken. Der Antisemitismus-Beauftragte folgt der seit Dezember 2015 berufenen Koordinatorin der Europäischen Kommission zur Bekämpfung von Antisemitismus, Katharina von Schnurbein. Am 25. Mai 2019 riet der Antisemitismusbeauftragte der deutschen Bundesregierung, Felix Klein, Juden davon ab, überall in Deutschland die Kippa zu tragen. Er begründete das mit der „zunehmenden gesellschaftlichen Enthemmung und Verrohung“, die einen fatalen Nährboden für Antisemitismus darstelle. Etwa 90 Prozent der Straftaten seien dem rechtsradikalen Umfeld zuzurechnen. Bei muslimischen Tätern seien es zumeist Menschen, die schon länger in Deutschland lebten. „Viele von ihnen gucken arabische Sender, in denen ein fatales Bild von Israel und Juden vermittelt wird.“ Efraim Yehoud-Desel hat am 9. November 2019 die Aktion „Zusammen gegen Antisemitismus“ ins Leben gerufen.

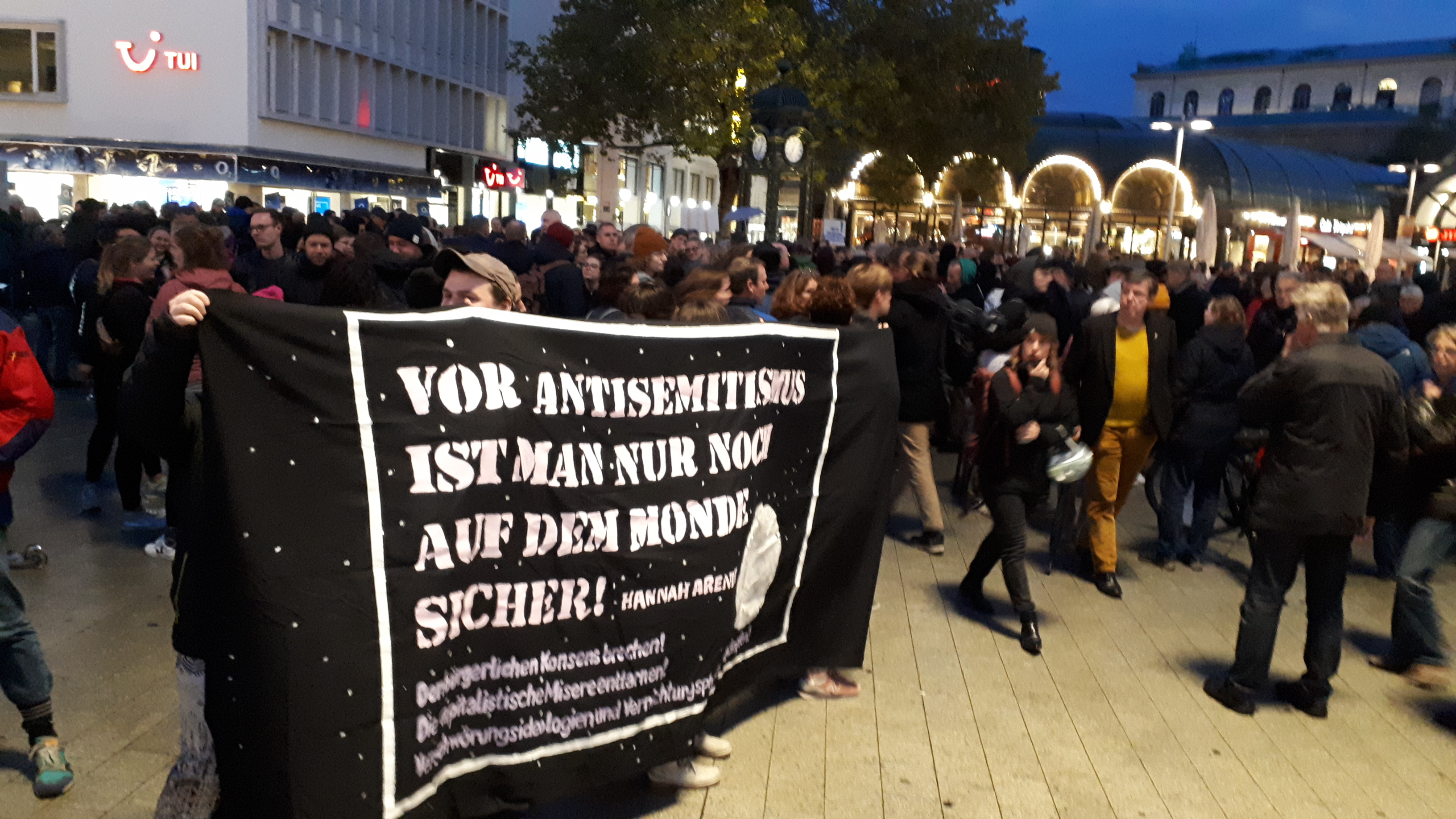
Mahnwache gegen Antisemitismus nach dem Anschlag in Halle, Hannover, 10. Oktober 2019

In einer Anfang Oktober 2019 veröffentlichten repräsentativen Umfrage des Jüdischen Weltkongresses wurden 1000 Teilnehmer in Deutschland Mitte Juli 2019 zum Thema Antisemitismus befragt, demnach vor dem Anschlag auf die Synagoge in Halle am 9. Oktober 2019. Der Umfrage nach hegen 27 Prozent aller Deutschen und 18 Prozent einer als „Elite“ kategorisierten Bevölkerungsgruppe antisemitische Gedanken, 41 Prozent meinen, Juden redeten zu viel über den Holocaust. Auch unter Hochschulabsolventen, mit einem Jahreseinkommen von mindestens 100.000 Euro, sind antisemitische Stereotypen verbreitet. 28 Prozent von ihnen behaupten, Juden hätten zu viel Macht in der Wirtschaft, 26 Prozent attestieren Juden „zu viel Macht in der Weltpolitik“. 12 Prozent aller Befragten sind der Meinung, dass Juden für die meisten Kriege weltweit verantwortlich sind. 11 Prozent sagen, die Juden hätten kein Recht auf einen eigenen Staat Israel. Nach Meinung der Befragten sind weit überwiegend die Rechtsextremisten (39 %), rechte Politiker und Parteien (36 %), muslimische Extremisten (33 %) und muslimische Immigranten (18 %) für den Antisemitismus in Deutschland verantwortlich, Linksextreme und linke Parteien und Politiker jedoch nur zu 3 %.

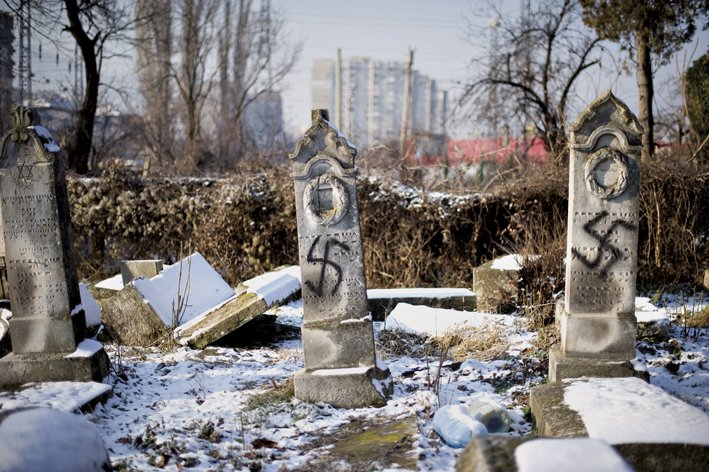
Schändung am jüdischen Friedhof in Schumen (Bulgarien), 2010

In zahlreichen Bundesländern wurden Antisemitismus-Beauftragte berufen.
Die Schändung jüdischer Friedhöfe ist ein besonders verwerflicher Ausdruck des Antisemitismus. In der Zeit des Nationalsozialismus wurden über 80 Prozent der damals etwa 1700 jüdischen Ruhestätten geschändet. Seit 1945 wurden in Deutschland über 2000-mal jüdische Friedhöfe geschändet. Friedhofsschändungen finden jedoch weltweit statt. Eine dauerhafte Totenruhe entspricht einem der fundamentalsten jüdischen Glaubensgrundsätze der Halacha. Ihre Störung bewirkt auf die jüdische Gemeinschaft eine tiefe seelische Betroffenheit.

## Juden in Österreich

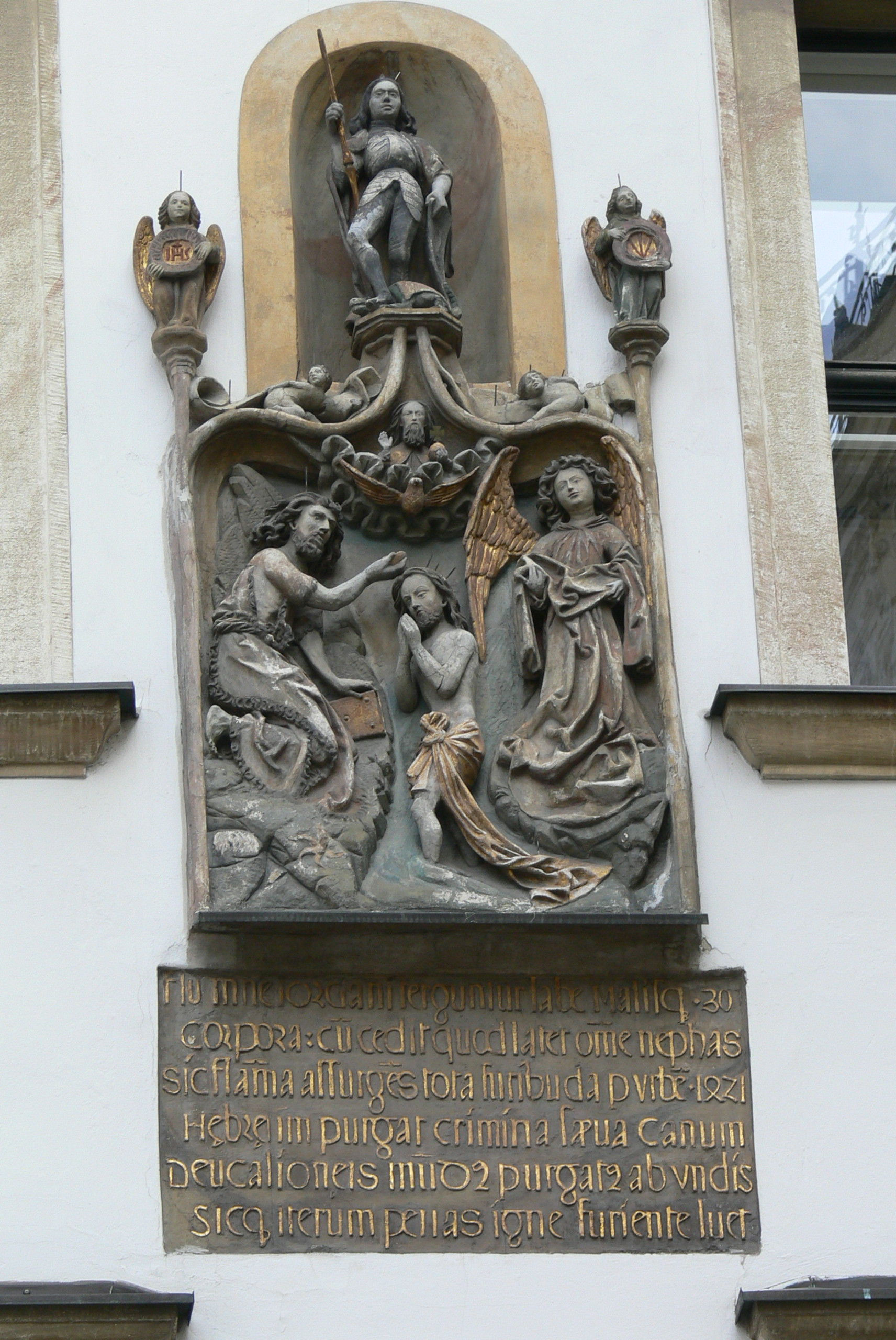
Antisemitisches Relief am Judenplatz in Wien, die sich auf die mörderische Judenaustreibung von 1421 bezieht und in lateinischer Sprache die Tötung der Juden als „Reinigung von Schmutz und Übel“ bejubelt.

Das Judentum auf dem Boden des heutigen Österreichs ist erstmals in der Römerzeit nachweisbar. Zu Beginn des 10. Jahrhunderts gab es mit der Raffelstettener Zollordnung die erste Urkunde, in der Juden in diesem Gebiet als Händler erwähnt werden. In Wien, im Burgenland und östlichen Niederösterreich erzählt eine jahrhundertelange Geschichte vom Bestehen jüdischer Gemeinden. Es gab in nahezu allen Kronländern Österreich-Ungarns größere jüdische Minderheiten, besonders in Galizien und der Bukowina. Nach der rechtlichen Gleichstellung der Juden sowie bedingt durch die Industrialisierung wanderten viele Juden aus den ländlicheren Gebieten in die Städte der Monarchie aus. Juden war Ende des 12. und Anfang des 13. Jahrhunderts der Aufstieg in hohe Stellungen nicht verwehrt. Die Wiener Gesera war die planmäßige Vernichtung der jüdischen Gemeinden im Herzogtum Österreich im Jahr 1421 auf Befehl Herzog Albrechts V. durch Zwangstaufe, Vertreibung und Hinrichtung durch Verbrennen. Wien ging als ארהה-דמים (hebräisch Ir ha-Damim), als „Stadt des Blutes“ in die jüdische Geschichtsschreibung ein.
Mit den Toleranzpatenten Josephs II. begann die Emanzipation auch für die traditionell ghettoisierten, damals etwa 1,5 Millionen Juden der Habsburger Monarchie. In der Märzrevolution 1848 engagierten sich Akademiker, darunter viele gebildete Juden, meist für den Liberalismus.
Nach dem „Anschluss“ Österreichs an das nationalsozialistische Deutsche Reich flohen rund zwei Drittel der österreichischen Juden vor der NS-Diktatur, etwa 65.000 wurden ermordet. Nur wenige überlebten den NS-Terror, noch weniger kehrten zurück. Nach 1945 wurden in den größten Städten kleine jüdische Gemeinden wiedergegründet. Heute leben vor allem durch Zuwanderung aus der ehemaligen Sowjetunion zwischen 8000 und 15.000 Juden in Österreich – heute wie damals überwiegend in Wien.
Die Anzahl der antisemitischen Vorfälle in Österreich steigt kontinuierlich, im Jahre 2015 wurden 465 Fälle gemeldet, 2016 477 Fälle und 2017 503 Fälle, wobei von einer höheren Dunkelziffer (nicht gemeldete Fälle) auszugehen ist. Die IKG Wien hat im Jahr 2019 550 judenfeindliche Vorfälle erfasst, rund vier Fünftel davon in der Hauptstadt Wien – ein Zuwachs von 9,5 Prozent.

## Juden in der Schweiz

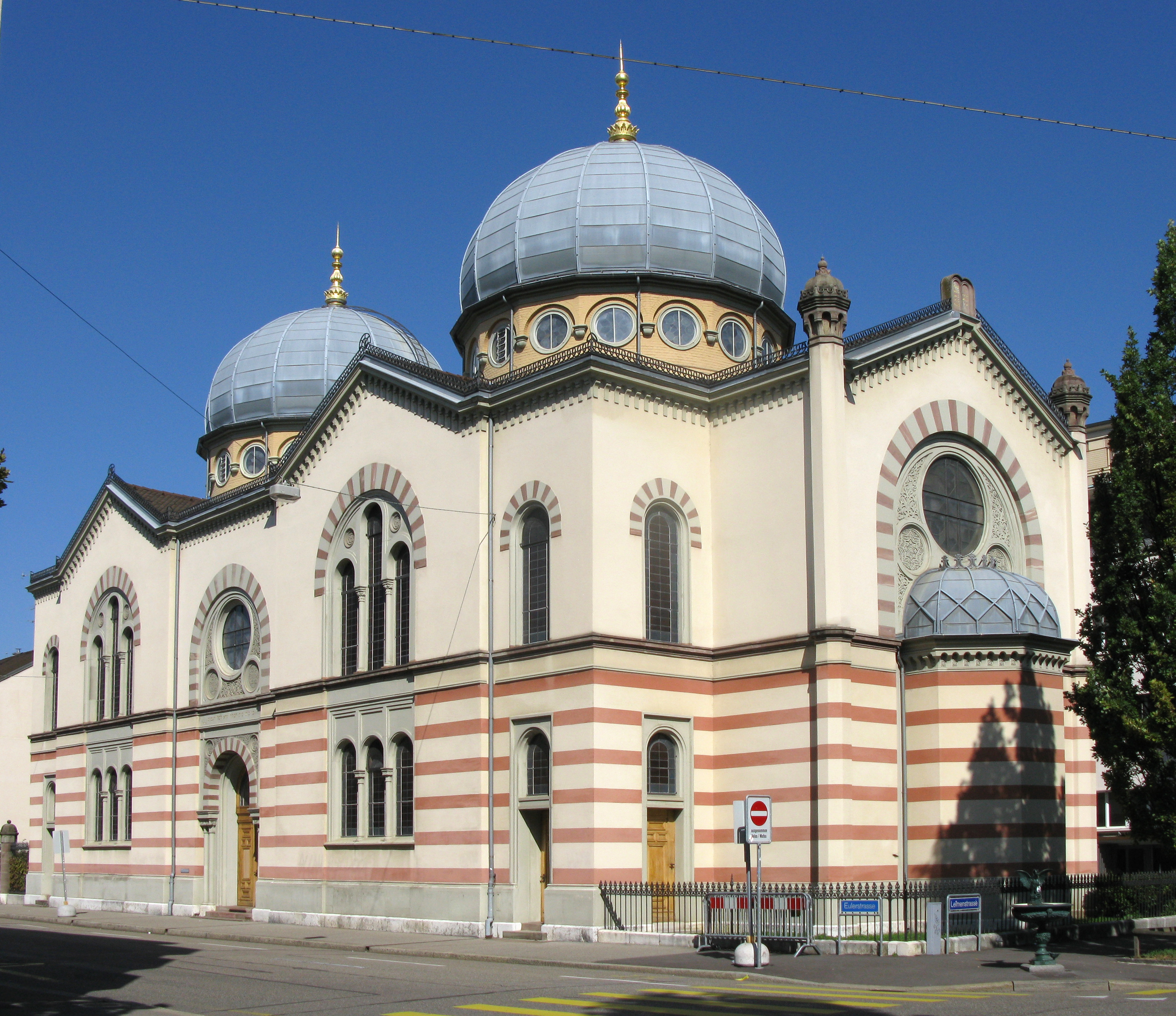
Basler Synagoge

Erste Juden kamen mit den Römern in das Gebiet der heutigen Schweiz. Im Jahre 1213 ist die Anwesenheit von Juden in Basel bezeugt, als der dortige Bischof die Rückgabe eines Pfandes anordnete, das er bei einem jüdischen Geldverleiher hinterlegt hatte. Im Laufe des 13. Jahrhunderts wurden zahlreiche jüdische Gemeinden gegründet; die bedeutendsten befanden sich in Bern, Zürich und Luzern. In dieser Zeit waren sie zunehmenden Verfolgungen, oft nach dem Muster der Ritualmordlegende, ausgesetzt. In der Alten Eidgenossenschaft lebten die Juden seit dem frühen 17. Jahrhundert in der Gemeinen Herrschaft Baden unter einem „teuren“ Sonderstatut, letztmals beschlossen von der Tagsatzung 1776. Der Wohnsitz der Juden war auf die beiden Dörfer Endingen und Lengnau beschränkt. Die Helvetik trieb zwar die Idee der Emanzipation voran, setzte sie aber nicht durch. Erst mit der Teilrevision der Bundesverfassung von 1866 wurde den Juden in der Schweiz die Niederlassungsfreiheit und die volle Ausübung der Bürgerrechte gewährt. Im Zweiten Weltkrieg nahm die Schweiz rund 51.000 Zivilflüchtlinge auf, wovon rund 20.000 Juden waren. Gleichzeitig wurden an den Schweizer Grenzen mindestens 30.000 Personen abgewiesen, darunter auch viele Juden. Für viele Tausende endete die Flucht bereits bei den diplomatischen Vertretungen der Schweiz im Ausland, als sie erfuhren, dass sie keinerlei Aussicht auf eine Einreisebewilligung hatten. Viele Flüchtlinge wurden gewaltsam des Landes verwiesen und zum Teil direkt ihren Verfolgern übergeben. In der Schweiz leben heute etwa 18.000 bis 20.000 Juden.
Die Schweiz führt keine offizielle Statistik zu antisemitisch motivierten Straftaten.

## Staat Israel

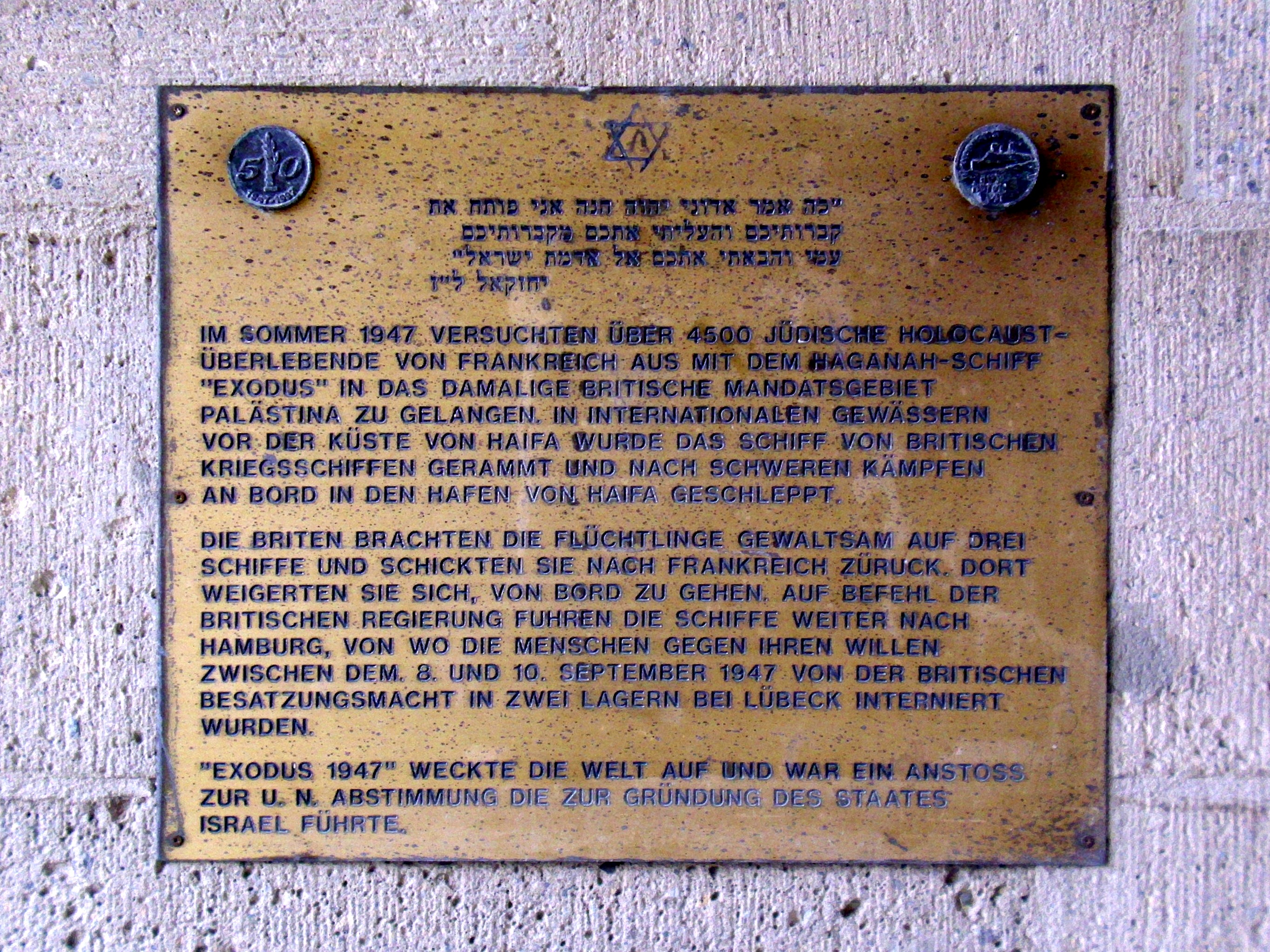
Gedenktafel zur Erinnerung an die Passagiere der Exodus auf der linken Seite des Durchganges zu Brücke 3 der St. Pauli-Landungsbrücken im Hamburger Hafen.

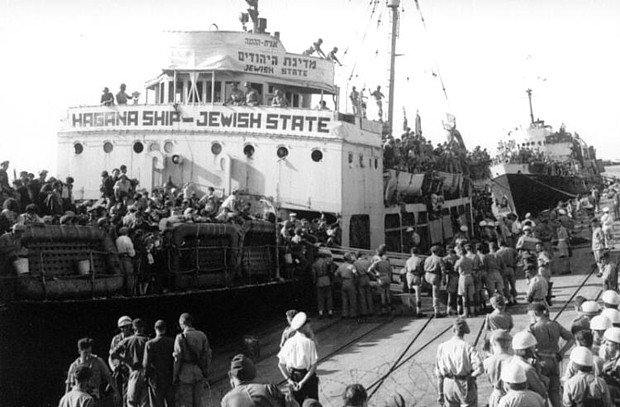
Schiff der Hagana namens Jewish State („Jüdischer Staat“) im Hafen von Haifa, 1947

Die Geschichte des Staates Israel begann nicht erst mit seiner Gründung im Jahr 1948. Ihr gingen Bemühungen von Vordenkern des Zionismus (insbesondere Theodor Herzls) über einen Zeitraum von mehr als 100 Jahren voraus, die eine Rückkehr von Juden nach Eretz Israel ermöglichen und später einen souveränen Nationalstaat mit eigenem Staatsgebiet für die Juden schaffen wollten. Die organisierte Einwanderung von russischen Juden begann um das Jahr 1880 mit der Chibbat-Zion-Bewegung, einer Vorläuferorganisation des Zionismus. In den nächsten Jahrzehnten, bis um das Jahr 1930, wanderten in den vier ersten Alijot Hunderttausende von Juden aus dem Zarenreich bzw. der Sowjetunion nach Palästina aus.
Am 24. Juli 1920 wurde das Völkerbundsmandat für Palästina (arabisch الانتداب البريطاني على فلسطين; hebräisch המנדט הבריטי מטעם חבר הלאומים על פלשתינה (א"י)) errichtet. Dieses Mandat des Völkerbundes war nach dem Zusammenbruch des Osmanischen Reiches nach dem Ersten Weltkrieg auf der Konferenz von Sanremo an Großbritannien übertragen worden und enthielt die Balfour-Deklaration vom 2. November 1917. Der UN-Teilungsplan für Palästina wurde am 29. November 1947 von der UN-Generalversammlung als Resolution 181 (II) angenommen. 33 Staaten stimmten für die Resolution, darunter die UdSSR, die USA und Frankreich. 13 stimmten dagegen, darunter die arabischen Mitgliedsstaaten Ägypten, Saudi-Arabien, Jordanien, Libanon, Irak und Syrien sowie Griechenland, Indien und die Türkei. 10 enthielten sich der Stimme, darunter Großbritannien und die Republik China. Die UN-Resolution sah die Beendigung des britischen Mandats vor und beabsichtigte, Palästina in einen Staat für Juden und einen für Araber aufzuteilen, wobei Jerusalem (einschließlich Bethlehem) als Corpus separatum unter internationale Kontrolle gestellt werden sollte. Unmittelbar nach der Resolution begann der Palästinakrieg, in Israel als Unabhängigkeitskrieg bezeichnet.

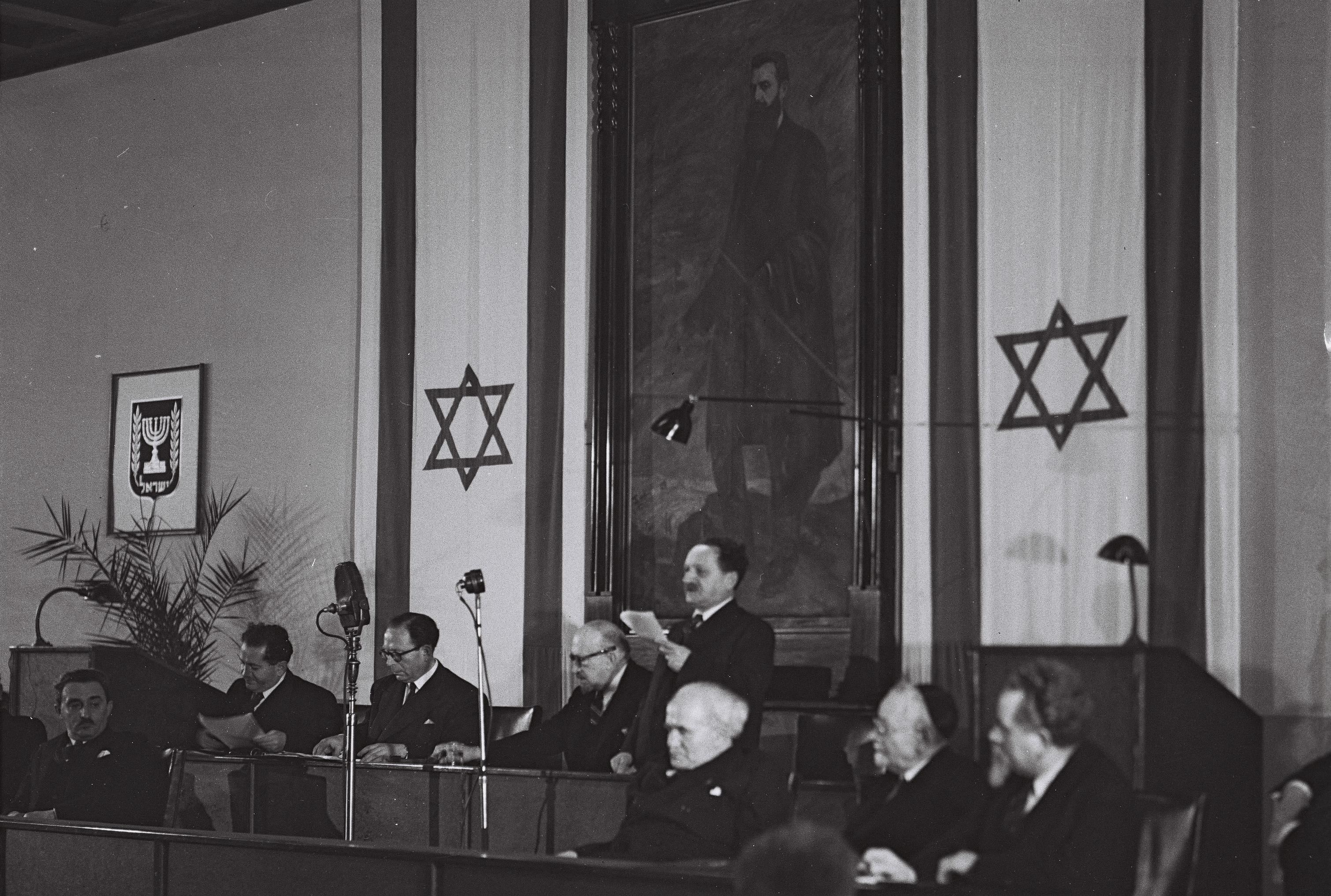
Der Parlamentspräsident Yosef Sprinzak spricht vor der Gründungsversammlung am 14. Februar 1949; im Bild unter ihm sitzt David Ben-Gurion, der am 25. Februar 1949 zum ersten Premierminister des Staats Israel ernannt wurde.

Am 14. Mai 1948 zogen sich die letzten britischen Streitkräfte aus Palästina zurück, und David Ben-Gurion verlas die israelische Unabhängigkeitserklärung. Es entstand die bis heute einzige repräsentative Demokratie mit einem parlamentarischen Regierungssystem im Nahen Osten. Die Knesset (hebräisch כנסת Versammlung) trat am 14. Februar 1949 zu ihrer ersten Sitzung zusammen. Sie ist ein Einkammerparlament, das in Givat Ram (Jerusalem) gelegen ist. Es besteht aus 120 Abgeordneten, die für eine Legislaturperiode von vier Jahren nach dem Verhältniswahlrecht bei einer Sperrklausel von 3,25 Prozent gewählt werden. Die Wahl zur 24. Knesset in Israel fand am 23. März 2021 statt.
Noch in der Gründungsnacht erklärten die sechs arabischen Mitgliedsstaaten, die gegen die UN-Resolution gestimmt haben, dem jungen Staat den Krieg. Allein in den ersten Jahren zwischen 1948 und 1952 kamen über 600.000 jüdische Immigranten nach Israel und verdoppelten die Gesamtbevölkerung. Zu den weiteren Kriegen in den Folgejahren im Nahostkonflikt gehören der Sinai-Krieg, der Sechstagekrieg, der Abnutzungskrieg mit Ägypten, der Jom-Kippur-Krieg, der Libanonkrieg 1982, der Zweite Golfkrieg und der Libanonkrieg 2006. Hinzu kamen die Erste Intifada und die Zweite Intifada.
Nach dem Amtsantritt von Michail Gorbatschow und der von ihm ins Leben gerufenen Perestroika wurden die Ausreisebestimmungen gelockert. 1989 begann die Masseneinwanderung von jüdischen Menschen aus der Sowjetunion. Insgesamt wanderten bis zum Jahr 2003 über eine Million Menschen aus Nachfolgestaaten der Sowjetunion nach Israel ein.

### Start-up-Nation

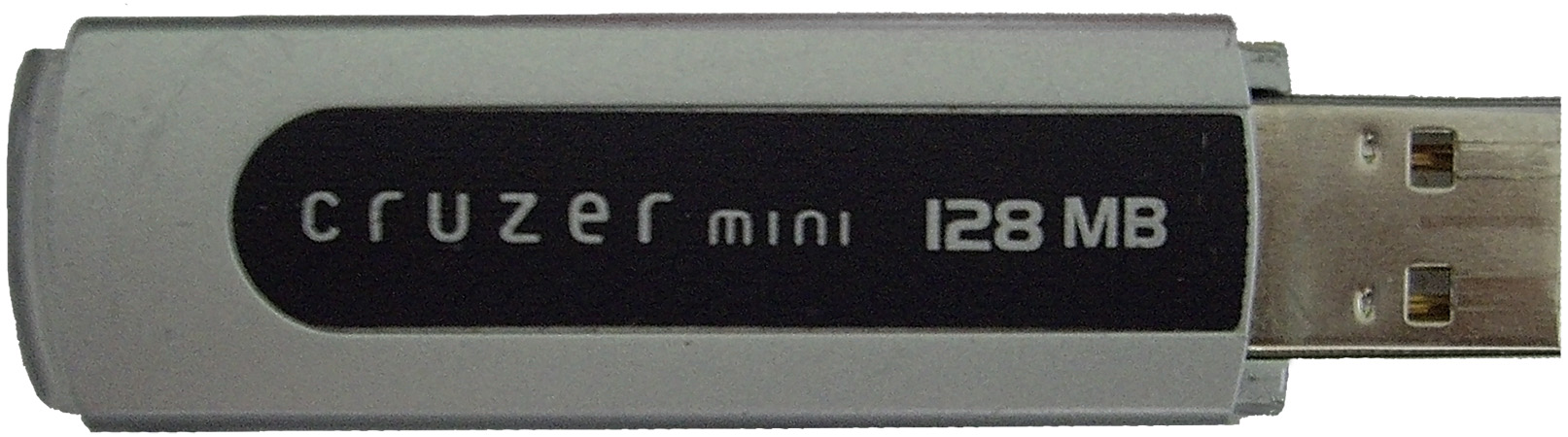
USB-Stick der Firma M-Systems die Ende 2006 für 1,6 Milliarden US-Dollar an SanDisk verkauft wurde.

Israel gilt durch die Vielzahl an Start-up-Unternehmen als „Start-up-Nation“. IT-Riesen wie Apple, Cisco Systems, Google, Intel, Microsoft und IBM unterhalten dort Forschungszentren. Lockheed Martin, IBM, die Deutsche Telekom und Oracle haben sich im Gav Yam Negev Advanced Technologies Park in Be’er Scheva angesiedelt. Es wurden der USB-Stick in Israel erfunden, die Tröpfchenbewässerung in der Landwirtschaft und die erfolgreichsten Intel-Prozessoren, um nur die bekanntesten Produkte zu nennen. Intel allein beschäftigt über 10.000 Mitarbeiter in Israel und will in den nächsten Jahren an seinen 5 israelischen Standorten weitere 10 Milliarden US-$ investieren. Das Bruttoinlandsprodukt beträgt 370 Milliarden US-$ (Stand 2018). Im Ranking der 20 mächtigsten Länder nach dem Best Countries Ranking 2019 belegt Israel Platz sieben – gleichauf mit Japan. Siehe auch Wirtschaft Israels.

### Faktische Atommacht
Es gilt als sicher, dass Israel spätestens seit 1967 über Atombomben verfügt, ferner über Neutronenbomben, Wasserstoffbomben, die sowohl landgestützt, als auch als Marschflugkörper von Kampfflugzeugen und U-Booten eingesetzt werden können. Nach US-Angaben hat Israel laut Colin Powell 200 und laut Jimmy Carter 300 Atomwaffen. Nach einem im Juni 2019 veröffentlichten Bericht des Stockholm International Peace Research Institute (SIPRI) verfügt Israel über rund 80 bis 90 Atomsprengköpfe, davon etwa 30 Gravitationsbomben (B 61-Bombe), die von Kampfjets abgeworfen werden können und ungefähr 50 Sprengköpfe die ballistisch vom Boden abgefeuert werden.

### Nahostkonflikt

Ein Plakat der Nahost-Friedensbewegung: Die israelische und die palästinensische Flagge, dazwischen das Wort „Frieden“, oben in arabischer (Salām) und unten in hebräischer Sprache (Schalom).

Als Lösung des Nahostkonflikts wird – neben einer Einstaatenlösung und einer Dreistaatenlösung – eine Zweistaatenlösung diskutiert, die „zwei Staaten für zwei Volksgruppen“ vorsieht. Dabei wird ein unabhängiger Staat Palästina neben dem Staat Israel westlich des Jordan angestrebt. Den Rahmen dieses Konfliktlösungsvorschlags bilden die UN-Resolutionen zur „friedlichen Lösung der Palästinafrage“ (englisch „Peaceful settlement of the question of Palestine“), die bis ins Jahr 1974 zurückreichen. Viele Anläufe zur Umsetzung einer Zweistaatenlösung wurden bisher erfolglos unternommen. Der Siedlungsbau ist umstritten: Während Israel die Siedlungen als legal betrachtet, bewertet die UN die Siedlungen gemäß der 4. Genfer Konvention als illegal. Schalom Achschaw (hebräisch שלום עכשיו, deutsch Frieden jetzt, englisch Peace Now) ist eine außerparlamentarische Friedensbewegung. Einer friedlichen Lösung steht aber auch die Nichtanerkennung des Existenzrechts Israels durch die arabischen Staaten sowie den Iran im Wege. Der Friedensvertrag zwischen Israel und Ägypten von 1979 und der Friedensvertrag zwischen Israel und Jordanien von 1994 können als erste konkrete Ergebnisse der Bemühungen um eine Normalisierung der Beziehungen zwischen Israel und den arabischen Staaten gesehen werden.
Eine Anerkennung des Existenzrechts Israels erfolgte im August 2020 durch die Bereitschaft der Vereinigten Arabischen Emirate (VAE), mit Israel diplomatische Beziehungen aufzunehmen und einen Friedensvertrag zwischen Israel und den Vereinigten Arabischen Emiraten abzuschließen, was bei den Palästinensern, dem Iran und der Türkei auf heftige Ablehnung stieß. Das Königreich Bahrain folgte dem Vorbild der VAE nach, ebenso Bahrain, Marokko und der Sudan. Eine Anerkennung des Existenzrechts Israels durch andere arabische Staaten blieb bislang jedoch aus.
Israel und Kosovo vereinbarten am 1. Februar 2021 die Aufnahme diplomatischer Beziehungen. Mit der Übereinkunft erkennt ein weiteres Land mit mehrheitlich muslimischer Bevölkerung Israel an. Kosovo ist auch das erste europäische Land, das seine Botschaft in Israels Hauptstadt Jerusalem eröffnen will. Bisher haben nur die USA und Guatemala ihre diplomatischen Vertretungen von Tel Aviv nach Jerusalem verlegt. Der außenpolitische Sprecher der Europäischen Union, Peter Stano, drohte jedoch, der Kosovo würde durch die Botschaftsentscheidung seine Perspektive auf eine EU-Mitgliedschaft verspielen, was jedoch den Kosovo nicht davon abhält. Auch Äquatorialguinea will seine Botschaft in Israel nach Jerusalem verlegen.
Der Israel-Gaza-Konflikt 2021 begann am 10. Mai 2021, nachdem die Hamas Israel ein Ultimatum gesetzt hatte, den am 7. Mai 2021 begonnenen Polizeieinsatz zu beenden und alle Polizisten vom Tempelberg und aus dem Stadtviertel Scheich Dscharrah abzuziehen. Nach Verstreichen des Ultimatums begann ein Beschuss Israels durch die Hamas und den Islamischen Dschihad, die bis zum 20. Mai nach Angaben des israelischen Militärs 4070 Raketen abfeuerten. Das israelische Abfangsystem Iron Dome konnte etwa 90 Prozent der Raketen abfangen. Gleichzeitig begann die israelische Armee mit der Operation Guardian of the Walls Angriffe auf militärische Ziele im Gazastreifen.
Die Hamas überrascht Israel am 7. Oktober 2023 mit einem Terrorangriff aus dem von ihr beherrschten Gebiet des Gazastreifens heraus, bei dem in Israel über 1.200 Personen, mehrheitlich israelische Zivilisten, ermordet und weitere 239 Personen entführt wurden. Der Begriff 7. Oktober steht seither auch stellvertretend für den Terrorangriff. Es folgte seitdem  Krieg in Israel und Gaza. Am 15. Januar 2025 wurde ein Waffenstillstandsabkommen zwischen Israel und der Hamas geschlossen, mit teilweise Freilassungen einiger weniger Geiseln. Im Gegenzug wurden palästinensische Verurteilte aus israelischen Gefängnissen freigelassen.

## Verlinkte Zeittafel
- Oberste zwei Reihen: Jüdischer Kalender
- Unterste Reihe (CE): Gregorianischer Kalender (2020/2021 entspricht 5781)

## Liste von Artikeln zur Geschichte der Juden
| Nach Themen / Listen |
| --- |
| Geschichte der Juden in der Spätantike Geschichte der Juden im Mittelalter Geschichte der Juden in der Neuzeit - 686 Jüdische Gemeinden (Stand: 2/2025) - Schtadlan - Jüdische Organisationen - Alijot - Alija Bet - Bricha - Hachschara - Hechaluz - Mossad le Alija Bet - Antike Judenfeindschaft - Antijudaismus - Über die Ursprünglichkeit des Judentums - Antijudaismus im Neuen Testament - Gottesmord - Nostra aetate - Karfreitagsfürbitte für die Juden - Cum nimis absurdum - Editto sopra gli Ebrei - Geldjude - Hebraeorum gens - Judenmission - Judenrichter - Judensau - Schwedische Israelmission in Wien - Martin Luther und die Juden - Weltjudentum - Würfelzoll - Antisemitismus - Jüdischer Parasit - Judenstrafe - Hostienfrevel - Pulkauer Verfolgungen - Ritualmordlegende - Beilis-Affäre - Konitzer Mordaffäre - William von Norwich - Anderl von Rinn - Werner von Oberwesel - Simon von Trient - Hugh of Lincoln - Rhodienser Ritualmordlegende - Ritualmordvorwurf von Skurcz - Affäre von Tiszaeszlár - Damaskusaffäre - Xantener Ritualmordvorwurf - Judenverfolgungen zur Zeit des Ersten Kreuzzugs - Gezerot Tatnu - Chasside Aschkenas - Judenverfolgungen zur Zeit des Schwarzen Todes - Brunnenvergiftung - Schändung jüdischer Friedhöfe - Geschichte des Antisemitismus bis 1945 - Antisemitenliga - Antisemitenpetition - Interpellation Hänel - Arierparagraph - Armleder-Pogrome - Berliner Bewegung - Neujahrskrawalle in Berlin - Richard Wagner: Das Judenthum in der Musik - Goldene Internationale - Hep-Hep-Krawalle - Konzentrationslager - Institut zur Erforschung und Beseitigung des jüdischen Einflusses auf das deutsche kirchliche Leben - Mahnmal zum „Entjudungsinstitut“ - Institut zur Erforschung der Judenfrage - Institut zum Studium der Judenfrage - Israelitische Lehrerbildungsanstalt - Judenboykott - Radau-Antisemitismus - Judenfrei - Judenpogrom - Judeneid - Judenfrage - Jüdischer Parasit - Judenverfolgung im Deutschen Reich (1933–1945) - Verstummte Stimmen - Protokolle der Weisen von Zion - Berner Prozess - Jüdischer Bolschewismus - Untergetauchte Juden während des Nationalsozialismus - Jüdische Altenheime im Nationalsozialismus - Kantorowicz-Affäre - Berliner Antisemitismusstreit - Notabeln-Erklärung - Deutsches Exil in der Zeit des Nationalsozialismus - Madagaskarplan - Nationalsozialistische Rassenhygiene - Rassenhygienische Forschungsstelle - Synagogenbrand von Neustettin - Zahnmedizin im Nationalsozialismus - Geschichte des Antisemitismus seit 1945 - Holocaustleugnung - Leuchter-Report - Rudolf-Gutachten - Elsässer-Ditfurth-Prozess - Antisemitismus im Fußball - Stuttgarter Erklärung (1933) - Dieudonné M’bala M’bala - 3-D-Test für Antisemitismus - Recherche- und Informationsstelle Antisemitismus - International Holocaust Remembrance Alliance - Attentat in der Tree-of-Life-Synagoge in Pittsburgh 2018 - Anschlag in Halle (Saale) 2019 - Literarischer Antisemitismus - Schriftleitergesetz - Antizionismus - Operation Oasis - Hamas - Boycott, Divestment and Sanctions - Boykott Israels durch die Arabische Liga - Kanaanismus - Arisierung - Arisierung in Dänemark - Arisierung in Italien - Arisierung in Luxemburg - Börneplatzkonflikt - Hofjude - Holocaust - Kategorie:Holocaust - Endlösung der Judenfrage - Halbjude - Jüdischer Mischling - Jüdisch versippt - Nakam - Wannseekonferenz - Yad Vashem - Gerechter unter den Völkern - Zeitgenössische Kenntnis vom Holocaust - Holocaust-Theologie - Israelische Kultur - JHWH - Juden - Abayudaya - Anusim - Aschkenasim - Falaschen - Hasidäer - Judaisierer - Kaifeng Juden - Kryptojuden - Lemba - Mizrachim - Nasiräer - Peruschim - Radhaniten - Saboräer - Sadduzäer - Samaritaner - Satmar - Sephardim - Sikarier - Subbotniki - Judenprivileg - Judenordnung - Judenregal - Judenretter - Judenschutz - Jüdische Diaspora - Jüdischer Krieg - Bar-Kochba-Aufstand - Diasporaaufstand - Haskala - Demografie der Juden weltweit - Jüdischer Autonomismus - Folkspartei - Sabbatianismus - Jüdische Emanzipation - Toleranzpatent von 1782 - Consistoire central israélite 1808 - Badisches Judenedikt von 1809 - Preußisches Judenedikt von 1812 - Bayerisches Judenedikt von 1813 - Erziehungsgesetz von 1828 - Judentum - Die Rolle der Frau im Judentum - Charedisches Judentum - Chassidismus - Essener - Hemerobaptisten - Hasidäer - Jiddischismus - Konservatives Judentum - Rekonstruktionismus - Liberales Judentum - Säkulares Judentum - Bundisten - Allgemeiner Jüdischer Arbeiterbund - Humanistisches Judentum - Jüdische Emanzipation - Landjudenschaft - Pharisäer - Rabbinisches Judentum - Tikun Olam - Sadduzäer - Samaritaner - Sicut Judaeis - Zeloten - Kirchen und Judentum nach 1945 - Nostra aetate - Medizin in der jüdischen Kultur - Nachon-Museum der Judenheit Italiens - Jüdische Musik - Lexikon der Juden in der Musik - Jüdische Speisegesetze - Philosemitismus - Jüdische Sportvereine - Weltjudentum - Wiedergabe des Nahostkonflikts in den Medien - Zionismus - Richtungen des Zionismus - Religiöser Zionismus - Zionistische Weltorganisation - Zionist Organization of America - Palästinaamt - Jewish Agency for Israel - Hechaluz - Habonim Dror - Hashomer Hatzair Listen - Liste von Terroranschlägen in Israel - Liste von Terroranschlägen in Palästina - Liste von Anschlägen auf Juden im deutschsprachigen Raum nach 1945 - Liste biblischer Bücher - Liste biblischer Propheten - Liste der Könige Israels - Listen jüdischer Friedhöfe - Liste von Abkürzungen auf jüdischen Grabsteinen - Liste der Gedenkstätten für die Opfer des Nationalsozialismus - Listen der Gerechten unter den Völkern gruppiert nach Ländern - Liste der Ghettos in der Zeit des Nationalsozialismus - Liste von Holocaustleugnern - Liste israelischer Spezialeinheiten - Liste israelischer Komponisten klassischer Musik - Liste der Judengassen - Liste jüdischer Feste - Liste der Kibbuzim - Listen der Knesset-Abgeordneten - Liste NS-verfolgter Komponisten - Liste der Konzentrationslager des Deutschen Reichs - Liste der Moschavim - Liste jüdischer Museen - Liste jüdischer Bibliotheken - Liste der Großrabbiner von Luxemburg - Liste der Rabbiner der jüdischen Gemeinde Worms - Liste rabbinischer Akronyme - Liste antijüdischer Rechtsvorschriften im Deutschen Reich 1933–1945 - Liste jüdischer Viertel - Liste von „Schindlerjuden“ - Liste neuhebräischer Schriftsteller - Liste der ehemaligen jüdischen Schulen in Ostfriesland - Liste sephardischer Synagogen - Liste der Orte mit Stolpersteinen - Liste der Listen von Synagogen - Liste der Bauten auf dem Tempelberg - Liste der Synagogenbezirke in Preußen - Liste der im Deutschen Reich von 1933 bis 1945 zerstörten Synagogen - Liste von Abkürzungen zum Judentum in der Ukraine |

| International |
| --- |
| - Agudath Israel Weltorganisation - Agudas Chassidei Chabad - Geschichte der arabischen Juden - Vertreibung von Juden aus arabischen und islamischen Ländern - Dhimma - al-Gharqad - Justice for Jews from Arab Countries - Geschichte der Juden in Ägypten - Jüdische Gemeinde Alexandria - Pogrome von Kairo - Geschichte der Juden in Äthiopien - Kemant - Operation Brüder - Operation Moses - Operation Joshua - Operation Salomon - Operation Taubenflügel - Geschichte der Juden in Afghanistan - Geschichte der Juden in Afrika - Abayudaya - Schwarze Hebräer - Geschichte der Juden in al-Andalus - Judenstrafe - Massaker von Granada - Geschichte der Juden in Albanien - Geschichte der Juden in Argentinien - Zwi Migdal - Geschichte der Juden in Armenien - Direktive 11 - Geschichte der Juden auf Barbados - Geschichte der Juden in Bahrain - Pogrom von Manama - Geschichte der Juden in Belgien - Geschichte der Juden in Brasilien - Brasil-Aktion - Zwi Migdal - Geschichte der Juden in Bosnien und Herzegowina - Geschichte der Juden in Bulgarien - Rettung der bulgarischen Juden - Flüchtlingstransporter aus der Bukowina und Bessarabien - Geschichte der Juden in China - Bagdad-Juden - Shanghailänder - Shanghaier Ghetto - Kaifeng Juden - Geschichte der Juden in Dänemark - Arisierung in Dänemark - Rettung der dänischen Juden - Geschichte der Juden von Dschibuti - Geschichte der Juden in England - Jüdische Brigade - Jüdische Legion - Geschichte der Juden in El Salvador - José Arturo Castellanos Contreras - Geschichte der Juden in Estland - Ermordung der Juden in Kalevi-Liiva - Geschichte der Juden in Finnland - Geschichte der Juden in Frankreich - Disputation von Paris - Judenpogrom in Straßburg 1349 - Consistoire central israélite - Deportation von Juden aus Frankreich - Sammellager Drancy - Judentum in Frankreich - Armée Juive - Geiselnahme an der Porte de Vincennes - Affäre Finaly - Rafle du Vélodrome d’Hiver - Geschichte der Juden in Lothringen - Jüdische Gemeinden in Lothringen - Gerücht von Orléans - Geschichte der Juden in Reims - Le Chambon-sur-Lignon - Geschichte der Juden im Elsass - Geschichte der Juden in Georgien - Geschichte der Juden in Griechenland - Rhodienser Ritualmordlegende - Holocaust in Griechenland - Jüdische Gemeinde Thessaloniki - Geschichte der Juden in Indien - Beni Israel - Geschichte der Juden in Kochi - Cochin-Juden - Baghdadi-Juden - Bene Ephraim - Bnei Menashe - Geschichte der Juden in Indonesien - Geschichte der Juden im Irak - Irakisch-israelische Beziehungen - Farhud - Geschichte der Juden im Iran - Holocaustleugnungskonferenz in Teheran 2006 - Internationaler Holocaust-Karikaturen- Wettbewerb - Zahras blaue Augen - Geschichte des Staates Israel - Balfour-Deklaration - Völkerbundsmandat für Palästina - UN-Teilungsplan für Palästina - Israel - Verwaltungsgliederung Israels - Ministerium für Dienstleistungen zur Religionsausübung - Kibbuzbewegung - Knesset - Politisches System Israels - Existenzrecht Israels - Israelische Atomwaffen - Islamische Bewegung in Israel - Wirtschaft Israels - Start-up-Nation Israel - Massaker von Hebron (1929) - Massaker von Ofakim - Massaker von Alumim - Bricha - Operation Dani - Operation Agatha - Irgun - Massaker von Deir Yasin - Hagana - Palmach - Lechi - Jewish Agency - HaSchomer - Israelische Verteidigungsstreitkräfte - Gadna - Jehidat Egoz - Mista’aravim - Jechidat Duvdevan - Jechidat Schimschon - JAMAS - Lahav 433 - JAMAM - JAMAG - MATILAN - Palyam - Refaim - Israelische Unabhängigkeitserklärung - Arabisch-israelische Kriege - Unruhen von Jaffa - Massaker von Kissufim - Maʿalot-Massaker - Massaker von Cholit - Chronologie des israelisch- palästinensischen Konflikts - Lawon-Affäre - Sechstagekrieg - Schlacht von Karame - Jom-Kippur-Krieg - Friedensvertrag zwischen Israel und Ägypten - Libanonkrieg 1982 - Erste Intifada - Friedensprozess im Nahen Osten - Oslo-Friedensprozess - Zweiter Golfkrieg - Resolution 672 des UN-Sicherheitsrates - Zweite Intifada - Abkoppelungsplan - Libanonkrieg 2006 - Operation Gegossenes Blei - Proteste in Israel 2011/2012 - Public Committee Against Torture in Israel - Boycott, Divestment and Sanctions - Boykott Israels durch die Arabische Liga - Friedensvertrag zwischen Israel und den Vereinigten Arabischen Emiraten - Friedensvertrag zwischen Israel und Bahrain - Israel-Gaza-Konflikt 2021 - Geschichte des Volkes Israel - Urgeschichte Palästinas - Biblische Archäologie - Historische Exodus-Forschung - Zwölf Stämme Israels - Auszug aus Ägypten - Landnahme der Israeliten - Davidisch-salomonisches Großreich - Südreich Juda - Nordreich Israel - Eroberung von Jerusalem (587/586 v. Chr.) - Corpus Inscriptionum Iudaeae/ Palaestinae - Jüdischer Krieg - Massaker bei Beth Horon - Diasporaaufstand - Bar-Kochba-Aufstand - Davidisch-salomonisches Großreich - Geschichte der Juden in Italien - Italienisches Judentum während des Faschismus (1922–1945) - Arisierung in Italien - Italienische Rassengesetze - Generalinspektorat für die Rasse - DELASEM - DemoRazza - Ente Gestione e Liquidazione Immobiliare - Judenstrafe - Geschichte der Juden in Rom - Römisches Ghetto - Morbus K - Römische Inquisition - Ghetto (Venedig) - Trienter Ritualmordprozess - Massaker vom Lago Maggiore - Giudecca von Catania - Geschichte der Juden in Japan - Japanisch-jüdische Theorie der gemeinsamen Abstammung - Fugu-Plan - Shanghaier Ghetto - Makuya - Geschichte der Juden im Jemen - Exil von Mawza - Pogrom von Aden - Operation Magic Carpet - Geschichte der Juden in Kanada - Canadian Jewish Congress - Geschichte der Juden in Kirgisistan - Geschichte der Juden auf der Krim - Simferopol-Massaker - Geschichte der Juden in Kroatien - Jüdische Gemeinde Dubrovnik - Jüdische Gemeinde Rijeka - Jüdische Gemeinde Zagreb - Geschichte der Juden in Kuba - Irrfahrt der St. Louis - Geschichte der Juden in Kurdistan - Geschichte der Juden in Lettland - Massaker in Liepāja - Geschichte der Juden im Libanon - Geschichte der Juden in Libyen - Pogrom von Tripolis - KZ Giado - Geschichte der Juden in Liechtenstein - Geschichte der Juden in Litauen - Geschichte der Juden in Jonava - Fareinikte Partisaner Organisatzije - Holocaust in Litauen - Kaunas – IX fortas - Massaker von Ponary - Geschichte der Juden in Luxemburg - Arisierung in Luxemburg - Deportation von Juden aus Luxemburg - Denkmal zur Erinnerung an die Opfer der Schoah - Geschichte der Juden in Malta - Geschichte der Juden in Marokko - Pogrome von Oujda und Jerada - Mellah - Geschichte der Juden in Mauritius - Geschichte der Juden in Mittel- und Osteuropa - Schtetl - Koscherfleischsteuer - YIVO Encyclopedia of Jews in Eastern Europe - Geschichte der Juden in Moldawien - Geschichte der Juden in Namibia - Geschichte der Juden in den Niederlanden - Holocaust in den Niederlanden - Geschichte der Juden in Amsterdam - Kolonne Henneicke - Jodenbuurt - Hollandsche Schouwburg - Zentralstelle für jüdische Auswanderung in Amsterdam - Durchgangslager Westerbork - Nieuwlande - Geschichte der Juden in Nordmazedonien - Geschichte der Juden in Norwegen - Geschichte der Juden in Österreich - Österreichisch-Israelitische Union - Koordinierungsausschuss für christlich-jüdische Zusammenarbeit - Zentralstelle für jüdische Auswanderung in Wien - Aktion Gildemeester - Geschichte der Juden in Hohenems - Geschichte der Juden in Krems - Geschichte der Juden in Salzburg - Geschichte der Juden in Wien - Misrachi-Haus - Geschichte der Juden in der Wiener Leopoldstadt - Vertreibung der Wiener Juden 1670 - Kladovo-Transport - Prominententransport - Reibpartie - Wiener Sephardim - Vugesta - Geschichte der Juden in Linz - Geschichte der Juden in Wiener Neustadt - Wiener Gesera - Sektion Donauland - Anderl von Rinn - Massaker von Deutsch Schützen - Massaker von Rechnitz - Mühlviertler Hasenjagd - Bad Ischler Milchprozess - Pulkauer Verfolgungen - Geschichte der Juden in Palästina - NILI - Jischuv - Chronologie des israelisch- palästinensischen Konflikts - Geschichte der palästinensischen Autonomiegebiete - Geschichte der arabischen Bevölkerung in Palästina - Unruhen von Jaffa - Nabi-Musa-Unruhen - Gefängnis Akkon - Ausschreitungen in Palästina 1929 - Arabischer Aufstand in Palästina 1936–1939 - Palästinakrieg - Schlacht von Mischmar haEmek - Schlachten von Latrun - Einwanderungszertifikat - Geschichte der Juden auf den Philippinen - Geschichte der Juden in Polen - Statut von Kalisch - Statut von Wiślica - Wa’ad Arba’ Aratzot - Einwanderung der dreihundert Rabbiner - Aktion Reinhardt - Große Aktion - Polenaktion - Nisko-Plan - Polnische Polizei im Generalgouvernement - Bielski-Partisanen - Geschichte der Juden in Allenstein - Geschichte der Juden in Annopol - Geschichte der Juden in Berdytschiw - Ghetto Bialystok - Geschichte der Juden in Bobowa - Geschichte der Juden in Breslau - Judenlager Tormersdorf - Pogrom von Brest (1937) - Geschichte der Juden in Brzeg - Geschichte der Juden in Chmielnik - Judenpogrome im besetzen Polen im Sommer 1941 - Massaker von Józefów - Massaker von Jedwabne - Pogrom von Kielce - Massaker von Tykocin - Pogrom von Wąsosz - Geschichte der Juden in Gliwice - Geschichte der Juden in Krakau - Pogrom von Krakau - Oskar Schindler - Geschichte der Juden in Lipno - Geschichte der Juden in Lublin - Jüdisches Viertel - Ghetto Lublin - Nisko-Plan - Parczew-Partisanen - Judenverfolgung in Przemyśl - Massaker von Przemyśl - Aufstand von Sobibór - Aufstand von Treblinka - Aufstand im Warschauer Ghetto - Jüdische Kampforganisation - Jüdischer Militärverband - Massenhinrichtungen in den Ruinen des Warschauer Ghettos 1943–1944 - Zentralkomitee der Juden in Polen - Geschichte der Juden in Portugal - Massaker von Lissabon 1506 - Portugiesische Inquisition - Rede de Judiarias - Geschichte der Juden in Rumänien - Fusgeyer - Judentum in Timișoara - Todeszug von Iași - Curăţirea terenului - Geschichte der Juden in Russland - Jüdische Autonome Oblast - Geschichte der Bergjuden - Bucharische Juden - Tschala - Ärzteverschwörung - Wurzelloser Kosmopolit - Ansiedlungsrayon - Maigesetze - Föderation Jüdischer Gemeinden Russlands - Massaker von Katyn - Massaker von Palmnicken - Pogrome von Chișinău - Pogrom von Kischinjow - Smijowskaja Balka - Sovetish heymland - Geschichte der Juden von São Tomé - Geschichte der Juden in Saudi-Arabien - Vernichtung der Banu Quraiza - Geschichte der Juden in Schweden - Internat Kristinehov - Rettungsaktion der Weißen Busse - Geschichte der Juden in der Schweiz - Schweizerischer Israelitischer Gemeindebund - Geschichte der Juden in Basel - Israelitische Gemeinde Basel - Geschichte der Juden in Bern - Jüdische Gemeinde Bern - Berner Prozess - Geschichte der Juden in Genf - Geschichte der Juden in Zürich - Or Chadasch (Zürich) - Verfahren um jüdische Vermögen bei Schweizer Banken - Geschichte der Juden in Serbien - Massaker von Novi Sad - Geschichte der Juden in der Slowakei - Judenkodex - Geschichte der Juden in Trnava - Pogrom von Topoľčany - Geschichte der Juden in Slowenien - Geschichte der Juden in Spanien - Massaker von Granada - Spanische Inquisition - Limpieza de sangre - Marranen - Converso - Xueta - Alhambra-Edikt - Jüdische Gemeinde Girona - Jüdisches Viertel von Inca (Mallorca) - Judería - Goldenes Zeitalter in al-Andalus - Geschichte der Juden im Sudan - Geschichte der Juden in Südafrika - Geschichte der Juden in Suriname Jodensavanne - Geschichte der Juden in Syrien - Jüdisches Viertel von Damaskus - Damaskusaffäre - Pogrom von Aleppo - Angriff auf die Menarscha-Synagoge - Geschichte der Juden in Tschechien - Geschichte der Juden in Bílina - Geschichte der Juden in Hluboká nad Vltavou - Geschichte der Juden in Kolín - Geschichte der Juden in Kolinec - Geschichte der Juden in Myslkovice - Geschichte der Juden in Náchod - Geschichte der Juden in Poběžovice - Geschichte der Juden in Prag - Zentralstelle für jüdische Auswanderung in Prag - Auswanderungsfonds für Böhmen und Mähren - Geschichte der Juden in Rakovník - Jüdisches Viertel Rakovník - Geschichte der Juden in Sušice - Jüdisches Viertel Sušice - Geschichte der Juden in Tábor - Jüdisches Viertel Třebíč - Geschichte der Juden in Ústí nad Labem (Aussig) - Geschichte der Juden in der Türkei - Türkische Juden - Antisemitismus in der Türkei - Exil in der Türkei 1933–1945 - Hahambaşı - Dönme - Izmirim - Karakaşlar - Yakubiler - Chasaren - Karäer - Krimtschaken - Damaskusaffäre - Pogrom von Istanbul - Elza-Niyego-Krawalle - Thrakien-Pogrom 1934 - Geschichte der Juden in Uganda - Britisches Uganda-Programm - Abayudaya - Geschichte der Juden in der Ukraine - Liste von Abkürzungen zum Judentum in der Ukraine - Geschichte der Juden in Bereschany - Geschichte der Juden in Brody - Ghetto Brody - Geschichte der Juden in Czernowitz - Geschichte der Juden in Kiew - Massaker von Babyn Jar - Sonderaktion 1005 - Massaker von Kamenez-Podolsk - Geschichte der Krimtschaken - Geschichte der Juden in Lemberg - Massenmorde in Lemberg im Sommer 1941 - Geschichte der Juden in Mukatschewo - Geschichte der Juden in Odessa - Massaker von Odessa - Massaker von Simferopol - Blutsonntag von Stanislau - Massaker von Uman - Massaker in Wolhynien und Ostgalizien - Geschichte der Juden in Ungarn - Geschichte der Juden in Budapest - Budapester Ghettos - Affäre von Tiszaeszlár - Die Ermordung der ungarischen Juden - Pfeilkreuzler - Schuhe am Donauufer - Jüdische Gemeinde Kisvárda - Geschichte der Juden in Usbekistan - Geschichte der Juden in den Vereinigten Staaten - Juden in den Vereinigten Staaten - Jewish Labor Committee - Kosher Nostra - Der internationale Jude - YIVO - Jüdische Schauspielervereinigung (New York City) - American Jewish Congress - Humanistisches Judentum - Attentat auf Mitarbeiter der israelischen Botschaft in Washington, D.C. |

| Deutschland |
| --- |
| Geschichte der Juden in Deutschland - Judentum im Deutschen Reich - Deutsch-Israelitischer Gemeindebund - Kommission für die Geschichte der Juden in Hessen - Geschichte der Juden in der DDR - Verband der Jüdischen Gemeinden in der DDR - Vereinigung für das Liberale Judentum in Deutschland - Geschichte der Juden im Ersten Weltkrieg - Reichsbund jüdischer Frontsoldaten - Reichsvertretung der Deutschen Juden - Judenverfolgung im Deutschen Reich - Juden in der AfD - Schoah - Ha’avara-Abkommen - Konferenz von Évian - Novemberpogrome 1938 - Polizeiverordnung über das Auf- treten der Juden in der Öffentlichkeit - Aktion 3 - Reichsvereinigung der Juden in Deutschland - Heimeinkaufsvertrag - Reichsfluchtsteuer - Deportation von Juden aus Deutschland - Kindertransporte - Millisle Farm - Whittingehame Farm School - Polenaktion - Wagner-Bürckel-Aktion - Polenausweisungen - Arisierung - Zentralrat der Juden in Deutschland - Union progressiver Juden in Deutschland Städte - Geschichte der Juden in Ahrweiler - Geschichte der Juden in Altenstadt (Iller) - Judensiedlung in Altenstadt - Geschichte der Juden in Aschersleben - Geschichte der Juden in Aufseß - Geschichte der Juden in Augsburg - Geschichte der Juden in Aurich - Geschichte der Juden in Aschaffenburg - Jüdisches Kriegerdenkmal (Aschaffenburg) - Geschichte der Juden in Bad Kissingen - Jüdisches Kriegerdenkmal (Bad Kissingen) - Louis-Stern-Affäre - Geschichte der Juden in Bad Münder - Geschichte der Juden in Bad Wimpfen - Geschichte der Juden in Bayreuth - Geschichte der Juden in Berlin - Jüdische Reformgemeinde zu Berlin - Antisemitenliga - Berliner Hostienschänderprozess - Berliner Dichterclub - Neujahrskrawalle in Berlin - Jüdische Arbeiterkolonie Weißensee - Helldorff-Spende - Central-Verein deutscher Staatsbürger jüdischen Glaubens - Fabrikaktion - Chug Chaluzi - Rosenstraßen-Protest - Recherche- und Informationsstelle Antisemitismus - Kantorowicz-Affäre - Kurfürstendamm-Krawall von 1931 - Kurfürstendamm-Krawall von 1935 - Israelitische Synagogen-Gemeinde Adass Jisroel zu Berlin - Geschichte der Juden in Bielefeld - Geschichte der Juden in Bochum - Geschichte der Juden in Bovenden - Geschichte der Juden in Brandenburg - Geschichte der Juden in Braunschweig - Warenhaussturm - Judenhäuser in Braunschweig - Geschichte der Juden im Lande Bremen - Geschichte der Juden in Brilon - Geschichte der Juden in Bruchsal - Geschichte der Juden in Bunde - Geschichte der Juden in Burghaun - Geschichte der Juden in Butzweiler - Geschichte der Juden in Bützow - Geschichte der Juden in Cham - Geschichte der Juden in Coburg - Geschichte der Juden in Danzig - Geschichte der Juden in Deggendorf - Deggendorfer Gnad - Geschichte der Juden in Deidesheim - Geschichte der Juden in Diersburg - Geschichte der Juden in Dornum - Geschichte der Juden in Dortmund - Geschichte der Juden in Dresden - Judenlager Hellerberg - Geschichte der Juden in Durbach - Geschichte der Juden in Düsseldorf - Geschichte der Juden in Edesheim - Geschichte der Juden in Eisenach - Institut zur Erforschung und Beseitigung des jüdischen Einflusses auf das deutsche kirchliche Leben - Mahnmal zum „Entjudungsinstitut“ - Geschichte der Juden in Emden - Geschichte der Juden in Ermsleben - Geschichte der Juden in Esens - Geschichte der Juden in Erfurt - Erfurter Judeneid - Jüdisch-Mittelalterliches Erbe in Erfurt - Geschichte der Juden in Falkenstein - Geschichte der Juden in Fellheim - Geschichte der Juden in Floß - Geschichte der Juden in Frankfurt am Main - Pogrom von 1241 in Frankfurt am Main - Frankfurter Judengasse - Börneplatzkonflikt - Fettmilch-Aufstand - Frankfurter Rabbinerverschwörung - Kulp-Kannsche Wirren - Geschichte der Juden in Frankfurt (Oder) - Geschichte der Juden in Freiburg im Breisgau - Rabbiner in Freudental - Jüdische Schule Freudental - Mikwe in Freudental - Judenschlössle+1 - Geschichte der Juden in Fürth - Flucht und Deportation von Juden aus Fürth - Geschichte der Juden in Fulda - Geschichte der Juden in Gehrden - Geschichte der Juden in Gelsenkirchen - Geschichte der Juden in Göcklingen - Geschichte der Juden in Gommersheim - Geschichte der Juden in Günzburg - Geschichte der Juden in Hagen - Geschichte der Juden in Halle - Geschichte der Juden in Hamburg - Jüdische Gemeinde Hamburg - Hamburger Gedenkstätten für die Opfer des Nationalsozialismus - Geschichte der Juden in Hameln - Geschichte der Juden in Hanau - Geschichte der Juden in Hann. Münden - Geschichte der Juden in Hannover - Israelitische Gartenbauschule Ahlem - Aktion Lauterbacher - Besseres Hannover - Geschichte der Juden in Hamm - Geschichte der Juden in Hattingen - Geschichte der Juden in Heilbronn - Rintfleisch-Pogrom - Geschichte der Juden in Horkheim - Verein zur Abwehr des Antisemitismus Heilbronn - Geschichte der Juden in Heuchelheim - Geschichte der Juden in Hochberg - Geschichte der Juden in Honnef - Geschichte der Juden in Hürth - Geschichte der Juden in Hüsten - Geschichte der Juden in Ingenheim - Geschichte der Juden in Jemgum - Geschichte der Juden in Karlsruhe - Israelitische Religionsgesellschaft - Geschichte der Juden in Kassel - Geschichte der Juden in Kempten - „Zigeunerjuden“-Urteil - Geschichte der Juden in Kippenheim - Geschichte der Juden in Kirchberg - Geschichte der Juden im Landkreis Kitzingen - Geschichte der Juden in Klingenmünster - Geschichte der Juden in Köln - Deportationen in der NS-Zeit aus Köln - Kölner Judenviertel - Kölner Judenprivileg - Kurkölnische Judenordnung von 1599 - Kölsche Kippa Köpp - Geschichte der Juden in Königsberg - Geschichte der Juden in Kulmbach - Geschichte der Juden in der Kurpfalz - Geschichte der Juden in Landau/Pfalz - Geschichte der Juden in Landsberg - Europäische Holocaustgedenkstätte /in Landsberg - Geschichte der Juden in Laupheim - Geschichte der Juden in Leer - Geschichte der Juden in Leipzig - Bar Kochba Leipzig - Geschichte der Juden in Lindau - Geschichte der Juden in Lisberg - Geschichte der Juden in Mainz - Pogrom von 1096 in Mainz - Geschichte der Juden in Mannheim - Geschichte der Juden in Marburg - Geschichte der Juden in Mecklenburg - Geschichte der Juden in Meerbeck - Sternberger Hostienschänderprozess - Geschichte der Juden in Memmingen - Geschichte der Juden in Merzhausen - Geschichte der Juden in Mogendorf - Geschichte der Juden in München - Judentum in Münster - Jüdische Opfer in Nettetal - Juden in Neustadt (Hessen) - Geschichte der Juden in Neustadt an der Waldnaab - Geschichte der Juden in Neustadtgödens - Geschichte der Juden in Norden - Geschichte der Juden auf Norderney - Geschichte der Juden in Nordrhein- Westfalen - Deportation von Juden aus Nürnberg - Geschichte der Juden in Oberhausen - Geschichte der Juden in Oberwesel - Geschichte der Juden in Oelde - Geschichte der Juden in Offenburg - Geschichte der Juden in Osnabrück - Oflag VI C - Geschichte der Juden in Ostfriesland - Geschichte der Juden in Öttershausen - Geschichte der Juden in Paderborn - Geschichte der Juden in Preußen - Preußisches Judenedikt von 1812 - Preußisches Judengesetz von 1847 - Konitzer Mordaffäre - Geschichte der Juden in Recklinghausen - Geschichte der Juden in Rees - Geschichte der Juden in Regensburg - Geschichte der Juden in Remseck am Neckar - Geschichte der Juden in Reutlingen - Geschichte der Juden in Rimbach - Geschichte der Juden in Rostock - Geschichte der Juden in Roth - Geschichte der Juden in Rust - Geschichte der Juden im Saarland - Geschichte der Juden in Schleswig-Holstein - Geschichte der Juden in Schweinfurt - Geschichte der Juden in Schwerin - Geschichte der Juden in Selters - Geschichte der Juden in Solingen - Geschichte der Juden in Sommerach - Geschichte der Juden in Sondershausen - Geschichte der Juden in Speyer - Pogrom von 1096 in Speyer - Großes Speyrer Judenprivileg - SchUM-Städte - SchUM-Stätten von Speyer, Worms und Mainz - Gezerot Tatnu - Geschichte der Juden in Stendal - Geschichte der Juden in Stralsund - Geschichte der Juden in Straubing - Geschichte der Juden in Talheim - Geschichte der Juden in Thalmässing - Geschichte der Juden in Themar - Geschichte der Juden in Ulm - Geschichte der Juden in Verden (Aller) - Geschichte der Juden in Wanne-Eickel - Geschichte der Juden in Warburg - Geschichte der Juden in Warendorf - Geschichte der Juden in Wattenscheid - Geschichte der Juden in Weener - Geschichte der Juden in Westerburg - Geschichte der Juden im Herzogtum Westfalen - Historisches Handbuch der jüdischen Gemeinschaften in Westfalen und Lippe - Geschichte der Juden in Wetzlar - Geschichte der Juden in Witten - Geschichte der Juden in Wittenberge - Geschichte der Juden in Wittmund - Geschichte der Juden in Wittstock/Dosse - Geschichte der Juden in Worms - Pogrom von 1096 in Worms - Wormser Privileg - Liste der Rabbiner der jüdischen Gemeinde Worms - Liste der Judenbischöfe von Worms - Ehrenmal für die jüdischen Gefallenen - Jüdisches Museum Worms - Geschichte der Juden in Würzburg - Hep-Hep-Krawalle - Israelitische Lehrerbildungsanstalt |

## Siehe auch

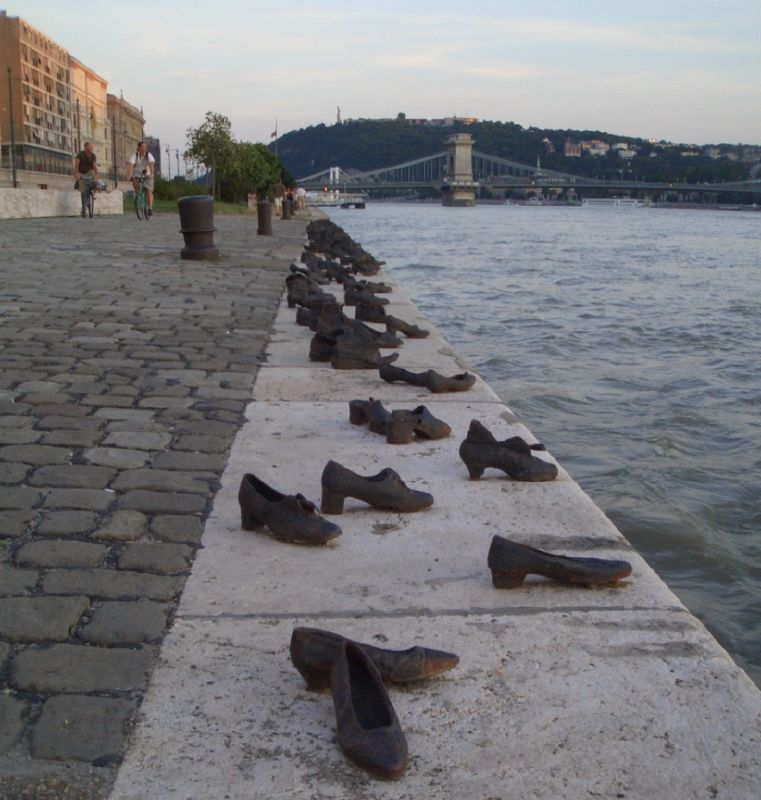
„Schuhe am Donauufer“, Mahnmal in Budapest zur Erinnerung an die Pogrome an Juden durch Pfeilkreuzler in Ungarn.

### Gesamtdarstellungen
- Heinrich Graetz: Geschichte der Juden. Von den ältesten Zeiten bis auf die Gegenwart. Aus den Quellen neu bearbeitet. 11 Bände, 1853–1875.
- Heinrich Graetz: Geschichte der Juden. Von den ältesten Zeiten bis auf die Gegenwart. Aus den Quellen neu bearbeitet. 11 Bände, 1853–1875, Digitale Bibliothek, Band 44, elektronische Ressource CD-ROM, Directmedia Publishing Berlin 2002/2004, ISBN 3-89853-444-8.
- Abraham Geiger: Das Judenthum und seine Geschichte. Schletter, Breslau 1865–1871.
  - Bd. 1: Bis zur Zerstörung des zweiten Tempels. 1865.
  - Bd. 2: Von der Zerstörung des zweiten Tempels bis zum Ende des zwölften Jahrhunderts. 1865.
  - Bd. 3: Von dem Anfange des dreizehnten bis zum Ende des sechszehnten Jahrhunderts. 1871.
- Simon Dubnow: Weltgeschichte des jüdischen Volkes. 10 Bände, Jüdischer Verlag, Berlin 1925–1929.
  - Bd. 1: Die älteste Geschichte des jüdischen Volkes. Von der Entstehung des Volkes Israel bis zum Ende der persischen Herrschaft in Judäa. 1925.
  - Bd. 2: Die alte Geschichte des jüdischen Volkes. Von Beginn der griech. Herrschaft in Judäa bis zur Zerstörung Jerusalems durch die Römer. 1925.
  - Bd. 3: Vom Untergang Judäas bis zum Zerfall der autonomen Zentren im Morgenlande. 1926.
  - Bd. 4: Das frühere Mittelalter. Von den Anfängen der abendländischen Diaspora bis zum Ende der Kreuzzüge. 1926.
  - Bd. 5: Das späte Mittelalter. Vom XIII. bis zum XV. Jahrhundert. 1927.
  - Bd. 6: Die Neuzeit. Erste Periode. Das XVI. und die erste Hälfte des XVII. Jahrhunderts. 1927.
  - Bd. 7: Die Neuzeit. Zweite Periode. Die zweite Hälfte des XVII. und das XVIII. Jahrhundert. 1928.
  - Bd. 8: Das Zeitalter der ersten Emanzipation (1789–1815). 1928.
  - Bd. 9: Das Zeitalter der ersten Reaktion und der zweiten Emanzipation (1815–1881). 1929.
  - Bd. 10: Das Zeitalter der zweiten Reaktion (1880–1914). Nebst Epilog (1914–1928). 1929.

- Haim Hillel Ben-Sasson (Hrsg.): Geschichte des jüdischen Volkes. Von den Anfängen bis zur Gegenwart. C.H. Beck, München 1978–1980
  - Bd. 1: Von den Anfängen bis zum 7. Jahrhundert. 1978, ISBN 3-406-07221-6.
  - Bd. 2: Von 7. bis zum 17. Jahrhundert. Das Mittelalter. 1979, ISBN 3-406-07222-4.
  - Bd. 3: Vom 17. Jahrhundert bis zur Gegenwart. Die Neuzeit. 1980, ISBN 3-406-07223-2.

### Einzelne Epochen
- Thomas Brechenmacher. Michal Szulc: Neuere deutsch-jüdische Geschichte. Konzepte – Narrative – Methoden  Kohlhammer, Stuttgart 2017, ISBN 978-3-17-021417-0.
- Klaus Bringmann: Geschichte der Juden im Altertum. Vom babylonischen Exil bis zur arabischen Eroberung. Klett-Cotta, Stuttgart 2005, ISBN 3-608-94138-X.
- Seth Schwartz: Das Judentum in der Antike. Von Alexander dem Großen bis Mohammed. Reclam 2016, ISBN 3-15-011010-6.
- Ismar Elbogen: Ein Jahrhundert jüdischen Lebens. Die Geschichte des neuzeitlichen Judentums. Herausgegeben von Ellen Littmann. Europäische Verlagsanstalt, Frankfurt am Main 1967.
- Karl-Heinrich Ostmeyer: No citizenship for Ruth? Names as access permissions in the Scroll of Ruth. In: Alexander Unser (Hrsg.): Religion, Citizenship and Democracy (= Religion and Human Rights. 8). Springer, Cham 2021; ISBN 978-3-030-83277-3 (E-Book), S. 245–272; doi:10.1007/978-3-030-83277-3 13.

### Einzelne Länder
- Shulamit Volkov: Die Juden in Deutschland 1780–1918 (= Enzyklopädie deutscher Geschichte. Bd. 16). 2. Auflage. Oldenbourg, München 2000, ISBN 3-486-56481-1.
- Arnold Paucker: Deutsche Juden im Kampf um Recht und Freiheit. Studien zur Abwehr, Selbstbehauptung und Widerstand der deutschen Juden seit dem Ende des 19. Jahrhunderts. Hentrich & Hentrich, Teetz, 2., verbesserte Auflage 2004, ISBN 3-933471-89-3.
- Moshe Zimmermann: Die deutschen Juden 1914–1945 (= Enzyklopädie deutscher Geschichte. Bd. 43). Oldenbourg, München 1997, ISBN 3-486-55080-2.
- Kurt Schubert: Die Geschichte des österreichischen Judentums. Böhlau, Wien 2008, ISBN 978-3-205-77700-7.
- Claude Kupfer, Ralph Weingarten: Zwischen Ausgrenzung und Integration. Geschichte und Gegenwart der Jüdinnen und Juden in der Schweiz. Sabe, Zürich 1999, ISBN 3-252-05066-8.
- Johannes Glasneck, Angelika Timm: Israel. Die Geschichte des Staates seit seiner Gründung. Bonn 1992, ISBN 3-416-02753-1.
- Ricardo Feierstein: Historia de los judíos argentinos. 3., erweiterte und überarbeitete Auflage Galerna, Buenos Aires 2006, ISBN 950-556-486-4.

### Lexika
- Fred Skolnik (Hrsg.): Encyclopaedia Judaica. 2. Auflage, 22 Bände. Macmillan Reference USA, Detroit / Keter Publishing House, Jerusalem, 2007, ISBN 978-0-02-865928-2.
- Klaus-Dieter Alicke, Lexikon der jüdischen Gemeinden im deutschen Sprachraum, 3 Bände, Gütersloher Verlagshaus, 2008, ISBN 978-3-579-08035-2, online.